# Броненосный крейсер
Бронено́сный кре́йсер — класс крейсеров, существовавший во второй половине XIX — начале XX веков. Являлись вторым по силе классом военных кораблей ведущих флотов после броненосцев. Наиболее характерной чертой броненосных крейсеров был броневой пояс по ватерлинии.

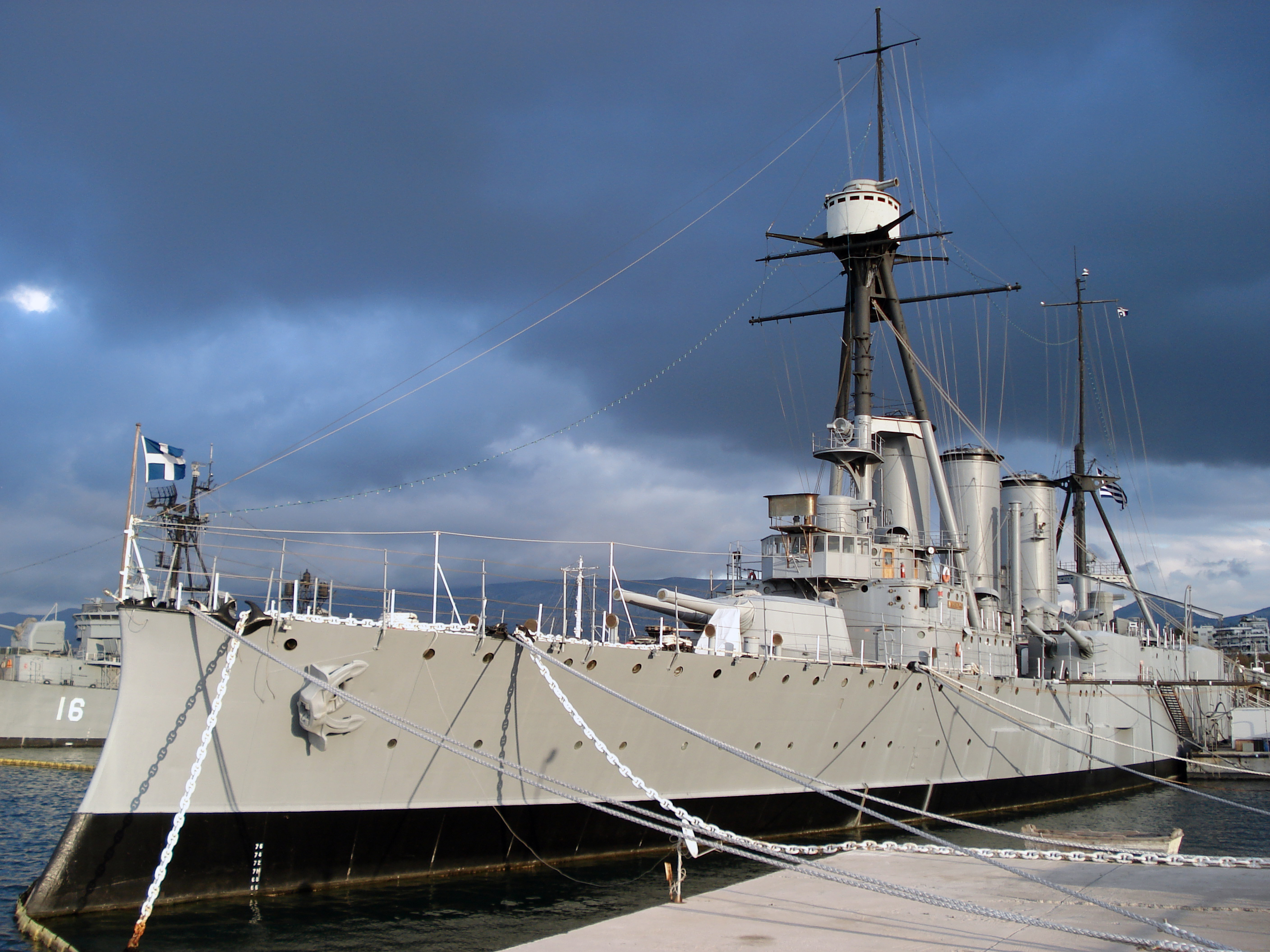
Греческий «Авероф» — единственный броненосный крейсер, сохранившийся до наших дней.

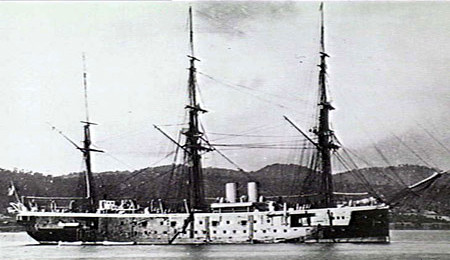
Британский «Нельсон» — один из первых броненосных крейсеров.

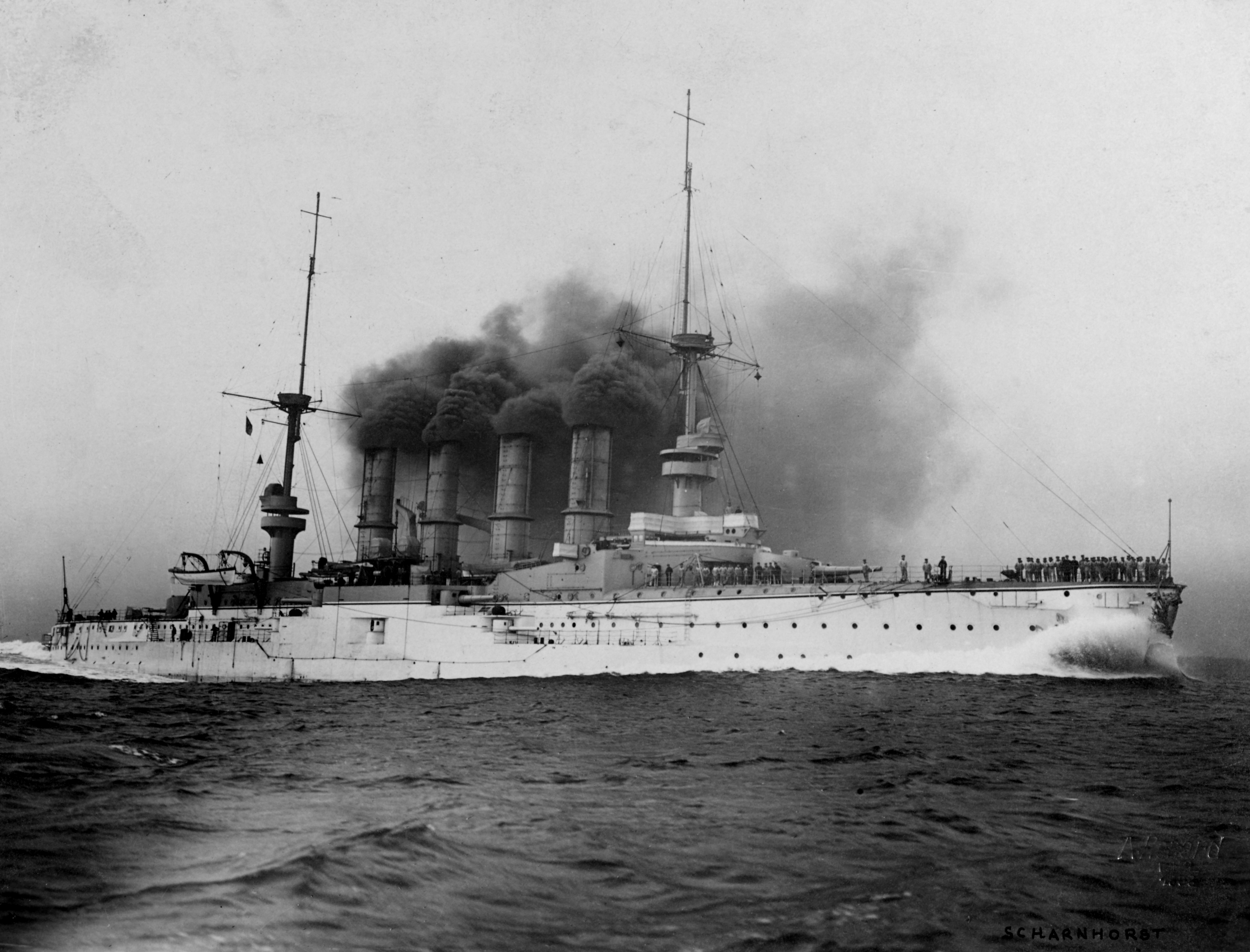
Германский «Шарнхорст» — один из самых знаменитых броненосных крейсеров.

 Как правило, они уступали броненосцам в огневой мощи и защищённости, но превосходили в скорости и дальности плавания. На корабли этого класса возлагались задачи борьбы на коммуникациях, ведения эскадренной разведки, а на последнем этапе развития они ещё должны были составлять быстроходное крыло главных сил флота. Развитие броненосных крейсеров прекратилось перед Первой мировой войной в связи с радикальными изменениями в военно-морской технике. Их роль перешла к линейным и тяжёлым крейсерам.

## Первые броненосные крейсера

### Идея броненосного крейсера
В 1860-х годах ведущие морские державы начали массовое строительство броненосных кораблей. Поскольку новые классы ещё не устоялись, в разряд броненосных попадали самые разнообразные корабли, водоизмещением от более, чем 10 000 тонн, до менее, чем 1500 тонн. Именовались они по-разному: броненосцы, броненосные фрегаты, броненосные корветы и даже броненосные шлюпы. Однако ни один из этих кораблей не мог быть назван крейсером из-за недостаточной скорости и дальности плавания.
Для операций на коммуникациях предназначались небронированные паровые корабли — фрегаты, корветы и клиперы. Считалось, что высокая скорость сама по себе обеспечит их безопасность. Несостоятельность данной концепции впервые выявилась в 1877 году, когда два мощных британских крейсера не смогли справиться с маленьким, но бронированным перуанским монитором «Уаскар», а сами не пострадали лишь благодаря неумелости комендоров противника. Уязвимость небронированного крейсера стала вполне очевидна. Путей решения проблемы появилось два. Первый из них заключался в прикрытии жизненно важных узлов крейсера броневой палубой, впоследствии со скосами: он привёл к появлению бронепалубных крейсеров. Вторым вариантом стала установка на корпус корабля броневого пояса, защищающего борт по ватерлинии.

Схема защиты броненосного крейсера

Впервые эта идея была выдвинута в 1868 году адмиралом русского флота А. А. Поповым. Первенство России в данном вопросе не является случайным. С начала 1860-х годов российский флот активно готовился к борьбе на британских коммуникациях, а в силу географического положения империи нуждался в быстроходных, высокоавтономных кораблях, способных совершать переходы с Балтики на Дальний Восток. Ввиду того, что вероятный противник располагал флотом несравненно большей численности, необходимость в повышении боевой устойчивости русских крейсеров представлялась очевидной.
Первые корабли этого типа зачастую называли забронированными, или опоясанными крейсерами (англ. belted cruiser), так как узкий броневой пояс оставлял без защиты многие жизненно важные части корабля. Дальнейшая эволюция класса привела к появлению броневой палубы, наложенной на верхнюю кромку пояса.
Первоначально термин «крейсер» означал лишь тактическое предназначение корабля, а не его класс. Долгое время броненосные крейсера именовались фрегатами и лишь ближе к концу XIX века были переклассифицированы в крейсера. В российском флоте это произошло в 1892 году, когда все броненосные фрегаты стали именоваться крейсерами 1-го ранга.

### Броненосные крейсера России

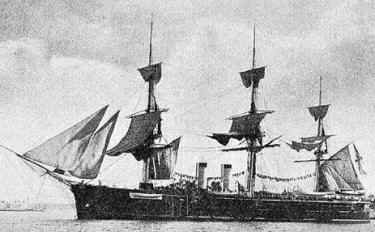
Броненосный фрегат «Генерал-адмирал»

В 1868 году адмирал А. А. Попов выдвинул проект перестройки деревянного фрегата «Генерал-адмирал» в крейсер для действий на коммуникациях вероятного противника, под которым в то время понималась главным образом Великобритания. Для того, чтобы снизить вероятность получения в бою тяжёлых повреждений, требующих ремонта с заходом в сухой док, что для автономно действующего рейдера было как правило малореально, его было решено защитить по ватерлинии железной бронёй, придя, таким образом, к идее броненосного океанского крейсера. Проект был принят к осуществлению, но выяснилось, что корпус фрегата находится в неудовлетворительном состоянии, и Морское министерство предпочло построить новый корабль с тем же названием, вступивший в строй в 1875 году.
Бронирование «Генерала-адмирала», состоявшее из железных плит, ограничили толщиной в 152 мм, которая считалась достаточной для защиты от орудий среднего калибра, при этом сам крейсер был вооружён тяжёлой артиллерией калибра 203 мм, установленной в бортовых спонсонах. «Генерал-адмирал» стал первым в мире броненосным крейсером, и это редкий случай, когда российский приоритет признаётся и на Западе:

Наиболее оригинальные проекты и наиболее заметные отступления от обыкновенных типов военных судов можно найти в русском флоте, в котором поясные крейсеры (belted cruisers) появились впервые. Русское морское ведомство было пионером в усилиях по части разрешения вопросов о броненосных крейсерах, в которых большая скорость соединена с существенным условием действительной броневой защиты против снарядов большинства крейсеров, с которыми может состояться сражение в море.— Ежегодник Брассея The British Navy
Основной задачей нового корабля было крейсерство на торговых путях, актуальное в связи с напряжёнными русско-английскими отношениями; наличие бортовой брони должно было резко повысить боевую устойчивость рейдера. Через два года по удачному образцу был построен фрегат «Александр Невский», получивший незадолго до спуска на воду новое имя — «Герцог Эдинбургский».

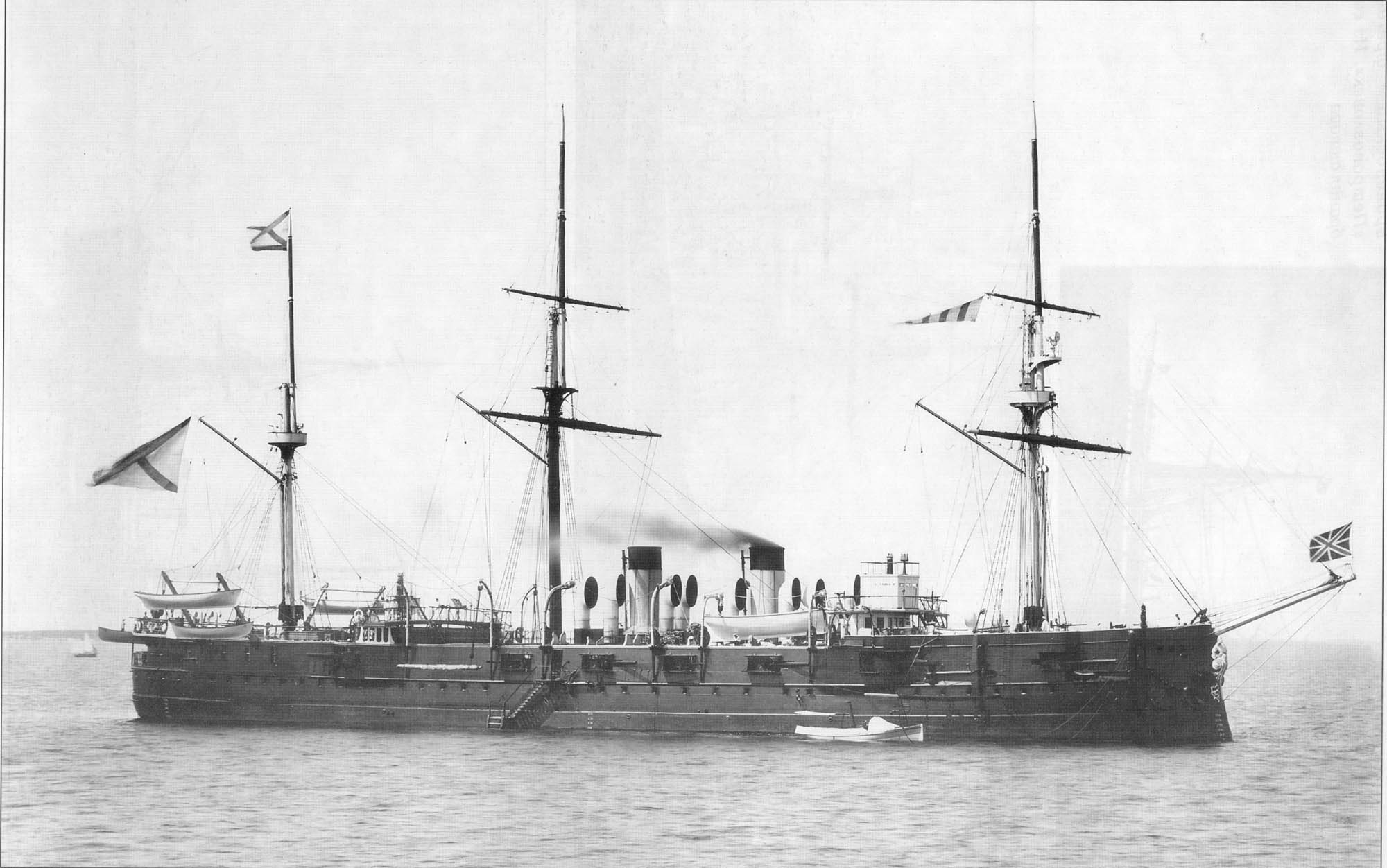
Броненосный фрегат «Минин»

Успех позволил решить судьбу фрегата «Минин», который вот уже 10 лет стоял недостроенным после попытки превратить его в башенный броненосец: фрегат был перестроен по образцу «Генерала-адмирала», войдя в строй спустя двенадцать лет после закладки, установив рекорд долгостроя Императорского флота.

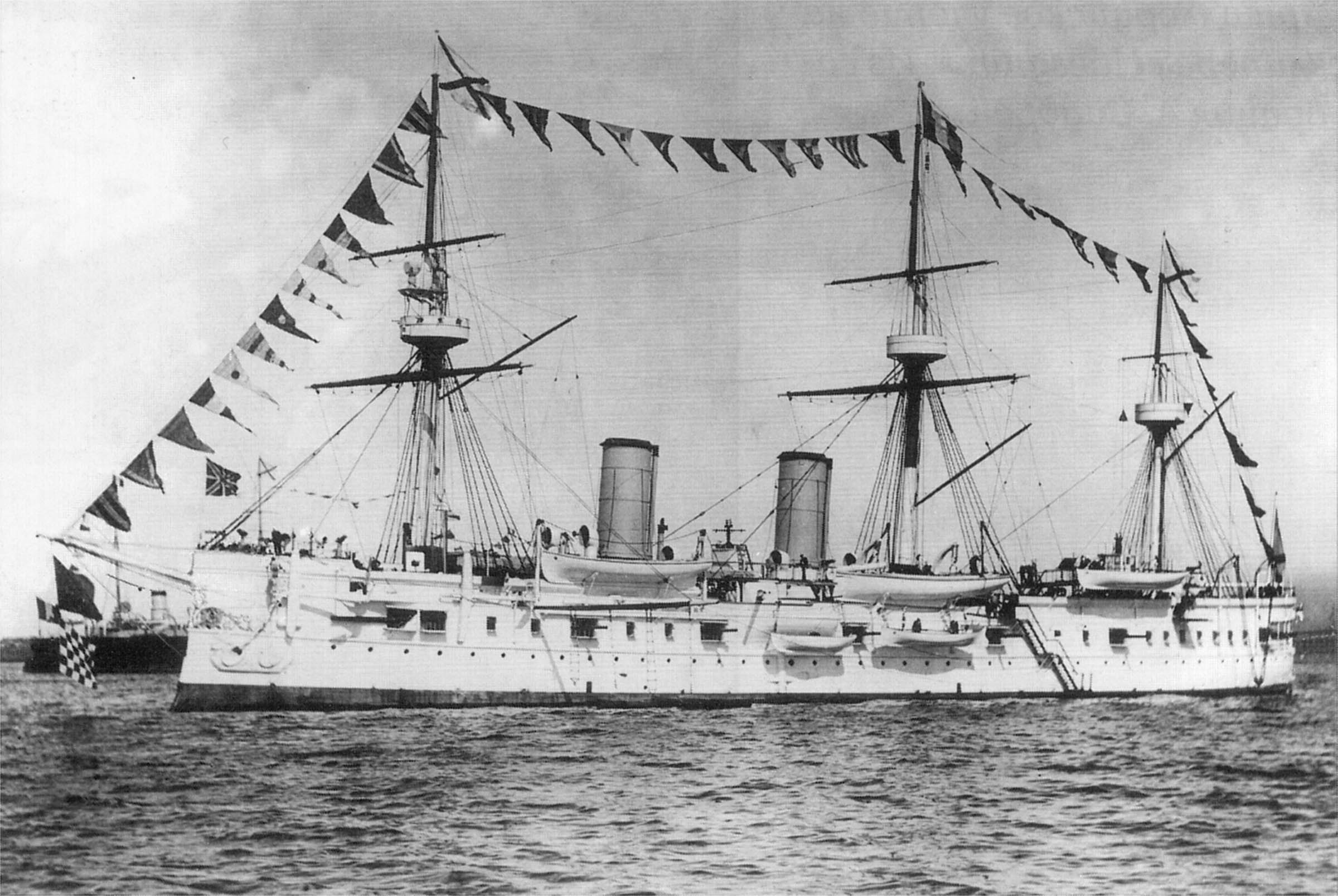
Броненосный крейсер «Дмитрий Донской»

К 1880 году Попов подготовил проект нового броненосного крейсера, по которому к 1884—1885 годам были построены два корабля: «Дмитрий Донской» и «Владимир Мономах». Они защищались более прочной сталежелезной бронёй «компаунд», а калибр артиллерии был уменьшен, что позволило увеличить число орудий. Как и их предшественники, они несли полный комплект парусов, однако фактически стали первыми чисто паровыми крейсерами отечественного флота. В отличие от предыдущих крейсеров они оснащались не подъёмными, а постоянными винтами, создававшими слишком большое сопротивление при ходе под парусами, которые в результате практически не использовались.
Несмотря на формальную принадлежность этих крейсеров, как и пары «Генерал-адмирал» — «Герцог Эдинбургский» к одному типу, они являлись похожими, но не однотипными кораблями, что было характерной чертой отечественного флота вплоть до 1890-х годов.

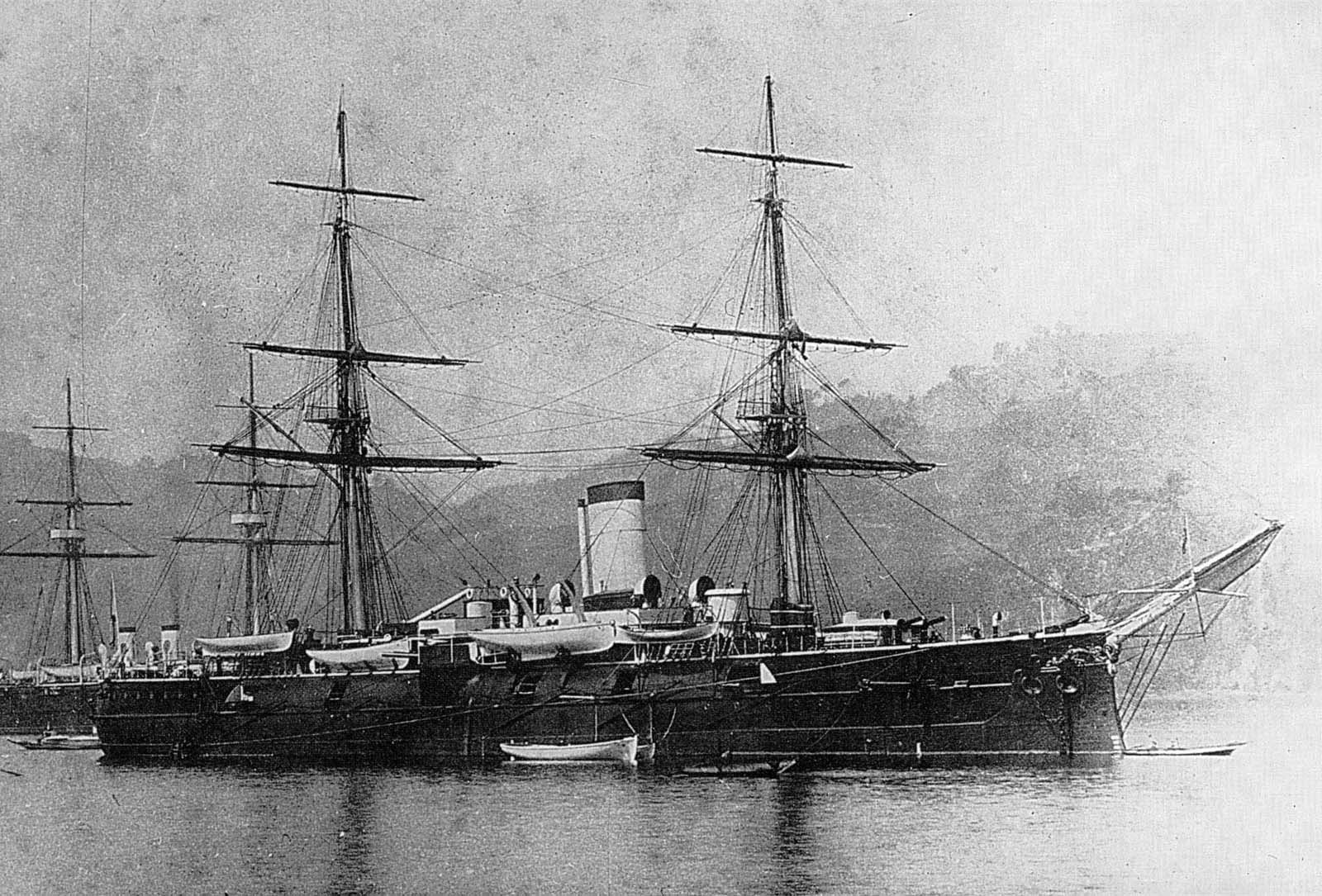
Броненосный крейсер «Адмирал Нахимов»

В дальнейшем, вместо перехода к серийному строительству командование флота создавало единичные крейсера—образцы.
В 1888 году вступил в строй броненосный крейсер «Адмирал Нахимов». В качестве образца для подражания был принят сам по себе построенный под явным впечатлением от французских кораблей британский тип «Импириэс», с характерным для него ромбовидным расположением орудий главного калибра, хотя сами британские моряки уже успели признать его неудачным. Такой ход даже породил слухи о похищении чертежей британского крейсера русской разведкой, естественно, ни на чём не основанные, тем более, что по всем основным кораблестроительным элементам русский корабль весьма отличался от британского, который и сам был построен явно по французскому образцу.
Появление во флоте вероятного противника подражания столь несовершенным кораблям было воспринято в Великобритании с большим недоумением. Тем не менее, крейсер получился формально очень сильным: он нёс главный калибр из восьми 8" / 203-мм орудий в четырёх барбетных установках с лёгкими башенноподобными прикрытиями, размещённых как на прототипе, по ромбической схеме, что позволяло в теории в любой точке пространства сконцентрировать огонь шести орудий из восьми, а на практике, как и у всех «французских ромбов» — лишь четырёх из-за разрушительного воздействия дульных газов на собственные надстройки и палубы. Броневой пояс имел солидную толщину в районе силовой установки, но оказался слишком коротким. Адмиралы старой школы настояли и на полном парусном вооружении, хотя под парусами «Нахимов» ходил медленно, да и под парами его мореходность оставляла желать много лучшего — что, впрочем, не помешало ему в 1904—1905 годах в составе 2-й Тихоокеанской эскадры успешно предпринять поход через два океана к месту «цусимского побоища».

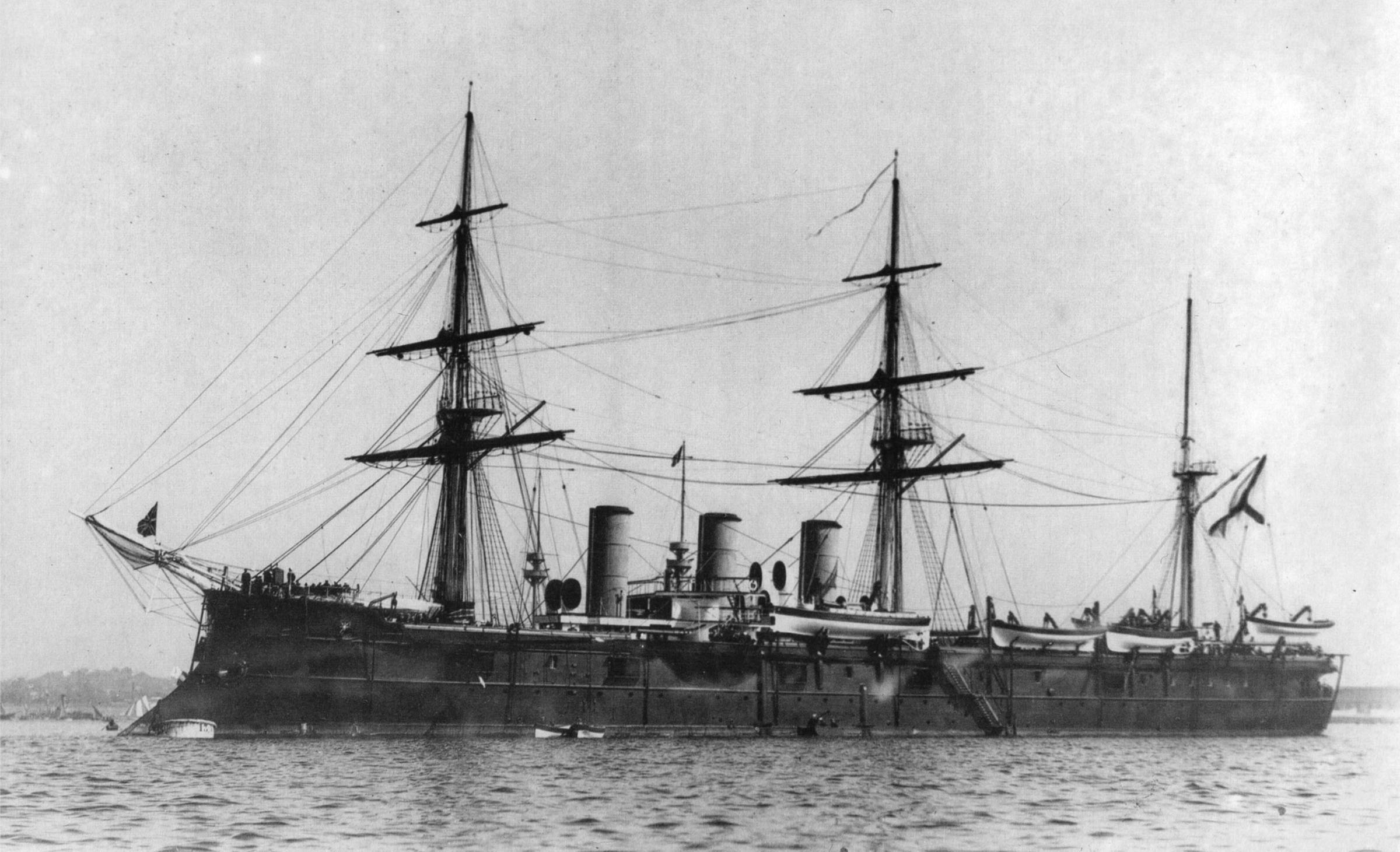
Броненосный крейсер «Память Азова»

Разочаровавшись в подражании иностранным образцам, российское морское ведомство решило развить «русский тип» броненосного крейсера, избрав за образец «Владимира Мономаха». Однако в процессе проектирования «Память Азова» оброс таким количеством дополнительных усовершенствований, что перегрузка достигла опасной величины. Пытаясь исправить положение сократили ширину броневого пояса, превратив его в узкую полоску.

В итоге получился странный крейсер, по толщине плит уступающий «Нахимову» и имевший меньшую площадь защиты чем «Мономах».
— Кофман В.Л. «Образцовые» крейсера
Лучше всего этот роскошно отделанный корабль «отработал» в качестве яхты во время плавания, совершенного цесаревичем Николаем, будущим царём Николаем II, в 1890-91 годах.

### Броненосные крейсера Великобритании

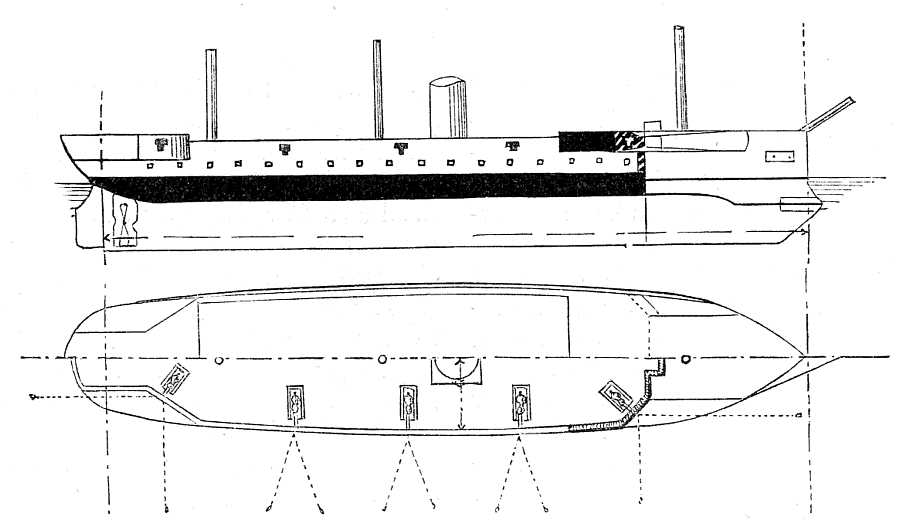
Броненосный крейсер «Шеннон». Схема защиты.

Почти одновременно с «Генералом-Адмиралом» британский флот получил свой первый броненосный крейсер — «Шеннон» (англ. Shannon), причём в России его посчитали ответом на появление своих броненосных крейсеров. Сами же британцы признавали, что «причина его появления в составе флота несколько туманна». Результат получился совершенно неудовлетворительным: стремление построить «бюджетный», но забронированный корабль привело к тому, что «Шеннон» оказался слишком слабым для боя с броненосцами, и в то же время слишком тихоходен для того, чтобы гоняться за вражескими рейдерами.

Помимо того, что «Шеннон» никак нельзя было признать эффективной боевой единицей, он не стал удачным и как судно. Его создатели попытались втиснуть слишком многое в такое небольшое водоизмещение: всё, сколь-нибудь заслуживающее внимания с точки зрения усовершенствования боевых качеств этого корабля в процессе его создания, немедленно включалось в проект.
— Паркс О. «Линкоры Британской империи. Ч.II. Время проб и ошибок».
По британским оценкам этот корабль мог бы справиться с русскими крейсерами в бою один на один, но высоким стандартам британского флота он всё же не соответствовал.
В других источниках «Шеннон» рассматривается обычно в качестве ответа в первую очередь на французские малые «колониальные» броненосцы типа «Альма» и «Ла Галисоньер», а также — появление небольших второклассных броненосцев у стран обеих Америк и Азии, и лишь во вторую — на усиление русского крейсерского флота. Несмотря на разницу в классификации, английский «крейсер» считался примерно равным таким второклассными броненосцам по силе и вполне успешно мог вступить с ними в бой в случае, если бы те угрожали заморским владениям Англии. Для исполнения же непосредственно крейсерских функций он не считался подходящим кораблём. Вскоре битва в бухте Пакоча весьма наглядно продемонстрирует необходимость наличия на заокеанских станциях пусть и второклассного, но броненосного корабля.

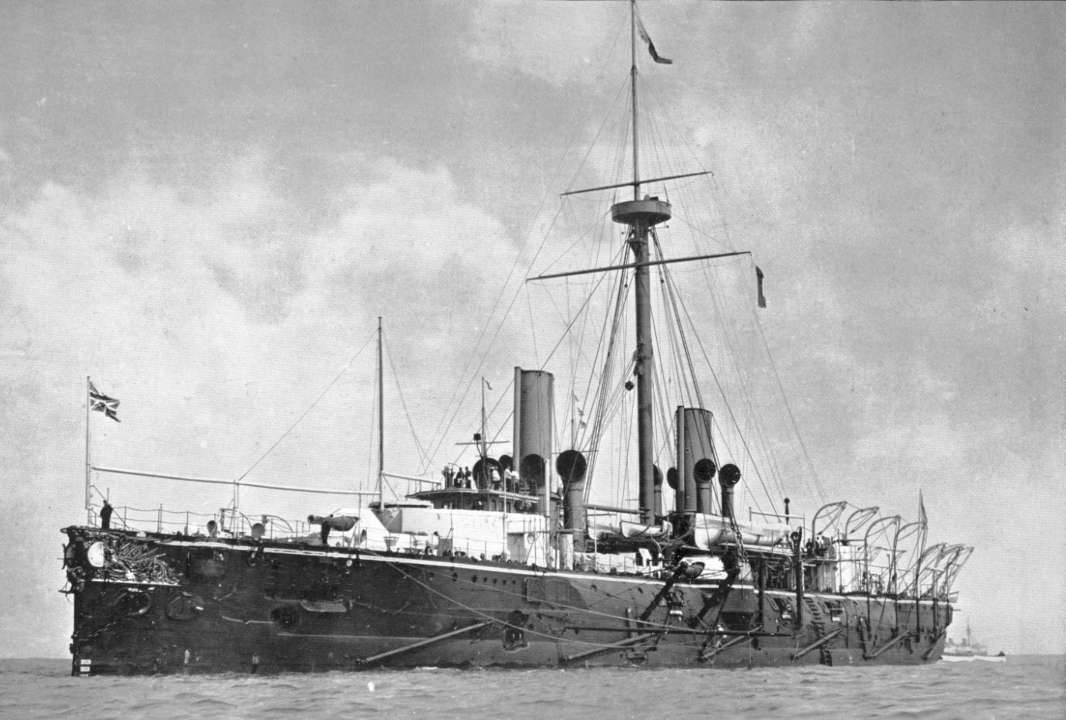
Броненосный крейсер «Уорспайт»

Потерпев относительную неудачу с «Шенноном», британцы тем не менее в 1878—1881 годах построили два усовершенствованных крейсера типа «Нельсон» (англ. Nelson). К такому шагу их подтолкнуло появление новых русских броненосных крейсеров. Увеличение водоизмещения примерно на 40 % благотворно сказалось на их мореходности и позволило установить на кораблях полный броневой пояс, который на предшественнике отсутствовал в носовой конечности. Однако новые крейсера страдали от того же недостатка, что и «Шеннон»: они были слишком слабыми для боя с серьёзным противником и слишком медленными для погони за крейсерами. И хотя по скорости и вооружению они формально несколько превосходили русских оппонентов, шансов встретиться с ними в бою в случае вооружённого конфликта у них практически не было — малочисленные и существенно более дорогие по сравнению с бронепалубными, «поясные» крейсеры с большой вероятностью либо были бы включены в состав броненосных эскадр, либо провели бы всю войну вблизи от английских океанских станций, в любом случае «играя роль» броненосца второго класса, а не непосредственно крейсера.

В итоге они стали серой посредственностью с весьма сомнительной боевой ценностью для эскадренного боя и оказались слишком велики, чтобы использовать их для защиты торговли.
— Паркс О. «Линкоры Британской империи. Ч.II. Время проб и ошибок».
Получив уже три неудачных броненосных крейсера британцы приступили к постройке однотипных «Имперьюза» (англ. Imperieuse) и «Уорспайта» (англ. Warspite). К такому решению их толкали скверные отношения с Россией и в меньшей степени с Францией. Водоизмещение вновь выросло и крейсера считались хорошими артиллерийскими платформами, но с самой артиллерией возникли проблемы. Желая получить равномерный огонь во все стороны, британцы разместили главный калибр — 4 234-мм орудия — в одноорудийных башнях, расставленных по ромбической схеме. Но первые же учебные стрельбы ясно показали, что вести продольный огонь из бортовых орудий нельзя — возникала угроза повреждения собственных надстроек. Ещё одним минусом стала практическая незащищённость борта при полной нагрузке, так как броневой пояс полностью уходил под воду.

Лучшее, что можно сказать, характеризуя «Имперьюз» и «Уорспайт», это то, что они имели в бортовом залпе три 9,2" и пять 6" орудий при скорости 16 узлов. Насколько же можно судить по другим составляющим проекта, они могут твёрдо быть отнесены к разряду «паршивых овец» викторианского броненосного флота и, выступая в парламенте, адмирал Дж. Коммерел характеризовал их как «практически полный провал идеи современного корабля, неудачно спроектированных, плохо построенных и абсолютно опасных» — хотя подобная критика явно была чересчур суровой.
— Паркс О. «Линкоры Британской империи. Ч.III. Тараны и орудия-монстры».

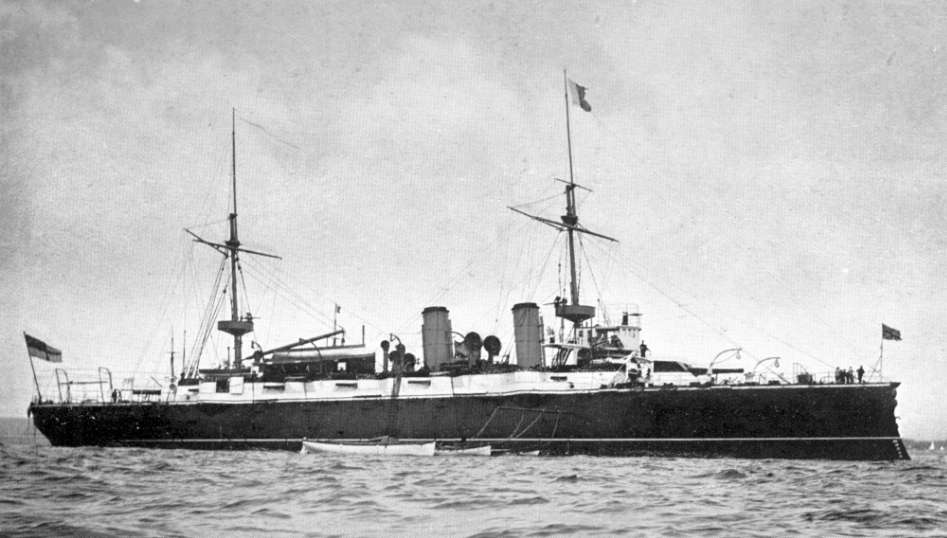
Броненосный крейсер «Орландо»

Последней в 1870—1880-х годах попыткой построить броненосный крейсер для Королевского флота стал проект броненосных крейсеров типа «Орландо» (7 единиц). Умеренное водоизмещение этих кораблей сочеталось с посредственными скоростными качествами, заурядным вооружением и толстым, но очень узким броневым поясом. Значительная перегрузка этих боевых единиц так же как и на «имперьюзах» привела к тому, что броневой пояс оказался полностью под водой, а надводный борт был совершенно незащищён, но увеличить площадь пояса не представлялось возможным из-за слишком большого веса железных плит. Эти корабли вошли в историю как первые броненосные крейсера изначально не имевшие парусной оснастки.
После этого британцы надолго отказались от строительства броненосных крейсеров.

### Броненосные крейсера Японии

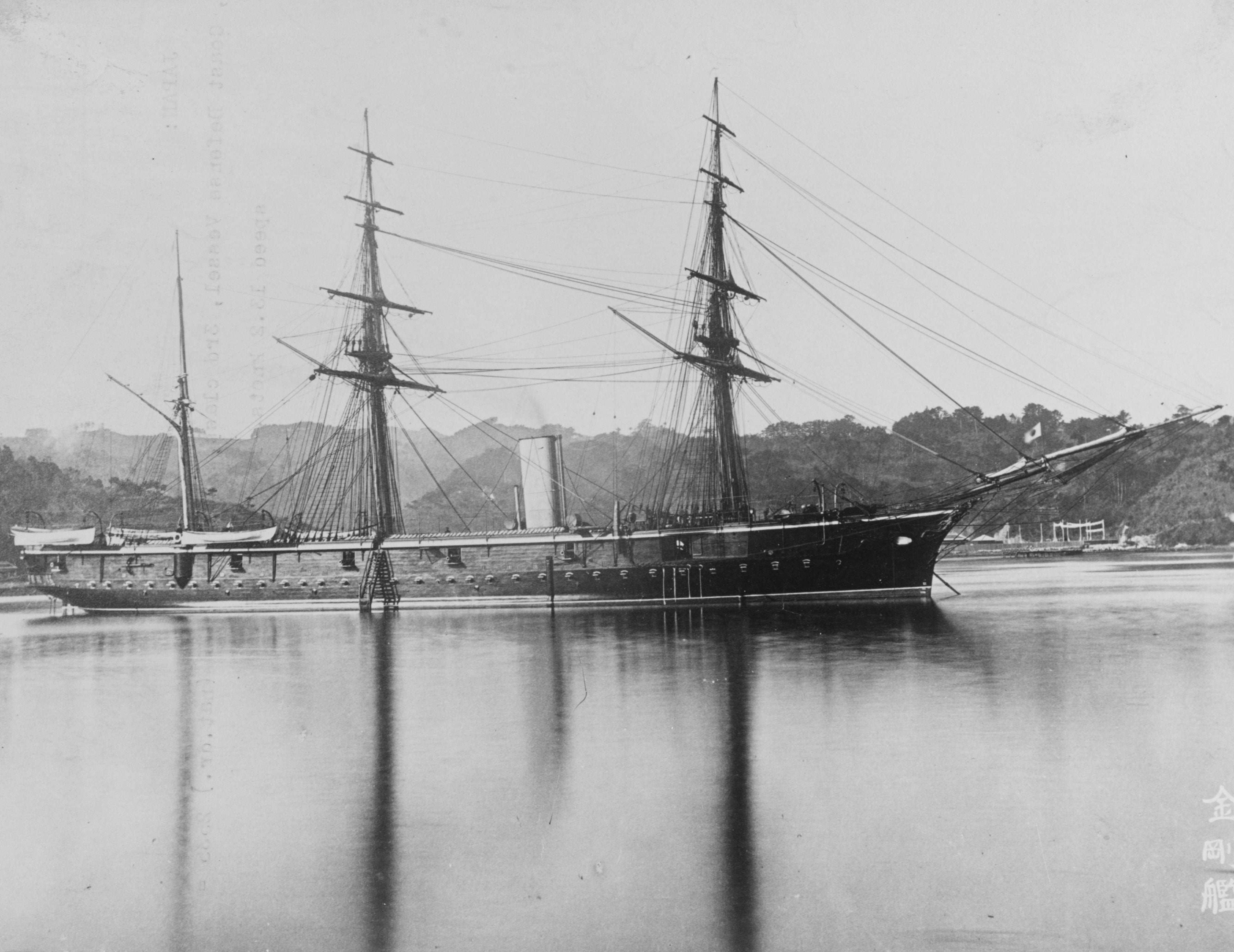
Броненосный корвет «Конго»

После революции Мэйдзи, Япония стала активно модернизировать собственную армию и флот на основе технических достижений Запада. В области военно-морского строительства японцы ориентировались прежде всего на главного законодателя моды — Великобританию. Когда в составе Королевского флота появились первые броненосные крейсера, японцы захотели иметь нечто подобное. На «полноразмерные» крейсера денег им не хватало и пришлось заказать британским верфям пару сравнительно небольших и довольно архаичных кораблей типа «Хиэй» («Хиэй» (яп. 比叡) и «Конго» (яп. 金剛)), составивших основу нового японского флота в 1880-х годах. В средней части корпуса «Хиэи» имели довольно основательную 4-дюймовую (114 мм) защиту по ватерлинии, однако ближе к оконечностям пояс утончался до 3 дюймов (76,2 мм), а артиллерия оставалась совершенно открытой.
Несколько позже к ним добавился более крупный корабль того же класса — броненосный фрегат «Фусо» (яп. 扶桑), по сути представлявший собой существенно уменьшенный вариант английских казематных броненосцев. Он также был построен в Великобритании.
В западных источниках эти корабли обычно рассматриваются в качестве броненосцев второго класса, а не крейсеров, каково и было их фактическое назначение в реалиях Юго-Восточной Азии тех лет.
В 1860-х—1870-х годах, в рамках первых экспериментов с бронёй, вообще было построено много подобных малых кораблей — броненосных шлюпов и корветов, классификация которых с современной точки зрения встречает определённые затруднения, так как по меркам броненосцев они были весьма слабы, а для того, чтобы считаться крейсерами, не имели необходимых скорости хода и дальности плавания.

## Оценка броненосных крейсеров первого поколения
Подводя итог развитию броненосных крейсеров первого поколения приходится признать, что данный тип боевого корабля не стал популярен среди военных моряков ведущих морских держав. Фактически, всё ограничилось постройкой весьма ограниченного количества броненосных крейсеров в двух странах, России и Великобритании, причём последняя создавала эти боевые единицы в противовес российским. И если для практически не имевшей современных мореходных броненосцев России океанские броненосные крейсера с их способностью длительное время действовать вдали от военно-морских баз действительно имели большую ценность в качестве инструмента нарушения морских коммуникаций вероятного противника, то для Великобритании ценность таких сравнительно дорогостоящих, но имеющих ограниченную область применения боевых единиц уже вызывала сомнения.
К причинам подобной непопулярности следует отнести также и технические факторы. Несовершенство железной и даже сталежелезной брони вынуждало делать броневые плиты весьма толстыми, но низкая мощность тогдашних паровых машин не позволяло придать крейсерам полноценное бронирование и сохранить при этом приемлемую скорость хода. В итоге кораблестроителям приходилось идти на компромисс и ограничивать площадь бронирования узким поясом вдоль ватерлинии. С учётом характерной для кораблестроения тех времён перегруженности кораблей это приводило к тому, что почти весь надводный борт оказывался незащищённым.
Определённую роль играла также и присущая военным морякам косность:

Несмотря на то, что расчёты ясно показывали, что парусная тяга на броненосных кораблях полностью противоречила экономии, необходимость сбережения угля посредством использования парусов представляла собой всё ещё настолько сильный стереотип для морских специалистов, что разрушить его пока не было никакой возможности.
— Паркс О. «Линкоры Британской империи. Ч.III. Тараны и орудия-монстры».
Таким образом со стапелей сходили достаточно странные корабли — слишком слабо вооружённые и защищённые чтобы использовать их в линии баталии и одновременно слишком тихоходные чтобы использовать их в качестве крейсеров. Неудивительно, что в 1870—1880 годах этот тип не получил значительного распространения.

## Расцвет броненосных крейсеров
К началу 1890-х годов мода на бронированные крейсера охватила кораблестроителей почти всех крупных морских держав, но в реальности каждая страна выбирала свой собственный путь, в результате чего броненосные крейсера конца века получились весьма разнообразными.

### Броненосные крейсера Франции

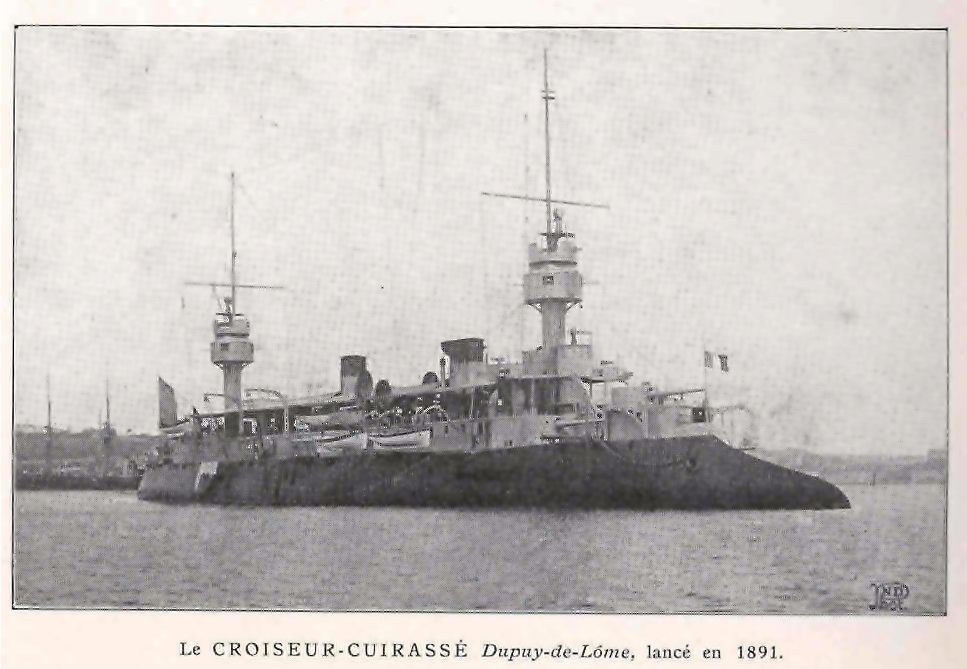
Броненосный крейсер «Дюпюи-де-Лом»

Как часто бывало в истории, французы оказались первыми и в создании броненосного крейсера нового типа. Толчком к его созданию стало появление фугасных снарядов снаряженных мелинитом, Результаты проведённого в 1886 году опытного расстрела такими снарядами старого броненосца «Бельикез» (фр. La Belliqueuse) ошеломили французских военных моряков:

В результате корабли, не прикрытые в достаточной степени бронёй, стали очень уязвимыми. «Защищённые», то есть бронепалубные военные суда, обладавшие только располагавшейся на уровне ватерлинии броневой палубой, могли потерять всю артиллерию, сгореть или просто затонуть, пусть и сохранив при этом уже бесполезные машины и погреба.
— Кофман В. Л. «„Бронированный ёж“ и его потомки»
То же самое в значительной степени касалось и броненосных крейсеров первого поколения, площадь вертикальной брони у которых часто не превышала боковой проекции броневой палубы аналогичного бронепалубного корабля, с той поправкой, что наличие короткого броневого пояса всё же предохраняло их от подтопления отсеков, расположенных в средней части корпуса. При этом оконечности корпуса и артиллерия оставались столь же беззащитны.
Основываясь на анализе этого обстрела, Совет по кораблестроению (фр. Conseil des Travaux) принял решение о создании крейсера с полностью забронированным бортом, что должно было защитить его от фугасных снарядов среднего калибра. Так родился проект «Дюпюи-де-Лом» (фр. Dupuy de Lome).
Крейсер действительно оказался новаторским. В отличие от прежних броненосных крейсеров, чьё бронирование сводилось к узкому поясу вдоль ватерлинии, «Дюпюи-де-Лом» был полностью забронирован с бортов, вплоть до верхней палубы. Вся артиллерия крупного и среднего калибра размещалась в одноорудийных броневых башнях и таким образом была очень хорошо защищена. Внешне корабль выделялся своим тараном огромного размера.

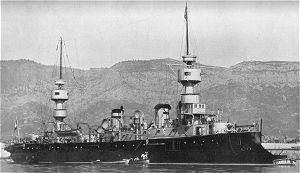
Броненосный крейсер «Амираль Шарнэ»

К сожалению для французов, крейсер оказался даже чересчур прогрессивной конструкции, что привело к затяжке строительства на 7 лет. В итоге, «Дюпюи-де-Лом», заложенный в 1888 году, вступил в строй только в 1895 году. Недостатков тоже хватало. Скорость оказалась ниже заданных 20 узлов, а экипаж страдал от чрезмерной тесноты. Главным же недостатком корабля, по мнению французских политиков, стала высокая стоимость, тем более, в планах была постройка до 200 броненосных крейсеров. Поэтому следующие корабли этого класса были существенно ужаты в размерах.
Проект «Амираль Шарне» (фр. Amiral Charner) представлял собой уменьшенный вариант предшественника. Водоизмещение сократилось на 2000 тонн, бронирование было ослаблено по толщине и сокращено по площади, уменьшили и калибр средней артиллерии. Тем не менее, 4 единицы этого проекта считались вполне удачными кораблями, особенно с учётом водоизмещения — менее 5000 тонн. Скоростные качества, впрочем, оставляли желать лучшего — скромные 19 узлов. Крейсера проекта вступили в строй в 1894 году, то есть даже раньше «Дюпюи-де-Лома».

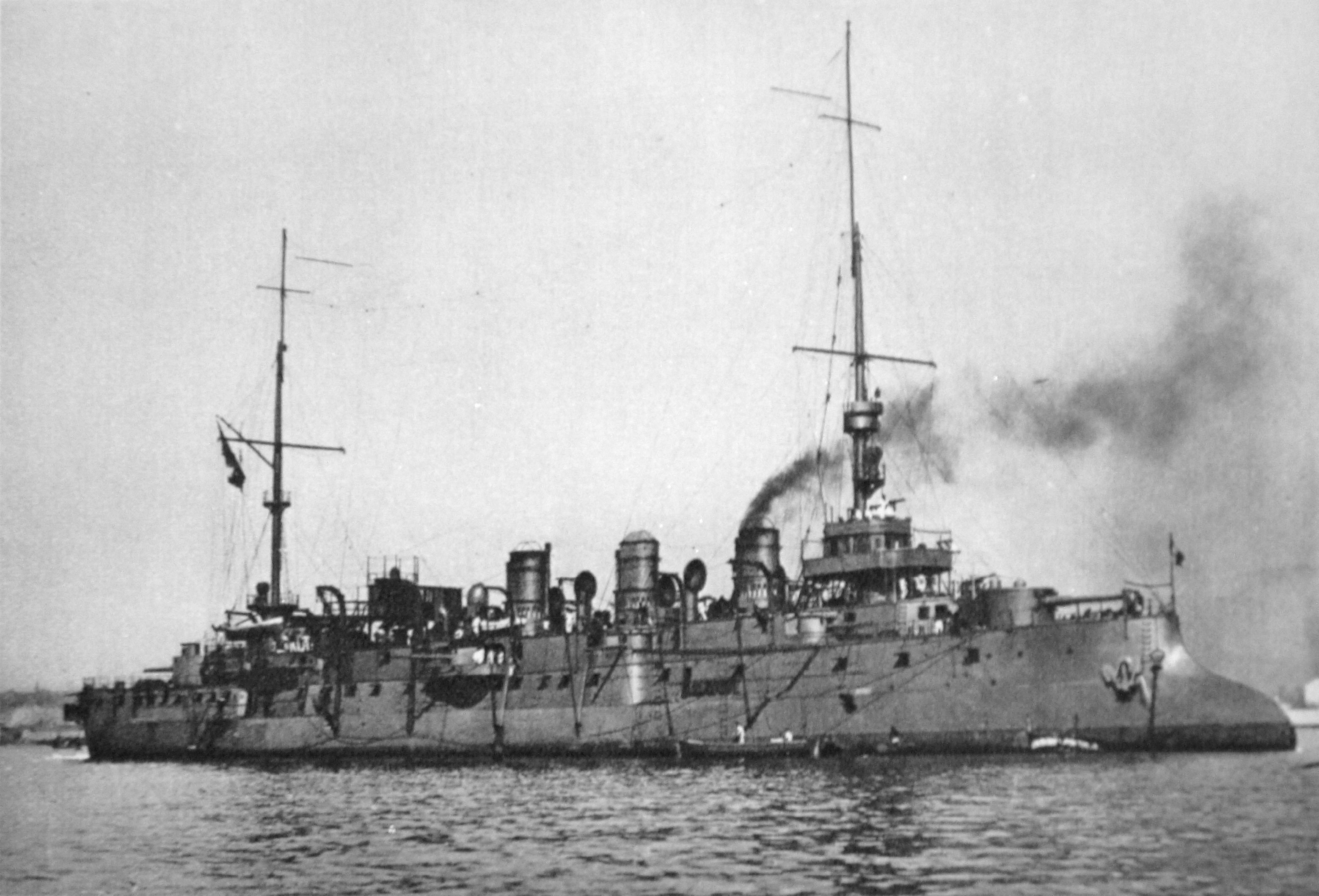
Броненосный крейсер «Потюо»

Следующим броненосным крейсером Франции стал «Потюо» (фр. Pothuau), вызвавший резкую критику специалистов. Бронирование оказалось откровенно слабым, а скорость остановилась на всё тех же 19 узлах.

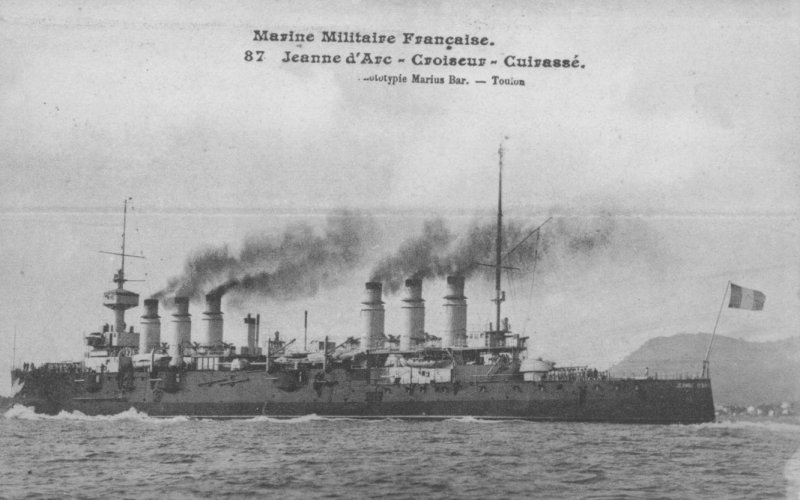
Броненосный крейсер «Жанна д’Арк»

Нежелательную тенденцию удалось прервать очередному морскому министру Эдуару Локруа. В 1896 году по его настоянию заложили огромный по французским меркам броненосный крейсер «Жанна д’Арк» (фр. Jeanne d’Arc). Его водоизмещение превысило 11 000 тонн, а бронирование оказалось на уровне самых высоких стандартов того времени. Именно на этом корабле впервые применили систему бронирования, впоследствии именовавшейся «французской» или «американской». Её суть сводилась к заключению всех жизненно важных центров в замкнутый броневой короб.

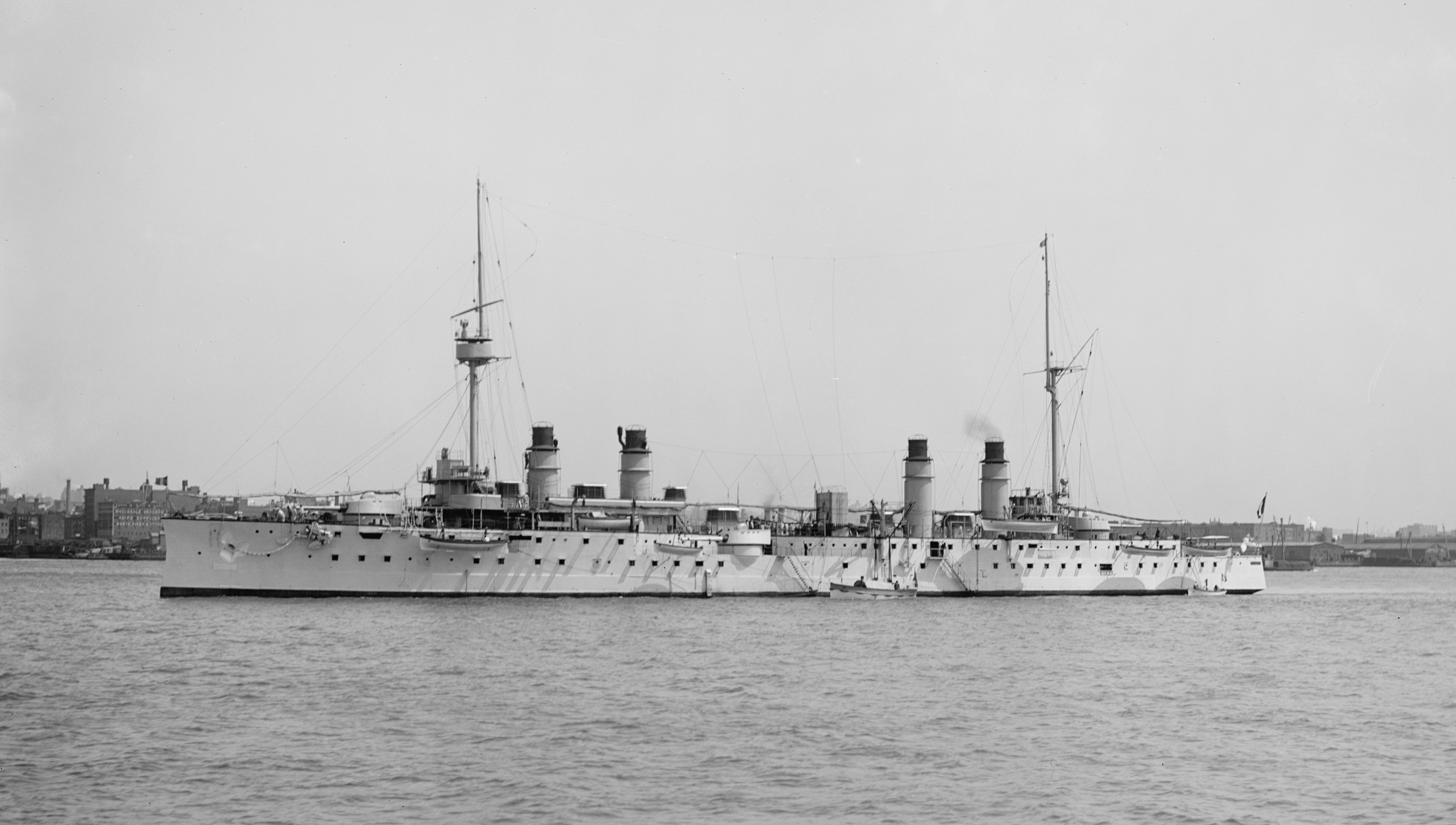
Броненосный крейсер «Клебер» типа «Дюпле»

«Жанна д’Арк» рассчитывалась на скорость 23 узла, но достичь этого показателя не удалось. Зато огромное количество котлов привело к оригинальному решению — корабль получил невиданные ранее 6 труб — двумя группами по три штуки. Тем не менее проект оценивается невысоко — для своих немалых размеров «Жанна д’Арк» оказалась слишком слабо вооружена. В строй крейсер вошёл в 1902 году.
Испугавшись размеров и соответствующей стоимости «Жанны», французы на броненосных крейсерах типа «Дюпле» (фр. Dupleix) уменьшили водоизмещение в полтора раза. 3 крейсера этого проекта пополнили флот в 1903—1904 годах. Их скорость была умеренной, вооружение и бронирование ослабленными. На этих крейсерах французы впервые в своей практике попытались применить двухорудийные башни, но результат их разочаровал.

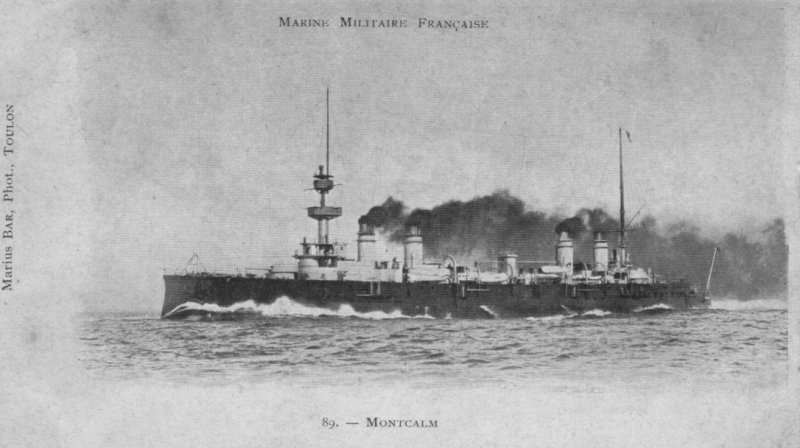
Броненосный крейсер «Монкальм»

Следующая серия также состояла из трёх единиц типа «Монкальм» (фр. Montcalm). На них существенно усилилась защита артиллерии, но скорость оставалась недостаточной. В 1903-1904 годах в строй вошли 5 крейсеров типа «Глуар» (фр. La Gloire). Их водоизмещение вновь выросло, приблизившись к 10 000 тонн, артиллерию поместили в испытанные одноорудийные башни, но хороший проект портила скромная скорость — чуть более 21 узла.
Впрочем, проблемы имелись не только с качеством самих кораблей, но и с обоснованностью французской военно-морской доктрины.

Многотрубные гиганты могли бы только убегать от противника в случае генерального сражения. Но не слишком подходили они и в качестве охотников за торговыми судами. Использование их для борьбы на коммуникациях немного напоминало попытку разбить яйцо при помощи кувалды. Броненосным монстрам не хватало дальности при явном избытке артиллерии и наличии почти ненужного в открытом океане полного бронирования.
— Кофман В. Л. «Многотрубные гиганты».

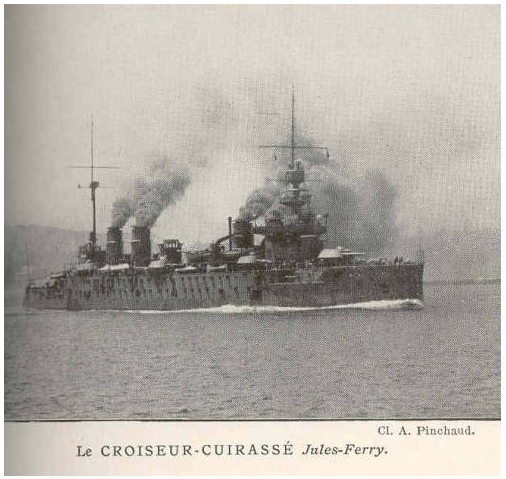
Броненосный крейсер «Жюль Ферри» типа «Леон Гамбетта»

Новая серия из 3 единиц была построена по проекту «Леон Гамбетта» (фр. Leon Gambetta) и вошла в состав флота в 1905—1907 годах. Водоизмещение достигло 12 000 тонн, бронирование формально осталось аналогичным предшественникам, а фактически усилилось за счёт применения крупповской брони. Главным новшеством стала установка двухорудийных башен, что резко повысило огневую мощь, но лишь после доводки башен до работоспособного состояния. К этому же типу относят зачастую и «Жюль Мишле» (фр. Jules Michelet), отличавшийся только новой длинноствольной артиллерией.

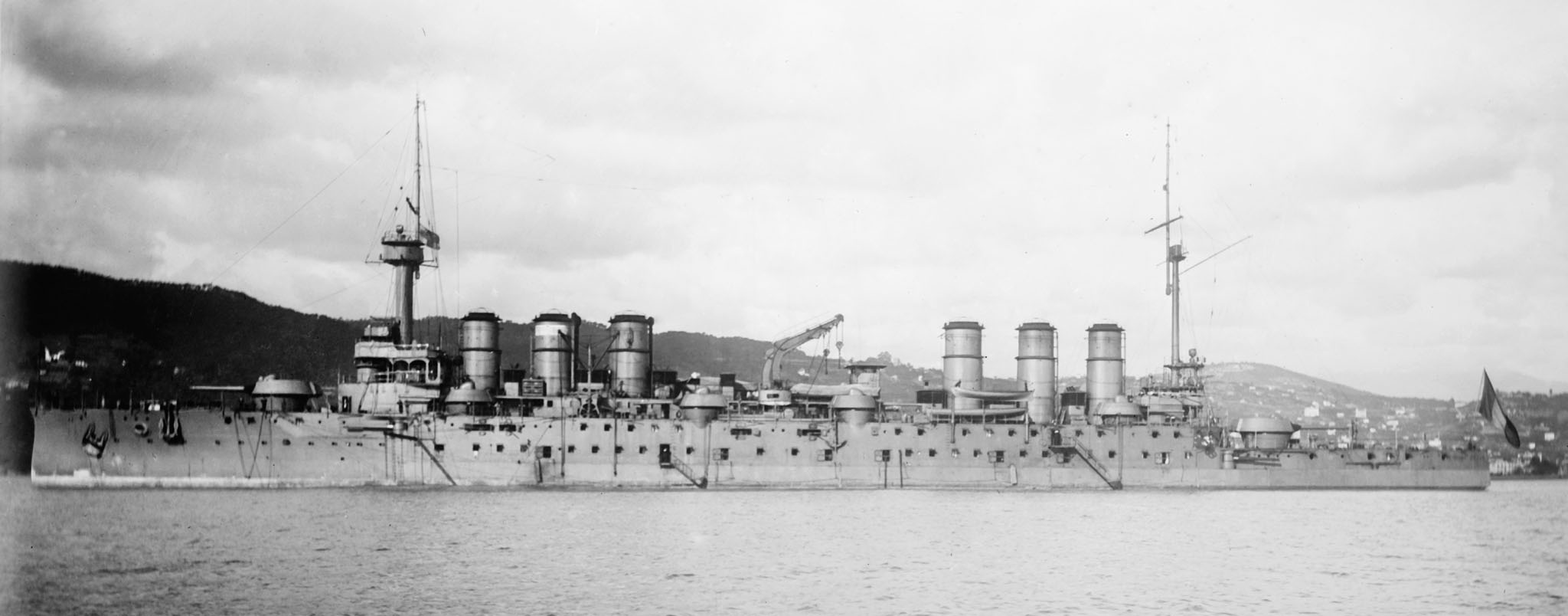
Броненосный крейсер «Эрнест Ренан»

Увеличить скорость попытались на крейсере «Эрнест Ренан» (фр. Ernest Renan), построенном в единственном экземпляре к 1909 году. Число орудий сократили, мощность машин увеличили и за счёт этого наконец-то достигли желанных 24 узлов. Самой заметной ценой скорости стал возврат к шести дымовых трубам (после «Жанны д’Арк» французские крейсера обходились четырьмя). Однако к этому моменту Британия и Германия уже вводили в строй линейные крейсера, делавшие даже лучшие из французских броненосных крейсеров заведомо устаревшими.

### Броненосные крейсера Германии
В 1890-х годах интерес к броненосным крейсерам начал проявлять и стремительно растущий флот Германской империи. При этом процесс развития броненосных крейсеров в германском флоте проходил в отсутствие чёткой концепции их боевого применения, что приводило к странным и неоправданным решениям. Термин «броненосный крейсер» в немецкой классификации отсутствовал. Вместо него употреблялся термин «большой крейсер» (нем. Große Kreuzer), куда входили все крейсера с артиллерией главного калибра 210—240-мм, например бронепалубные крейсера типа «Фрейя».
Фактически первыми немецкими броненосными крейсерами можно было бы считать построенные в Англии броненосный фрегат «Кёниг Вильгельм» (в строю с 1869 года, водоизмещение 9600 тонн, ход 14,7 узла) и казематные броненосцы «Кайзер» и «Дойчланд» (в строю с 1875, 8800 тонн водоизмещения, максимальный ход в 14,5 узла), которые неоднократно совершали дальние походы, в том числе, на Дальний Восток, а в январе 1897 года после реконструкции были официально переквалифицированы в разряд крейсеров.

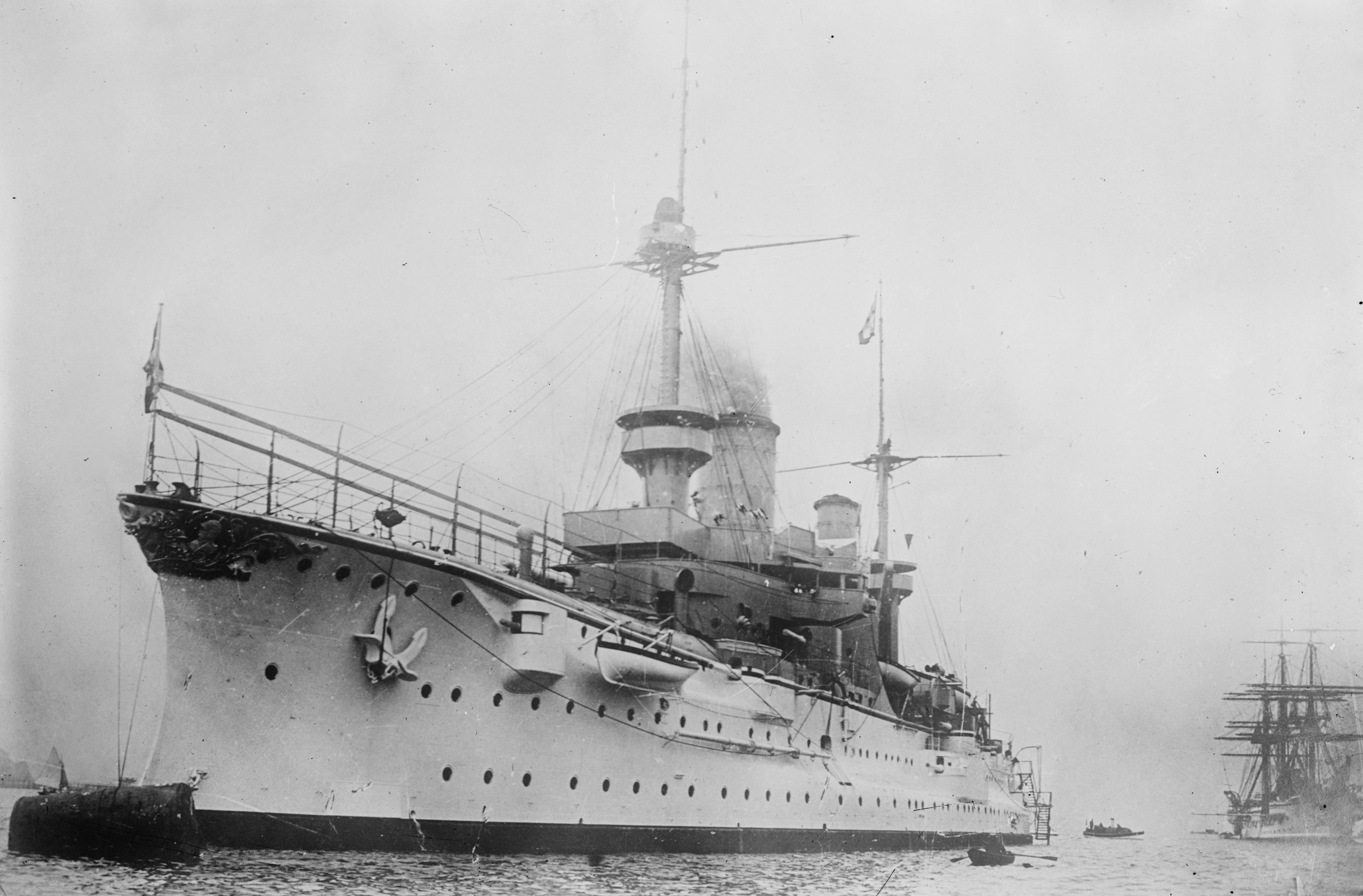
Броненосный крейсер «Фюрст Бисмарк»

Первый немецкий броненосный крейсер «Фюрст Бисмарк» (нем. Fürst Bismarck) вошёл в строй в 1900 году. У иностранных специалистов он вызвал немалое недоумение, так как фактически представлял собой вариант броненосца типа «Кайзер» (нем. Kaiser) — сильно вооружённый, неплохо защищённый, но тихоходный (менее 19 узлов) и с явно недостаточной дальностью плавания. Его боевая ценность для германского флота вызывала серьёзные сомнения.

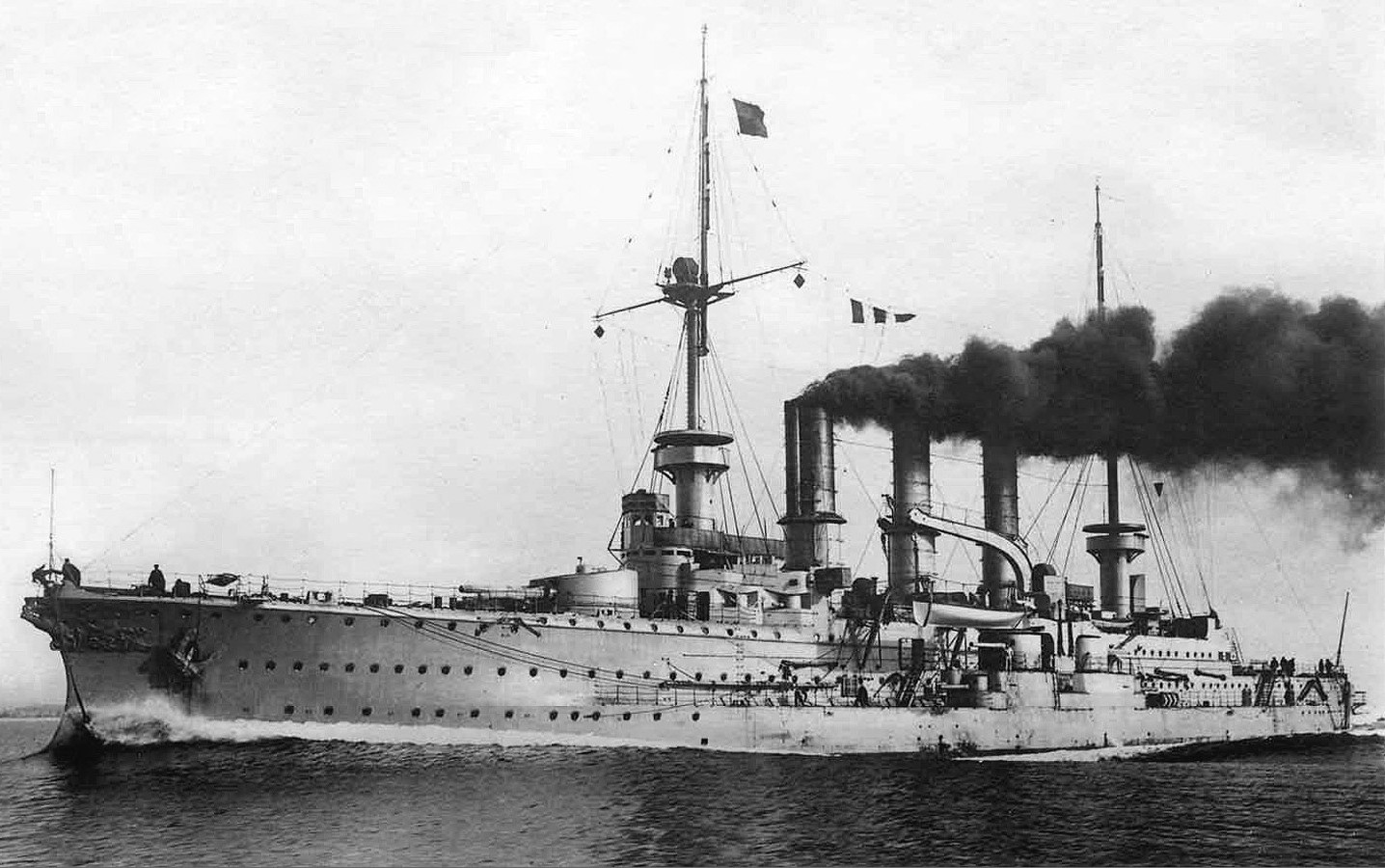
Броненосный крейсер «Принц Адальберт»

Следующий немецкий броненосный крейсер «Принц Генрих» (нем. Prinz Heinrich) стал первым кораблем класса, действительно могущим именоваться крейсером. Его водоизмещение было снижено, вооружение и бронирование ослаблено, зато выросла дальность плавания, а скорость достигла невыдающихся для начала XX века, но вполне достойных 20 узлов. Он вошёл в строй в 1902 году, став первым из 14 больших крейсеров 1-го класса, которые должны были быть построены согласно 2-й редакции закона о флоте.

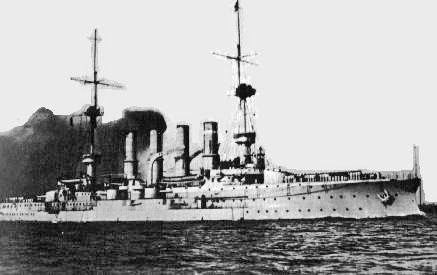
Броненосный крейсер «Йорк».

Получив определённый опыт, немецкие кораблестроители далее заложили сразу два броненосных крейсера типа «Принц Адальберт» (нем. Prinz  Adalbert), пополнившие флот в 1903-1904 годах. В отличие от предшественника, они несли основное вооружение из комбинации 210 и 150-мм орудий. Прочие характеристики изменились незначительно, за исключением выросшей дальности плавания.
Следующую пару германских броненосных крейсеров составили корабли типа «Йорк» (нем. Yorck). Они представляли собой плавное развитие предыдущего типа и не обладали существенными отличиями от предшественников, кроме незначительного увеличения скорости хода, которая перевалила за 21 узел и изменённого силуэта. В строй они вошли в 1905—1906 годах.

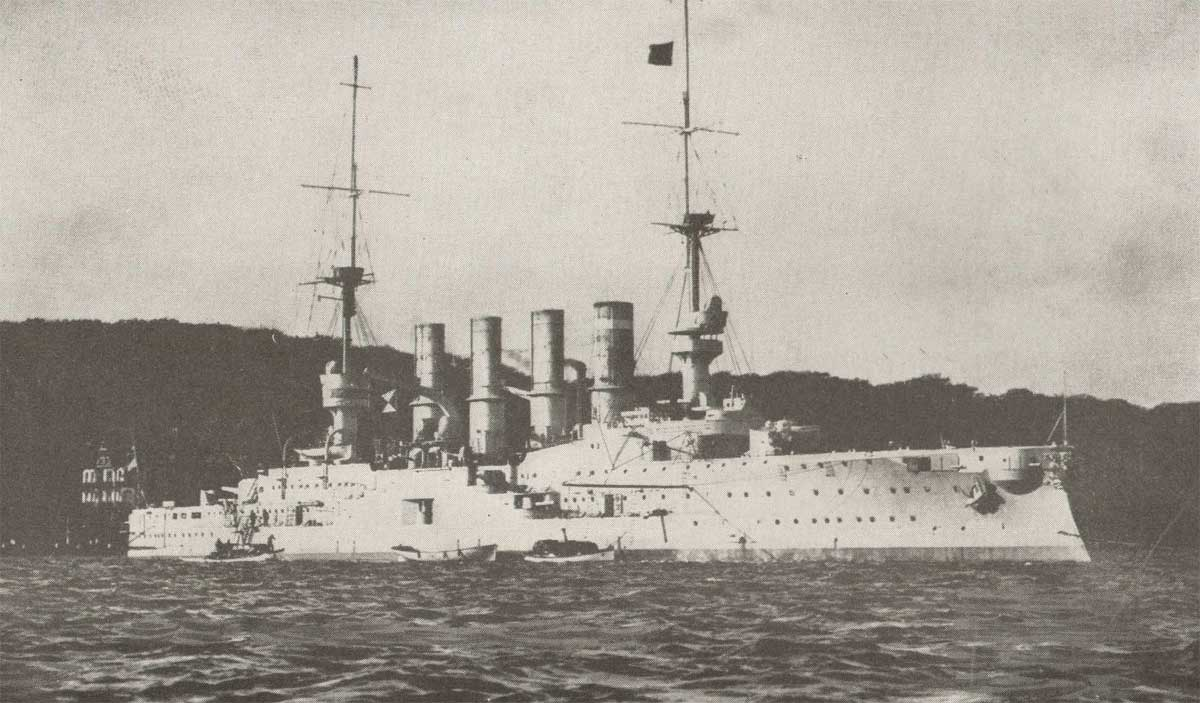
Броненосный крейсер «Гнейзенау» типа «Шарнхорст».

Наиболее известными броненосными крейсерами Германии стали два корабля следующего проекта — типа «Шарнхорст» (нем. Scharnhorst). За счёт значительного увеличения водоизмещения, немцам удалось снабдить их весьма неплохой защитой, а вооружение главного калибра усилить вдвое — вместо четырёх 210-мм орудий предыдущих типов «Шарнхорст» и «Гнейзенау» несли по 8 таких пушек. Скорость оказалась высокой, по меркам класса, дальность плавания серьёзно возросла. Тем не менее, ничего исключительного новые крейсера из себя не представляли. В этом проекте немцы лишь устранили явные недостатки предшествующих типов. Своей славой эта пара обязана скорее громкой победой при Коронеле, нежели конструктивным достоинствам.
В целом, немецкие броненосные крейсера были добротными, но отнюдь не выдающимися кораблями. Так, британские эксперты отмечали:

Когда их сравнивали с британскими современниками, то они не производили хорошего впечатления, и за возможным исключением «Шарнхорста» и «Гнейзенау», не будет преувеличением сказать, что броненосные крейсера были наихудшим образом спроектированными и наименее боеспособными германскими кораблями к 1905 году.
— Conway’s All the World’s Fighting Ships, 1860—1905.
К несчастью для немцев, эта пара вошла в строй в 1907—1908 годах, когда начали вступать в строй британские линейные крейсера типа «Инвинсибл», встреча с которыми не оставляла «германцам» никаких шансов, что и подтвердилось в сражении у Фолклендских островов.

### Броненосные крейсера России

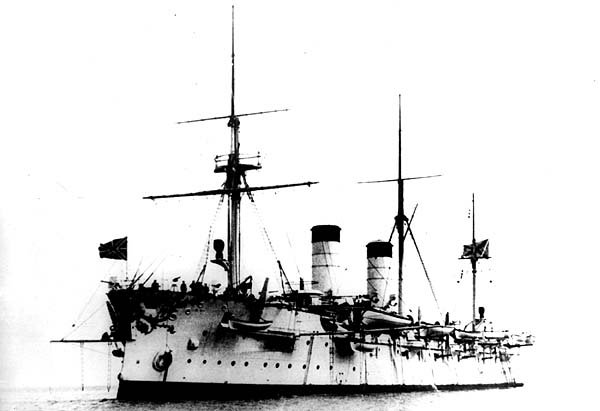
Броненосный крейсер «Рюрик»

Последние десятилетия XIX века русское военно-морское ведомство делало ставку на крейсерскую войну. Будучи не в силах создать линейный флот сопоставимый с британским, русские адмиралы стремились к борьбе на коммуникациях Британской империи. Но к концу 1880-х годов кораблей пригодных для этой цели Российский Императорский флот не имел. Броненосные фрегаты прежней постройки устарели, а прочие суда крейсерского типа были ещё и очень слабы.
Возникла потребность в постройке высокоавтономных и хорошо вооружённых крейсерах-рейдерах с броневой защитой. Первым из этой условной серии стал «Рюрик», вошедший в строй в 1895 году. Корабль получился очень большим, с солидной по российским меркам дальностью плавания. Для её увеличения крейсер снабдили и полным парусным вооружением, на практике совершенно бесполезным. Реальная скорость оказалась умеренной, зато мореходность превосходной. С борта «Рюрик» был частично защищён броневым поясом из сталежелезной брони.

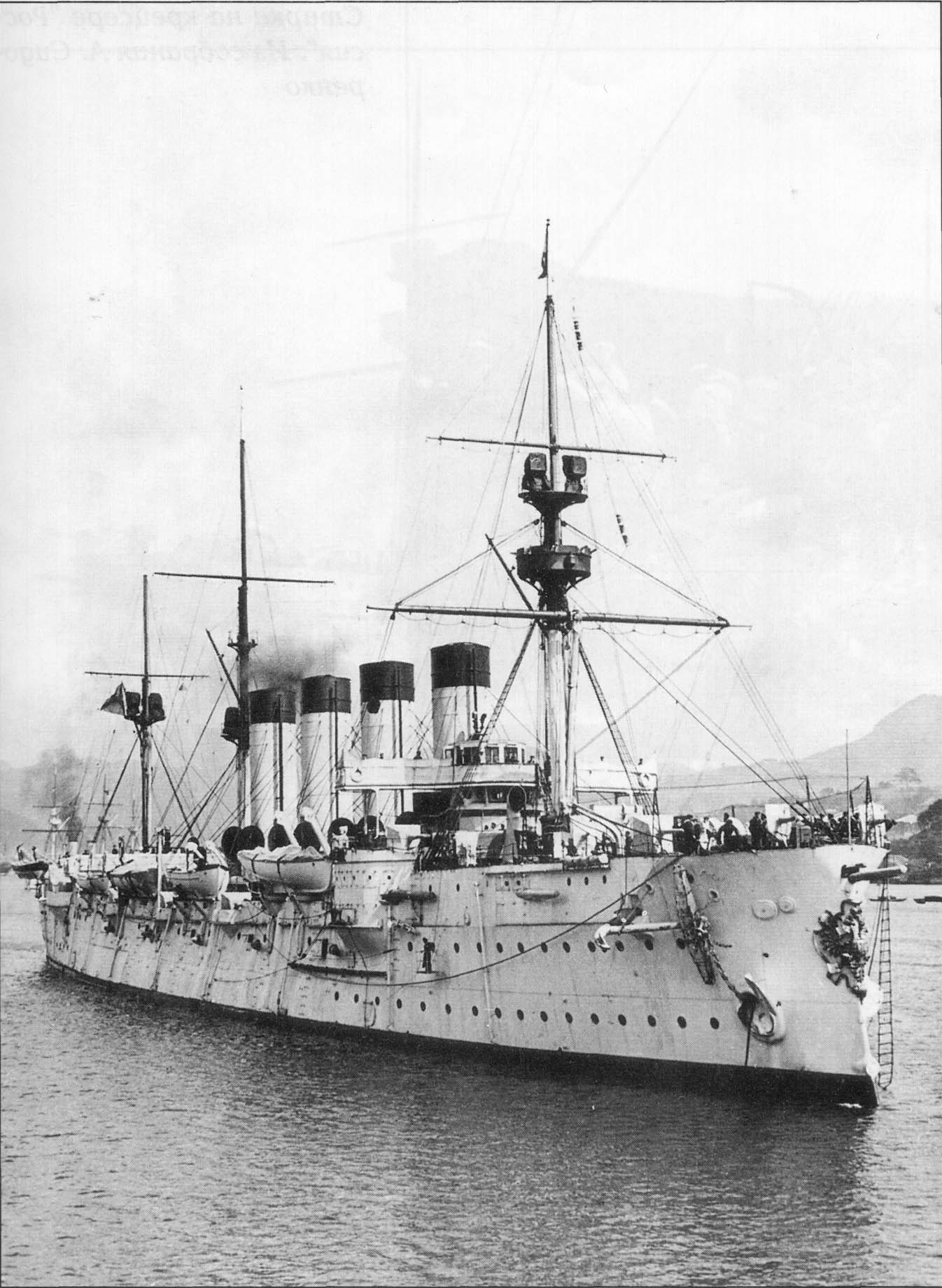
Броненосный крейсер «Россия».

Артиллерия включала в себя четыре 203-мм, шестнадцать 152-мм и шесть 120-мм орудий, однако размещена она была по образцу, характерному скорее для парусного флота — почти все пушки стояли без всякой защиты на главной палубе, за тонким бортом. Не составлял исключение и главный калибр — 203-мм. Если поначалу в Великобритании восприняли появление нового рейдера довольно нервно, и даже предприняли дорогостоящие контрмеры, то далее тон резко изменился.
Ежегодник Брассея писал о проекте:

Борта «Рюрика» ощетинились пушками и, до тех пор, пока вы не поднимитесь на его палубу, он кажется страшным. Но достаточно одного снаряда, разорвавшегося в открытой батарее, чтобы полдюжины орудий оказались бы разом выведены из строя.
— Кофман В.Л. «В океане — Россия броненосная»
Похожее мнение высказывалось авторитетным справочником Конвэя:

Совершенно неудовлетворительный проект — лишь с половиной артиллерии, действующей на каждый борт, ненадёжной защитой и плохим разделением корпуса на отсеки.
— Conway’s All the World’s Fighting Ships, 1860—1905.
Впрочем, с точки зрения основного назначения «Рюрика», как рейдера с повышенной боевой устойчивостью, такая критика, основанная на сравнении с создававшимися с совершенно иными целями британскими броненосными крейсерами, которые рассчитывали в случае необходимости использовать в качестве броненосцев второго класса для борьбы со слабыми броненосцами вероятного противника, выглядит малообоснованной: ни вооружённые гражданские корабли, ни прикрывающие их построенные до «Рюрика» сравнительно небольшие бронепалубные «защитники торговли» достойными противниками для «Рюрика» в качестве рейдера быть не могли.
При этом созданные «в ответ» на его появление корабли типа «Пауэрфул» представляли собой вполне заурядные, за вычетом огромных размеров, бронепалубные крейсера, у которых лишь часть артиллерии была защищена бронёй башен и индивидуальных казематов, а остальная — точно так же расположена за тонким бортом, никак не защищающим даже от снарядов лёгких орудий. При этом за пределами казематов борт вообще не был бронирован, в том числе и вокруг казематов, что создавало угрозу для их подкреплений и труб подачи снарядов. Такой корабль, с его ничем не прикрытым бортом, мог быть потоплен или лишён боеспособности и без пробития брони, даже легковооружённым противником; в реальном бою он получил бы столь тяжёлые повреждения, что, даже оставшись на плаву, потребовал бы обширных ремонтных работ с заходом в сухой док, что могла позволить себе Великобритания, опиравшаяся на разбросанные по всему миру военно-морские базы и колониальные владения, но никак не Россия. Естественно, с точки зрения решительного боя с эскадрой противника, в котором русским броненосным крейсерам поневоле пришлось участвовать в ходе войны с Японией, но на который они изначально не рассчитывались, принятая на них схема расположения вооружения действительно выглядит неадекватной.

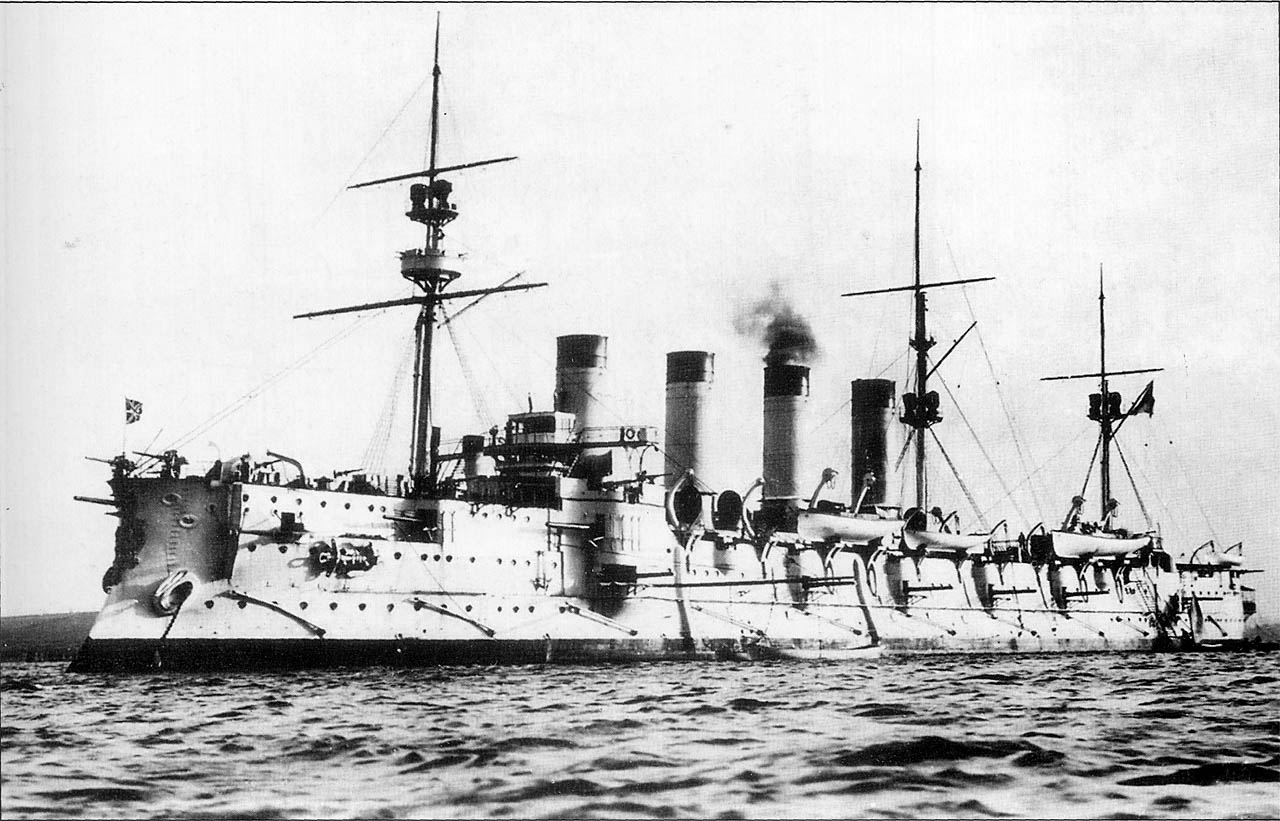
Броненосный крейсер «Громобой»

На последующих крейсерах серии часть этих недостатков попытались устранить. Крейсер «Россия» получил более обширное бронирование, к тому же лучшего качества — гарвеевское. Несколько улучшилась защита артиллерии, а от установки парусного вооружения строители отказались. Однако основной недостаток проекта — нерациональное размещение орудий и их слабая защита сохранился.
Крейсер «Громобой» получил относительно надёжную защиту артиллерии, но на один борт по-прежнему могла действовать лишь половина орудий. С точки зрения одиночной дуэли крейсеров, в которой огонь ведётся либо на острых курсовых углах (при погоне или отступлении), либо попеременно с каждого из бортов (при сближении двух кораблей на циркуляции), это не представляло бы существенного недостатка, но при действиях в составе эскадры, когда основную роль в оценке огневого могущества артиллерии корабля играет масса бортового залпа, оказалось весьма чувствительно.
В целом все три крейсера представляли собой огромные и вплотную приближающиеся по стоимости к броненосцам, но при этом весьма узко специализированные, океанские корабли с умеренной скоростью, способные действовать на коммуникациях, но малопригодные для решительного боя с сильным противником. Сложно сказать, как бы они показали себя в качестве рейдеров, но для войны, которую России пришлось вести на Дальнем Востоке, эти красивые, впечатляюще выглядящие корабли оказались совершенно бестолковыми. Не случайна их оценка как последних поясных (а не броненосных в тогдашнем смысле этого слова) крейсеров.

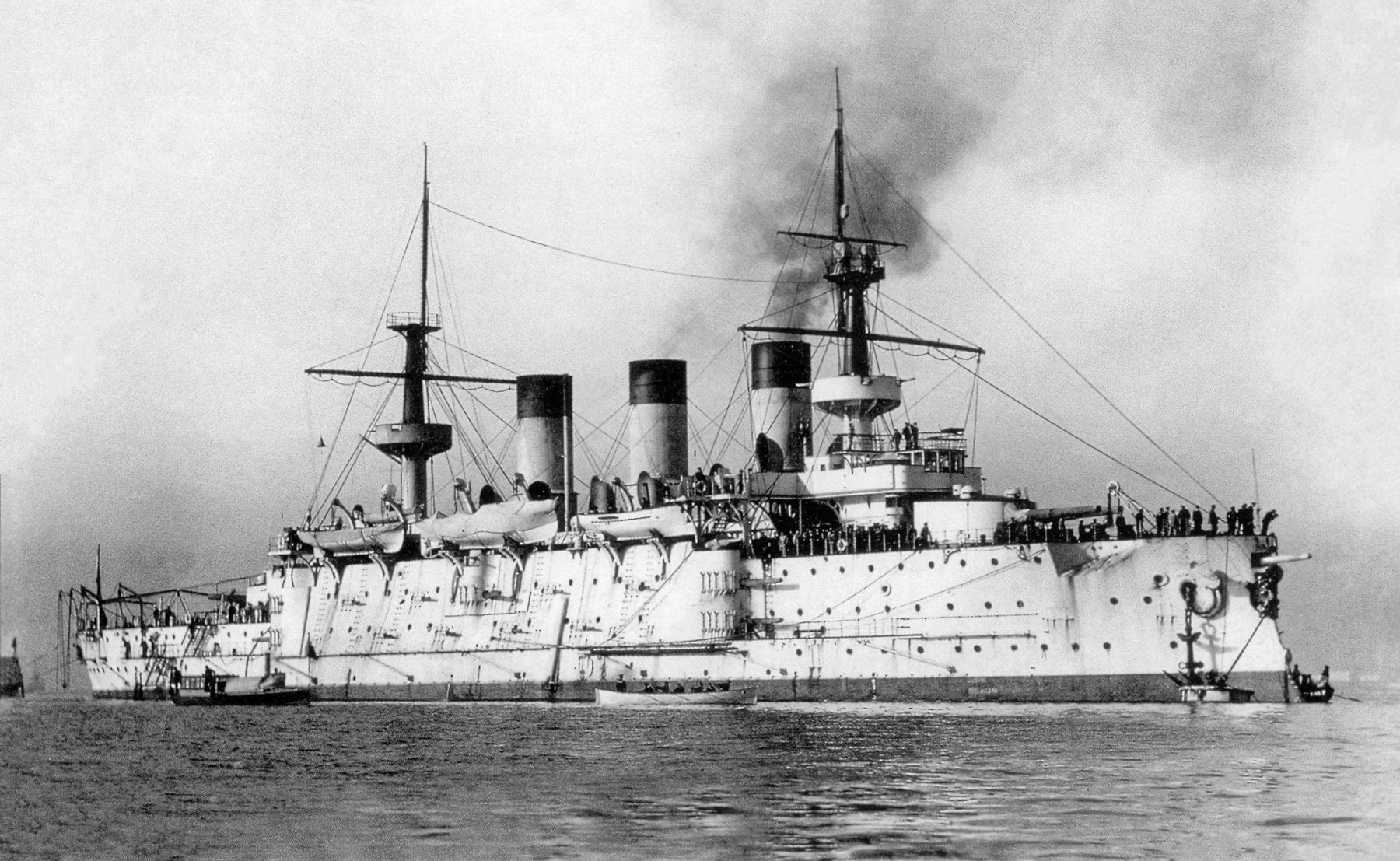
Броненосец-крейсер «Пересвет»

Далее, идея крейсерской войны породила проект броненосца-крейсера типа «Пересвет» по которому построили три корабля. Они должны были сочетать мореходность и дальность плавания океанского крейсера с вооружением второклассного эскадренного броненосца, вроде английского «Ринауна». Реализация идеи вышла совершенно неудачной — фактически, единственным явным достоинством «пересветов» стала хорошая мореходность. Они оказались слишком слабо вооружёнными и защищёнными по броненосным меркам и слишком тихоходными по крейсерским. Сама возможность использовать их на коммуникациях вызывала сомнения. В то же время для участия в эскадренном бою они были недостаточно мощны.

Полностью неудовлетворительная конструкция, слабое вооружение и бронирование и совсем не исключительная скорость.
— Conway’s All the World’s Fighting Ships, 1860—1905.

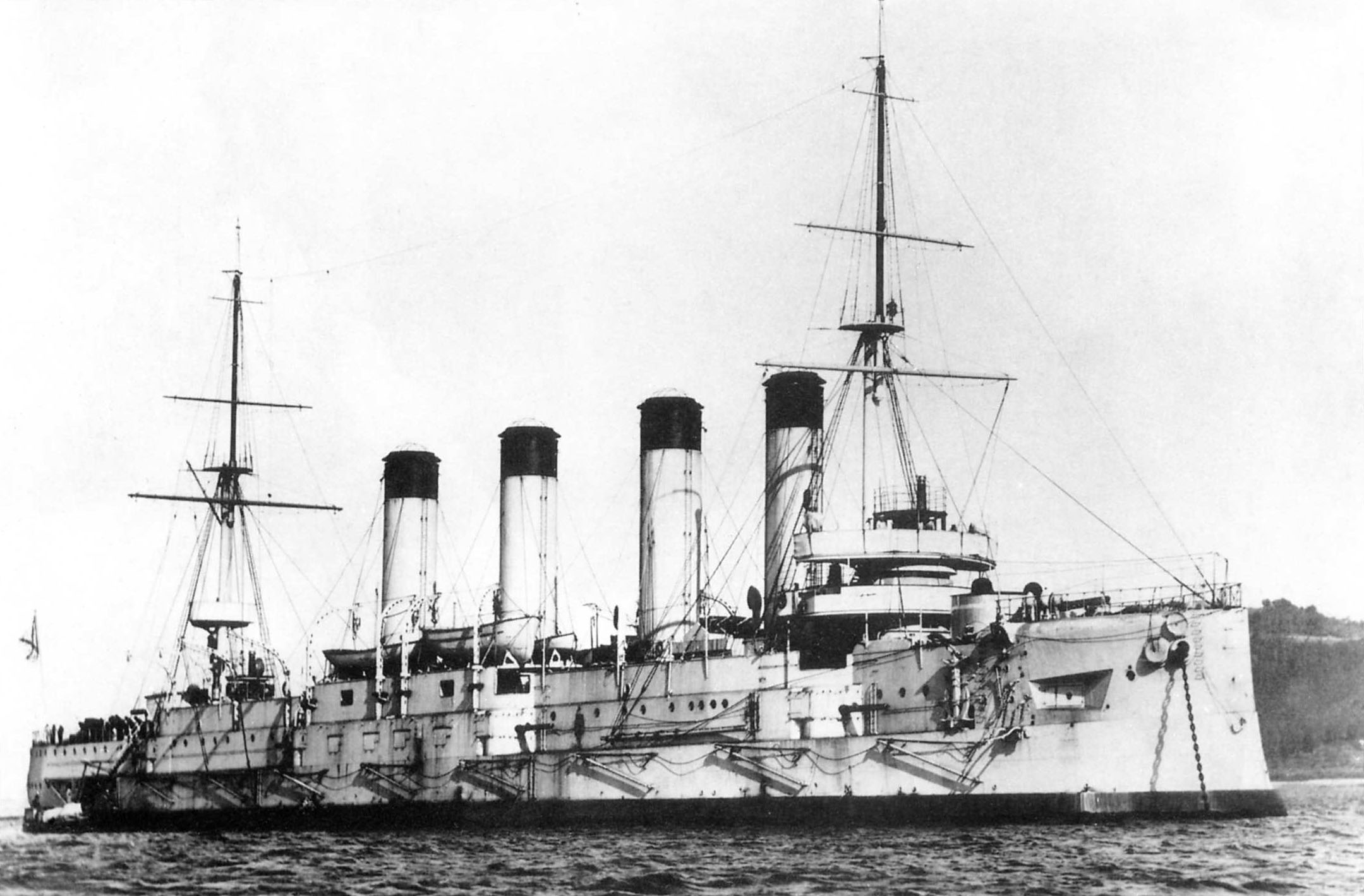
Броненосный крейсер «Баян»

Готовясь к назревающей войне с Японией, морское ведомство обратило внимание на отсутствие в русском флоте быстроходных бронированных разведчиков при эскадре. Ввиду загруженности российских верфей заказ выдали французам. Так появился «Баян». У новой единицы флота боевые качества явно преобладали над крейсерскими. «Баян» имел приличную скорость, был неплохо защищён, но его вооружение оставляло желать лучшего — по мощи бортового залпа он вдвое уступал японскому «Асаме». Однако даже при таком серьёзном недостатке «Баян» оказался лучшим русским крейсером русско-японской войны.
Уже в ходе русско-японской войны морское ведомство, под влиянием явно преувеличенного мнения об успехах «Баяна», заказало ещё 3 крейсера по тому же, лишь слегка усовершенствованному проекту, известному как «Адмирал Макаров». Опрометчивость такого решения наглядно выявилась в 1908-1911 годах, когда флот получил 3 явно устаревших корабля.

### Броненосные крейсера Италии
В последние десятилетия XIX века итальянские кораблестроители активно экспериментировали с особым «средиземноморским» типом боевого корабля. При весьма ограниченных ресурсах итальянцы пытались создать корабли, которые при умеренной стоимости могли бы решать разнообразные боевые задачи в акватории Средиземного моря. Предполагалось, что столь ценимыми великими морскими державами дальностью плавания и мореходностью можно пожертвовать в пользу скорости и боевых качеств. Не избежали этих веяний и модные в 1890-х годах броненосные крейсера, именовавшиеся, по своеобразной итальянской классификации, «боевыми судами 2-го класса».
В 1894 году итальянский королевский флот пополнил первый отечественный броненосный крейсер «Марко Поло» (итал. Marco Polo). Характеристики первенца на фоне зарубежных аналогов не впечатляли. Вооружение оказалось откровенно слабым — всего 16 скорострельных орудий калибра 120-152-мм, защищённых лишь щитами, бронирование также оставляло желать лучшего — неполный 100-мм пояс и 25-мм палуба. Вдобавок, корабль так и не развил весьма скромной заявленной скорости 19 узлов, и морякам пришлось довольствоваться лишь 17,8 узлами. Однако впечатляли малые размеры крейсера — всё вышеперечисленное удалось уложить в водоизмещение менее 5000 тонн — вдвое меньше, чем у типичных броненосных крейсеров других стран.
Ободрённые результатом, итальянские конструкторы продолжили развитие «малого средиземноморского» крейсера проектом «Карло Альберто» (итал. Karlo Alberto). Водоизмещение увеличилось на 2000 тонн, которые пошли, прежде всего, на утолщение в 1,5 раза броневого пояса, закрывавшего теперь весь борт. Количество орудий среднего калибра осталось прежним, но 152-мм орудий стало вдвое больше. И наконец скорость достигла 19 узлов. В 1898-1899 годах итальянские моряки получили два крейсера этого типа. Проект сильно критиковали за слабое вооружение, но по критерию стоимость/эффективность он выглядел совсем неплохо.

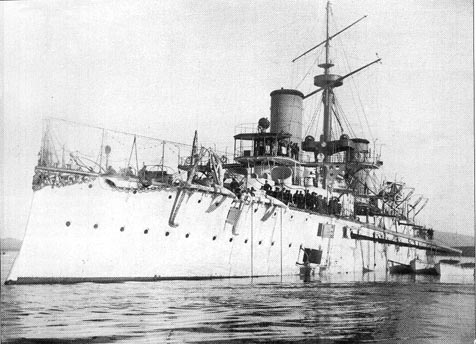
Броненосный крейсер «Джузеппе Гарибальди»

Следующим шагом итальянцев стала попытка слияния броненосного крейсера с броненосцем 2-го класса. В 1894-1895 годах были заложены первые две единицы типа «Джузеппе Гарибальди» (итал. Guiseppe Garibaldi). Броневой пояс значительной толщины прикрывал теперь бо́льшую часть борта, корабли получили наконец-то крупнокалиберную артиллерию в башнях, а часть среднекалиберной разместилась в бронированных казематах. Однако получить эту пару итальянский флот не успел. Ещё на стадии постройки крейсера были перекуплены Аргентиной, готовившейся к войне с Чили. Недовольство итальянских моряков было перекрыто возможностью быстро заработать, а также желанием правительства сравнительно отсталой тогда Италии выйти на мировой рынок высокотехнологичных вооружений.
На этом экспортные успехи типа «Гарибальди» не закончились — Аргентина купила ещё два только что заложенных крейсера и ещё два заказала. Впоследствии, в результате мирного урегулирования аргентино-чилийского конфликта, заказчик отказался выкупать корабли, но их тут же перехватила Япония. И наконец ещё один «Гарибальди» достался Испании. Лишь в 1901—1905 годах итальянский флот смог получить «свои» три крейсера проекта.
Столь крупные экспортные успехи крейсеров типа «Джузеппе Гарибальди» объяснялись отнюдь не их выдающимися качествами. В сущности, они были не столько крейсерами, сколько слабыми броненосцами. Мореходность оказалась плохой, а предполагаемую скорость 20 узлов не удалось развить даже на испытаниях. Однако они выгодно выглядели на фоне зарубежных конкурентов благодаря сочетанию неплохих чисто боевых характеристик с низкой стоимостью, что и предопределило энтузиазм заказчиков.

### Броненосные крейсера США

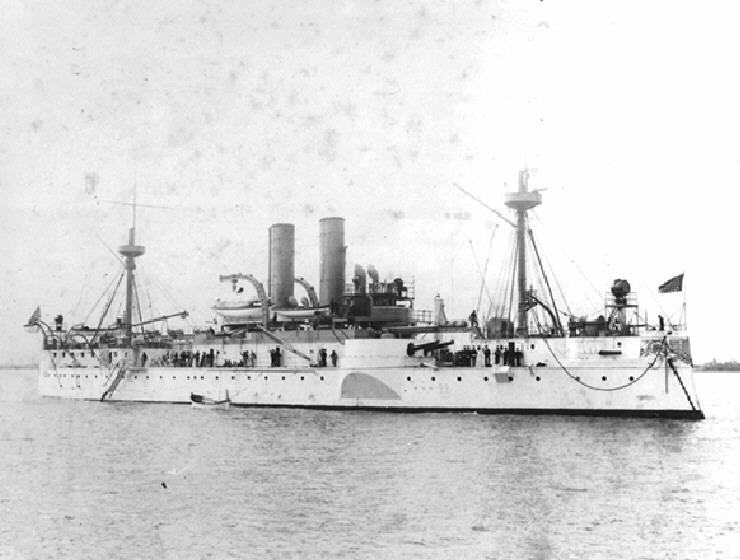
Броненосный крейсер «Мэн».

После Гражданской войны 1861—1865 годов, американский военно-морской флот пребывал в упадке. К середине 1880-х годов он уступал не только ведущим европейским, но даже некоторым латиноамериканским флотам. Нетерпимость подобного положения привела в 1883 году к специальному закону Конгресса, наметившего постройку современных военных кораблей. Но несведущие в морских делах конгрессмены предполагали строить «мореходные броненосцы береговой обороны». После некоторых раздумий над странной формулировкой, руководство флота решило, что ей соответствуют броненосцы 2-го класса и броненосные крейсера.

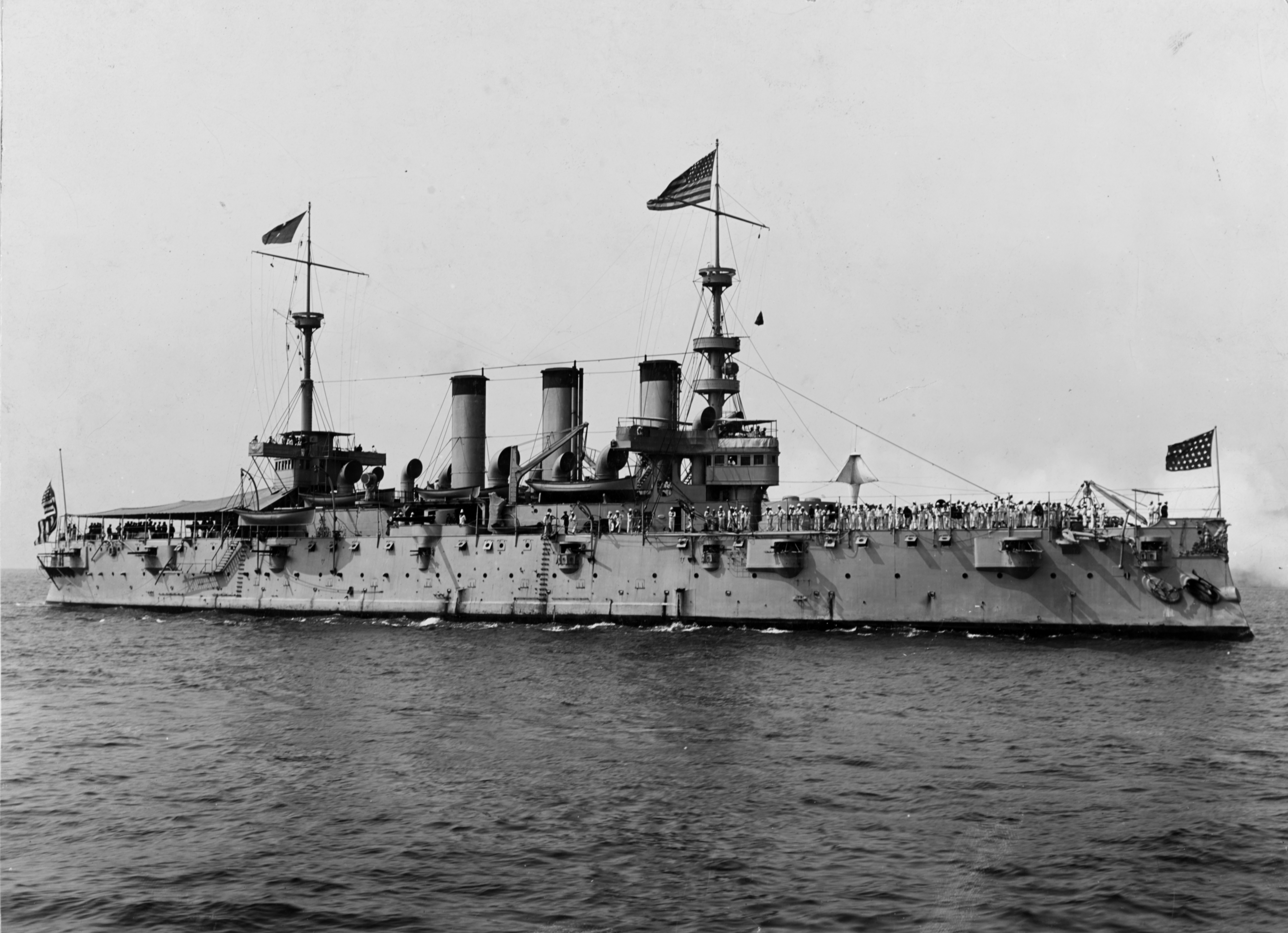
Броненосный крейсер «Нью-Йорк».

Как ни странно, первый американский броненосный крейсер «Мэн» (англ. Maine), вступивший в состав флота в 1895 году, являлся практически полной копией «Риахуэло», бразильского корабля, построенного в Великобритании и считавшегося хорошим примером «броненосца для бедных». Результат оказался разочаровывающим — корабль вышел неплохо вооружённым и защищённым, но весьма тихоходным. Фактически он как раз и являлся броненосцем 2-го класса, с несколько менее сильной артиллерией. Многие специалисты вообще не относили его к классу крейсеров и в 1894 году он был переклассифицирован в броненосцы 2-го класса. Тем не менее, «Мэн» вошёл в историю, пусть и весьма печальным образом — его взрыв и гибель на рейде Гаваны 15 февраля 1898 года стал поводом для испано-американской войны, начавшейся в том же году. Истинные причины инцидента до сих пор остаются причиной споров.

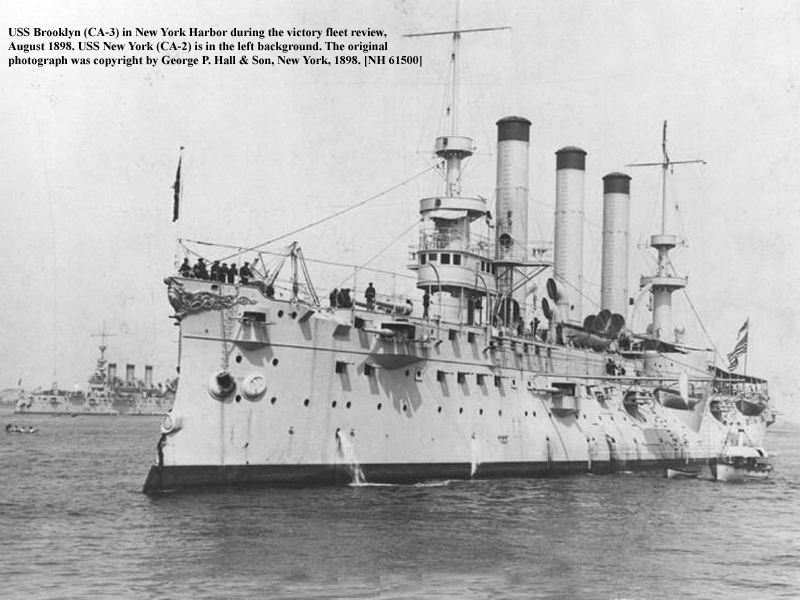
Броненосный крейсер «Бруклин»

Американские кораблестроители учли ошибку и новый проект — «Нью-Йорк» (англ. New York) оказался полноценным крейсером, причём весьма оригинальным. Вооружение было представлено нестандартной для тех лет комбинацией 203 и 102-мм орудий, защита включала короткий и тонкий броневой пояс, дополненный броневой палубой с очень толстыми скосами. Силовая установка также имела весьма любопытную схему, хотя оказалась не слишком удобной. Скорость достигла вполне достойных для 1893 года 21 узлов. Таким образом, именно «Нью-Йорк» стал первым полноценным броненосным крейсером американского флота. Любопытно, что он был готов раньше, чем «Мэн».
Следующая разработка была также реализована в единственном экземпляре как крейсер «Бруклин» (англ. Brooklyn). Будучи крупнее предшественника, он сохранил его основные конструктивные решения, но нёс более сильную артиллерию и улучшенную броневую защиту. В строй «Бруклин» вошёл в 1896 году.

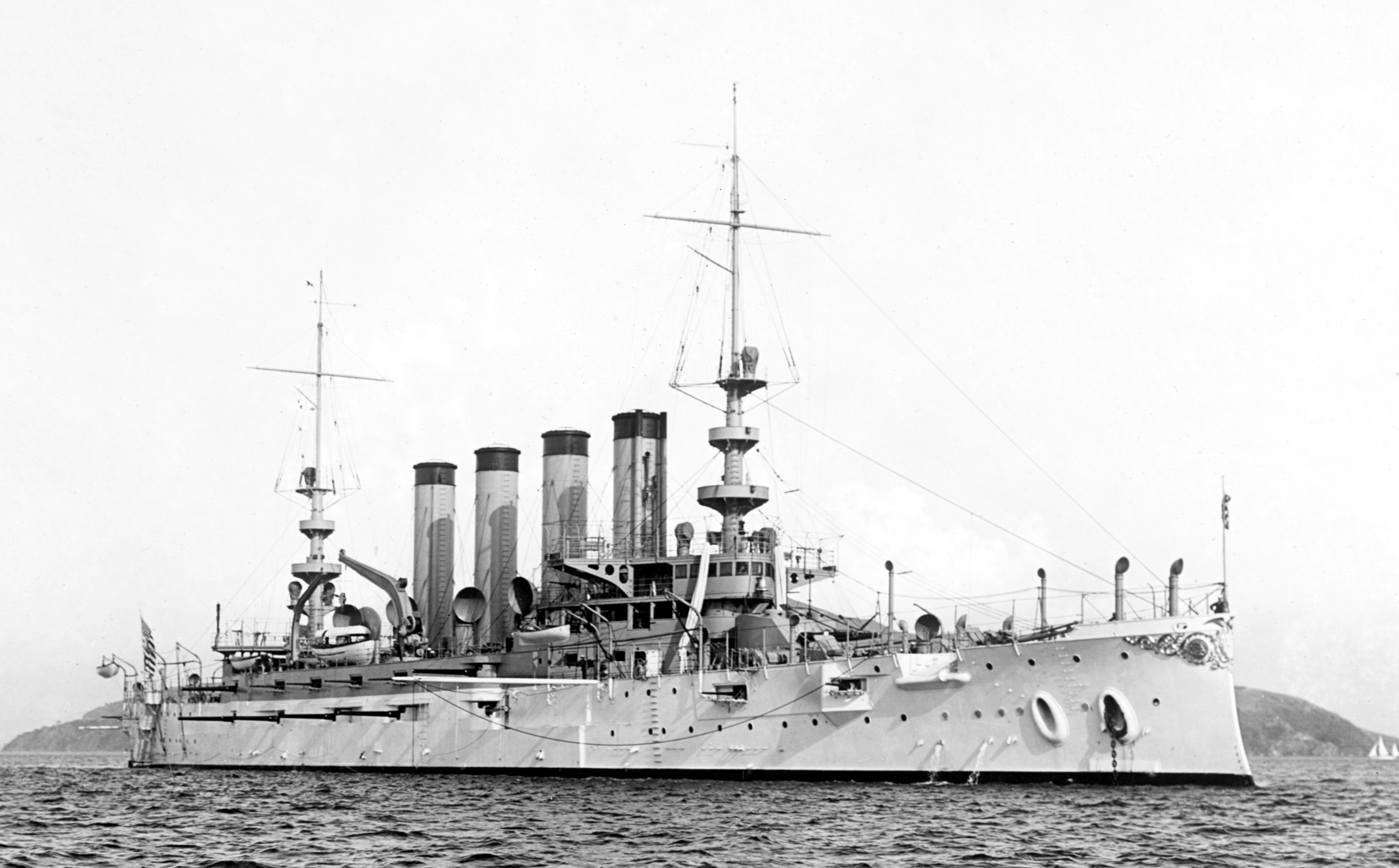
Броненосный крейсер «Калифорния» типа «Пенсильвания».

Накопив опыт, американцы приступили к серийному строительству броненосных крейсеров. В 1905—1908 годах флот получил шесть кораблей типа «Пенсильвания» (англ. Pennsylvania). Очень крупные, они отличались превосходной мореходностью, большой дальностью плавания и стали по-настоящему океанскими кораблями. Броневая защита находилась на достойном уровне, но скорость была умеренной, а вооружение недостаточным для крейсеров таких размеров.

Но к этому изрядному по размерам «техническому» кулаку прилагалось не слишком много «мозгов»… Американцы строили крейсерский флот как бы «на всякий случай», без чётких задач и концепций.
— Кофман В. Л. «Заокеанские тяжеловесы».

### Броненосные крейсера Великобритании

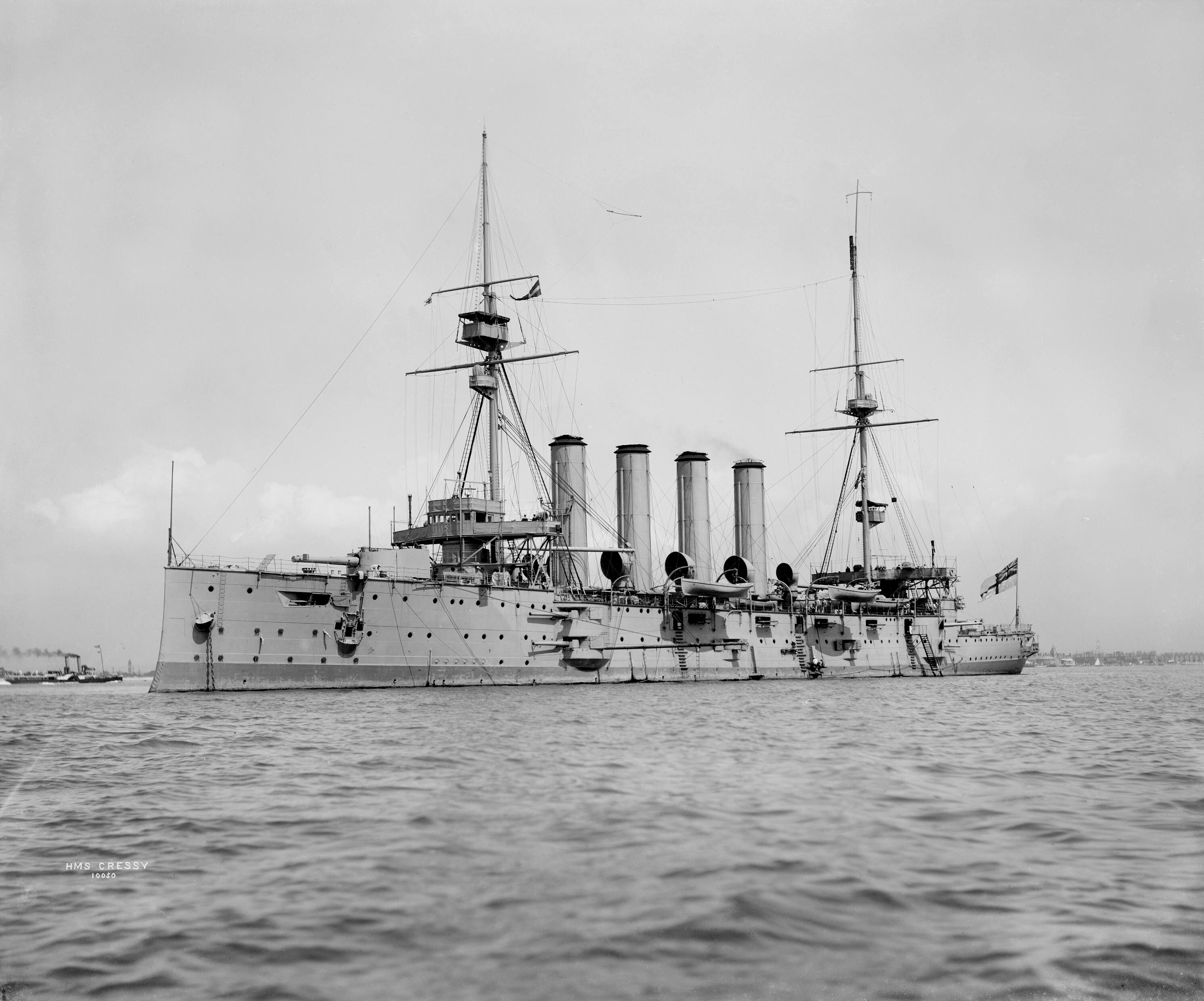
Британский броненосный крейсер «Кресси»

В течение долгого времени британский флот пренебрегал броненосными крейсерами, предпочитая строить разнообразные бронепалубные. Считалось, что очень крупные бронепалубные крейсера 1-го ранга будет непросто потопить. Однако к концу XIX века сравнение боевых качеств британских и зарубежных крейсеров стало явно не в пользу Королевского флота. Способствовал пересмотру взглядов и прогресс в области развития снарядов и брони. Кроме того, к концу XIX века в умах британских военно-морских теоретиков созрела концепция применения броненосных крейсеров не только на коммуникациях, но и в генеральном сражении, в качестве авангарда главных сил флота.

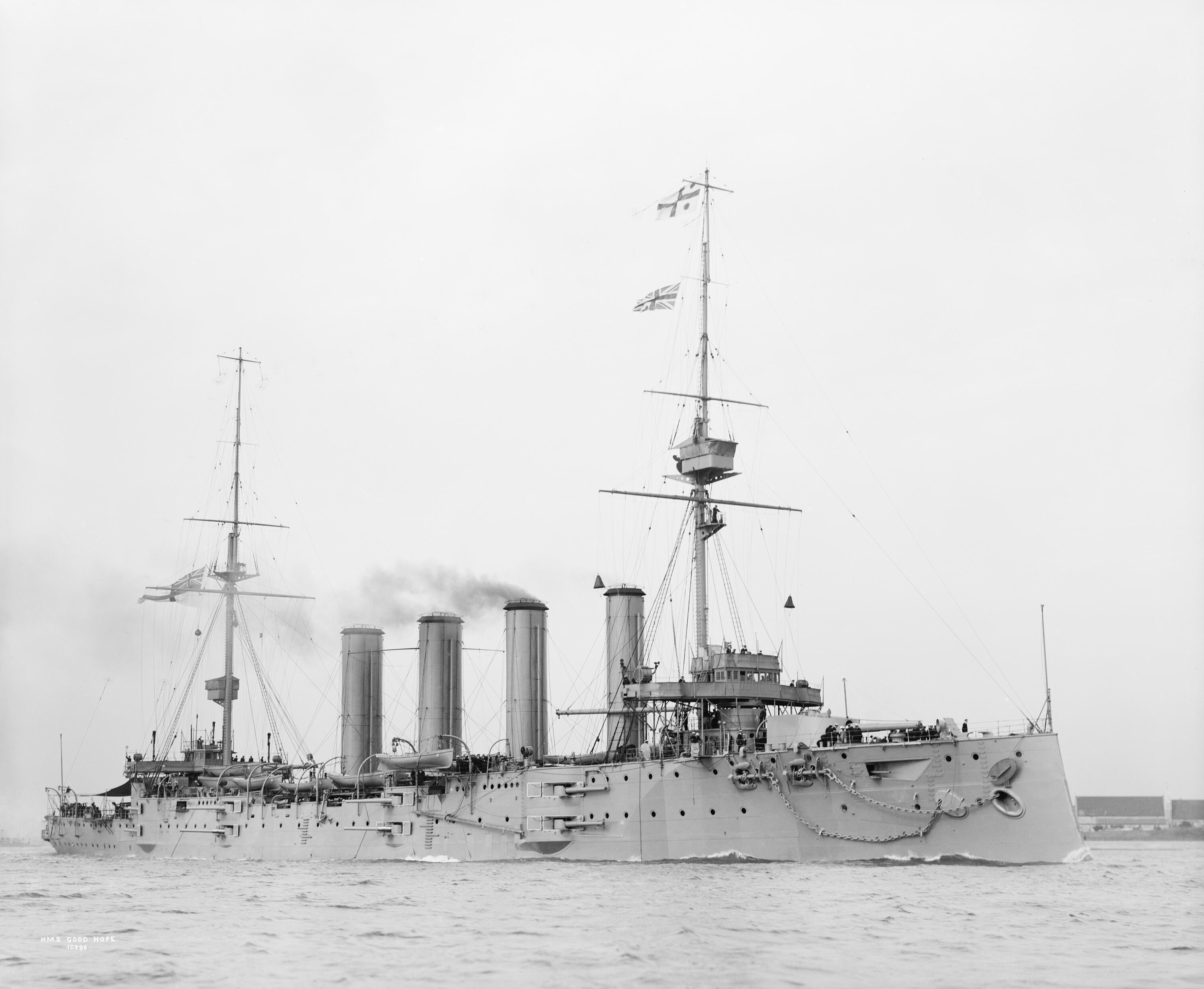
Британский броненосный крейсер «Гуд Хоуп»

Первыми полноценными броненосными крейсерами Великобритании стали шесть кораблей типа «Кресси» (англ. Cressy). Спроектированные на базе бронепалубных крейсеров типа «Диадем», они несли теперь бортовой броневой пояс толщиной до 152 мм, а основная артиллерия, помимо дюжины 152-мм орудий, включала и пару 234-мм в одноорудийных броневых башнях. Скорость составила 21 узел и вполне соответствовала зарубежным аналогам. Водоизмещение при этом превысило 12 000 тонн. Все шесть крейсеров вошли в строй в 1901—1904 годах.
Поскольку скорость первых броненосных крейсеров всё же не вполне удовлетворяла британское Адмиралтейство, следующий тип этого класса оказался ещё более крупным. За счёт водоизмещения перевалившего за 14 000 тонн удалось установить более мощные машины и крейсера типа «Гуд Хоуп» (англ. Good Hope) смогли превысить рубеж 23 узлов. Главный калибр остался прежним — 2 234-мм орудия, но число 152-мм выросло до 16 единиц. Бронирование осталось на прежнем уровне. Эта четвёрка пополнила Королевский флот в 1902—1903 годах.

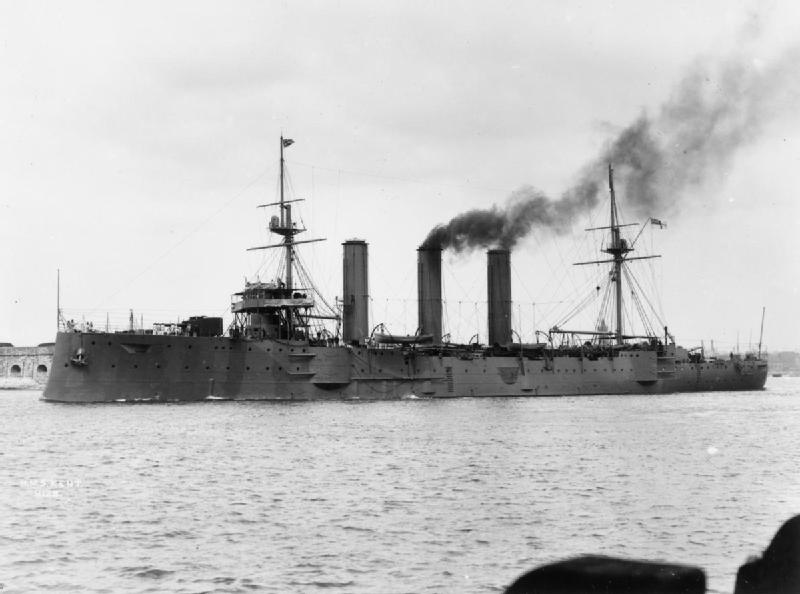
Британский броненосный крейсер «Кент»

«Кресси» и «Гуд Хоуп» часто подвергались дилетантской критике, которая указывала, что экспортные крейсера британских компаний, например «Асамы», являются и лучше вооружёнными и лучше защищёнными, при куда меньшем водоизмещении. Однако, крейсера для британского флота заметно превосходили конкурентов в дальности, мореходности и реальной эксплуатационной скорости.
Тем не менее, даже британским адмиралам пришлось на время свернуть с выбранного пути. Большие броненосные крейсера оказались ещё и очень дорогими, так что пришлось перейти к строительству «бюджетных» кораблей.

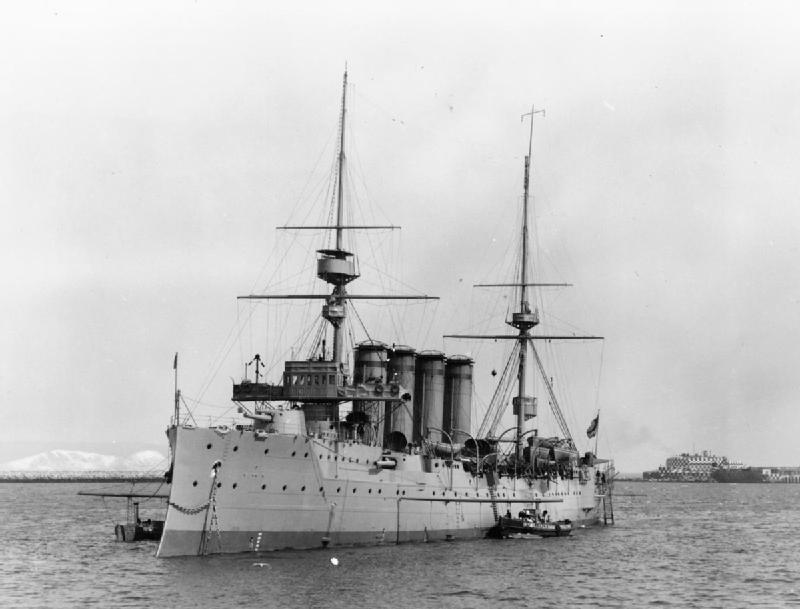
Британский броненосный крейсер «Девоншир»

Начало им положила крупнейшая в истории серия броненосных крейсеров — тип «Кент» (англ. Kent), часто именуемый первой серией «Каунти» (County). Построенные в количестве десяти единиц, они были заметно дешевле, но и слабее предшественников. Исчезла крупнокалиберная артиллерия, в полтора раза тоньше стал броневой пояс, скорость колебалась в пределах 22-23 узлов. Водоизмещение оказалось в районе 10 000 тонн. Основной задачей нового типа была борьба с рейдерами, прежде всего французскими быстроходными бронепалубными крейсерами, на морских коммуникациях. Всю десятку удалось ввести в строй в течение 1903—1904 годов.

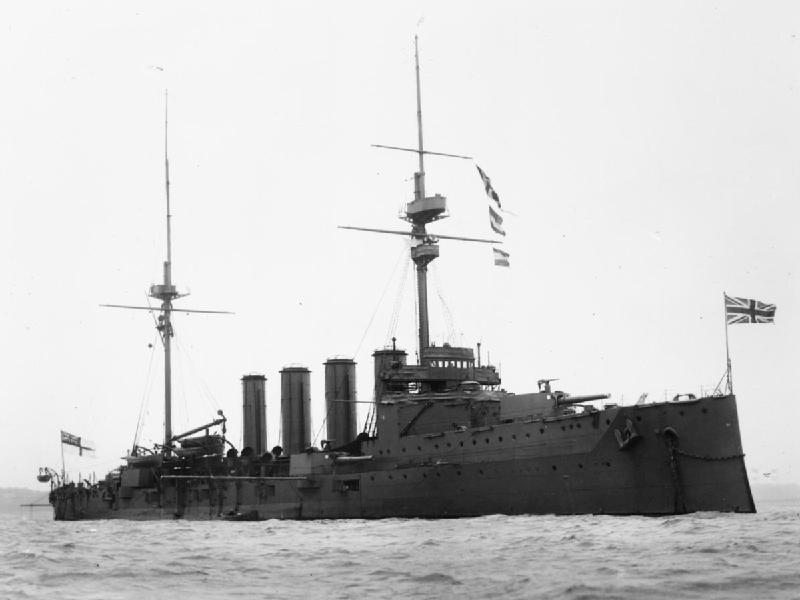
Британский броненосный крейсер «Дюк оф Эдинбург»

Несмотря на благоприятные для финансов результаты этого типа, «Кент» всё-таки считался недостаточно вооружённым и защищённым. Поэтому на второй серии «Каунти» — шести крейсерах типа «Девоншир» (англ. Devonshire) бронирование усилили, а артиллерия теперь состояла из 4 190-мм и 6 152-мм орудий, что обошлось примерно в лишние 1000 тонн. Скорости всей шестёрки превысили 23 узла. Все корабли этого типа были готовы в 1905 году.
На конструкции последующих броненосных крейсеров заметно отразилась смена главного конструктора флота — на место Уильяма Уайта пришёл Филипп Уоттс. Уже первая пара его творений — крейсера типа «Дюк оф Эдинбург» (англ. Duke of Edinburgh) стала ниже и избавилась от излишних архитектурных элементов. Впервые британские крейсера получили броневой пояс по всей длине борта, основу огневой мощи составили 234-мм пушки — любимое оружие британских моряков. 6 таких орудий дополнялись 10 152-мм. Скорость осталась на прежнем уровне хотя водоизмещение достигло почти 14 000 тонн. Оба крейсера вошли в строй в 1906 году.

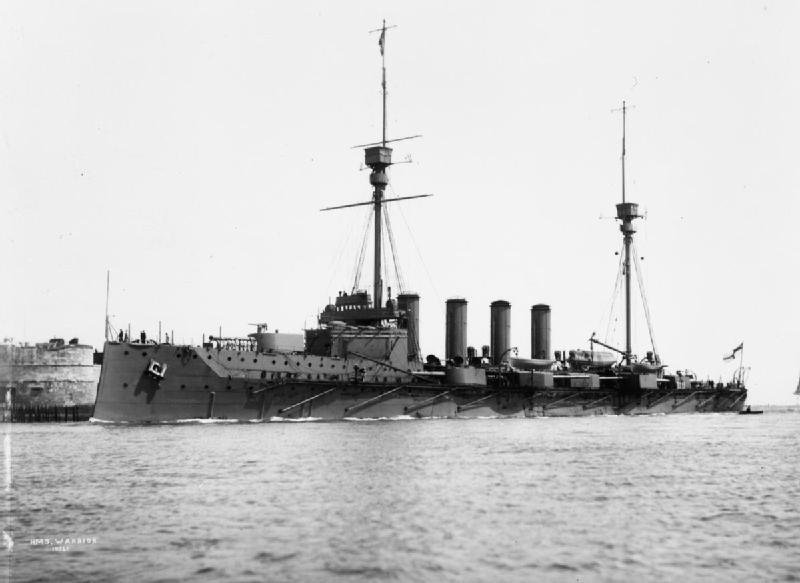
Британский броненосный крейсер «Уорриор»

В качестве крейсерской версии «Кинга Эдуарда VII» эти корабли производили хорошее впечатление на бумаге, но имели много конструктивных пробелов: 6-дюймовая батарея располагалась слишком низко, чтобы иметь возможность вести огонь при любой погоде, за исключением самой спокойной.
— Паркс О. «Линкоры Британской империи. Ч.V. На рубеже столетий».
Ещё более мощной оказалась следующая четвёрка — броненосные крейсера типа «Уорриор» (англ. Warrior). Водоизмещение выросло ещё на 1000 тонн, бронирование и скорость остались теми же. Зато теперь артиллерия состояла лишь из крупнокалиберных орудий — 234 и 190-мм, а главное — теперь она могла действовать практически в любую погоду. Это обстоятельство позволило «уорриорам» приобрести весьма высокую репутацию у моряков. Первый крейсер вошёл в строй в конце 1906 года, остальные в 1907. С течением времени мнение об «уорриорах» изменилось:

«Уорриор» представлял собой гибридный тип, слишком слабый для линейного боя и слишком дорогой, чтобы использовать его для разведки.— Паркс О. «Линкоры Британской империи. Ч.VI. Огневая мощь и скорость».
Таким образом, приступив к строительству броненосных крейсеров нового типа позже всех великих морских держав, британцы всего за десять лет смогли пополнить флот тридцатью двумя такими крейсерами — больше, чем когда-либо было у любого из конкурентов.

### Броненосные крейсера прочих европейских стран
Испания
К началу 1880-х годов некогда могущественный флот Испании пребывал в полном упадке. Тем не менее, государство ещё сохранявшее обширные и весьма удалённые от метрополии владения, безусловно нуждалось в сильном флоте. Толчком к новому этапу развития стал Каролинский кризис 1885 года, ясно показавший необходимость усиления ВМС. В 1886 году Кортесы утвердили новую кораблестроительную программу, которой и обязаны своим появлением испанские броненосные крейсера.

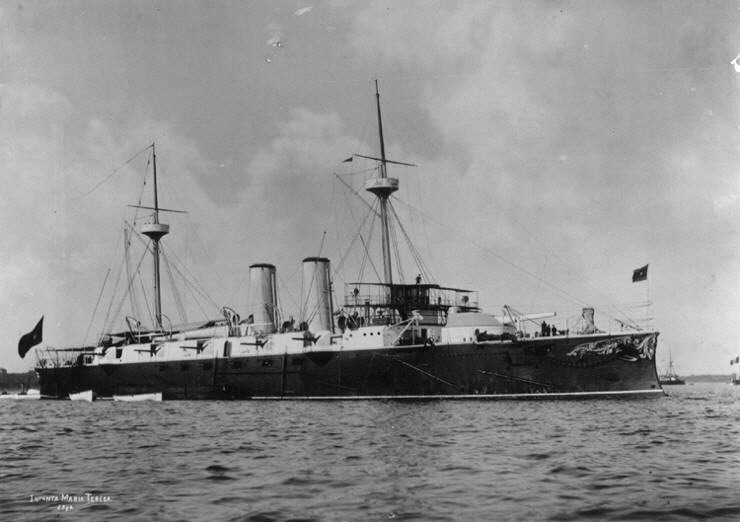
Броненосный крейсер «Инфанта Мария Терезия»

Образцом для нового проекта стал британский «Орландо», но с увеличенным водоизмещением и усиленным вооружением. Проект был разработан в Великобритании компанией «Палмер», которая по требованию заказчика создала совместное предприятие в Испании, получившее заказ на первые три крейсера типа «Инфанта Мария Тереза» (исп. Infanta María Teresa). Это были относительно небольшие, но быстроходные корабли с бортовой защитой в виде очень узкого и неполного, но толстого броневого пояса по ватерлинии. Площадь небронированного борта при этом была слишком велика. Вооружение формально выглядело мощным, но недостатки артиллерии испанского производства резко снижало боевые возможности крейсеров. Все трое крейсеров вступили в строй в 1893—1895 годах. Остальные три крейсера серии неспешно сооружались на казённых испанских верфях и на Испано-американскую войну не успели. Очевидные недостатки крейсеров, выявленные в ходе боевых действий, вынудили переработать проект. В результате эти корабли стали существенно отличаться от предшественников и были причислены к новому типу «Принцесса де Астуриас» (исп. Princesa de Asturias). Бронирование улучшили за счёт применения гарвеевской брони, вооружение стало более сбалансированным. Тем не менее, к моменту вступления в строй в 1902—1904 годах эти крейсера безнадёжно устарели.
В промежутке между этими двумя сериями испанский флот обзавёлся и весьма нестандартным броненосным крейсером «Эмперадор Карлос V» (исп. Emperador Carlos V). Особенностью корабля стала своеобразная схема защиты: бортовой пояс был тонким, но его дополняли очень толстые скосы броневой палубы. Вооружение было аналогично типу «Инфанта Мария Терезия», тем не менее сам крейсер был заметно крупнее.
И наконец, в период резкого обострения испано-американских отношений был куплен в Италии броненосный крейсер типа «Джузеппе Гарибальди». В состав испанского флота он вошёл в 1897 году под названием «Кристобаль Колон» (исп. Cristóbal Colón).
Австро-Венгрия

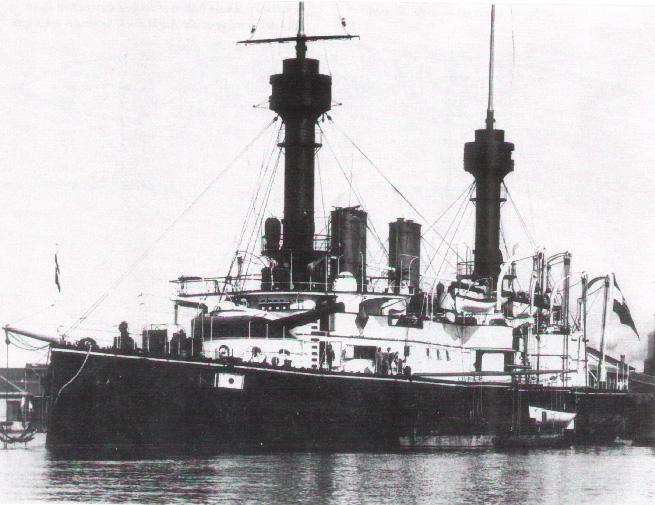
Броненосный крейсер «Кайзерин унд кёниген Мария-Терезия»

Развитие ВМС Австро-Венгрии проходило очень сложно в силу политического устройства двуединой монархии. «Сухопутные» депутаты от Венгрии не видели особой необходимости в развитии флота и постоянно блокировали соответствующие законопроекты. В результате морякам приходилось идти на всевозможные ухищрения чтобы раздобыть необходимые средства. Особенно страдали при этом крейсерские программы, так как запертому в Адриатическом море флоту они не были особенно нужны. В итоге австро-венгерский флот получил лишь три разнотипных броненосных крейсера.

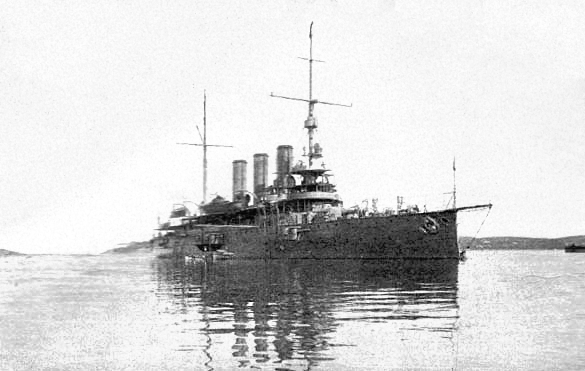
Броненосный крейсер «Санкт Георг»

Первым из них стал «Кайзерин унд кёнигин Мария-Терезия» (нем. Kaiserin und Königin Maria Theresia), вошедший в строй в 1895 году. Небольшой и неплохо вооружённый корабль получил однако слишком слабое бронирование и не отличался высокой скоростью. Его дальнейшим развитием стал «Кайзер Карл VI» (нем. Kaiser Karl VI) — увеличенная версия предшественника с усиленным бронированием, пополнившая флот в 1900 году.
Наиболее совершенным австро-венгерским крейсером являлся «Санкт Георг» (нем. Sankt Georg). Сравнительно небольшой корабль, вошедший в строй в 1905 году отличало весьма солидное вооружение и высокая скорость, бронирование также было вполне на уровне мировых требований. На нём эволюция броненосных крейсеров Австро-Венгрии закончилась.
Швеция

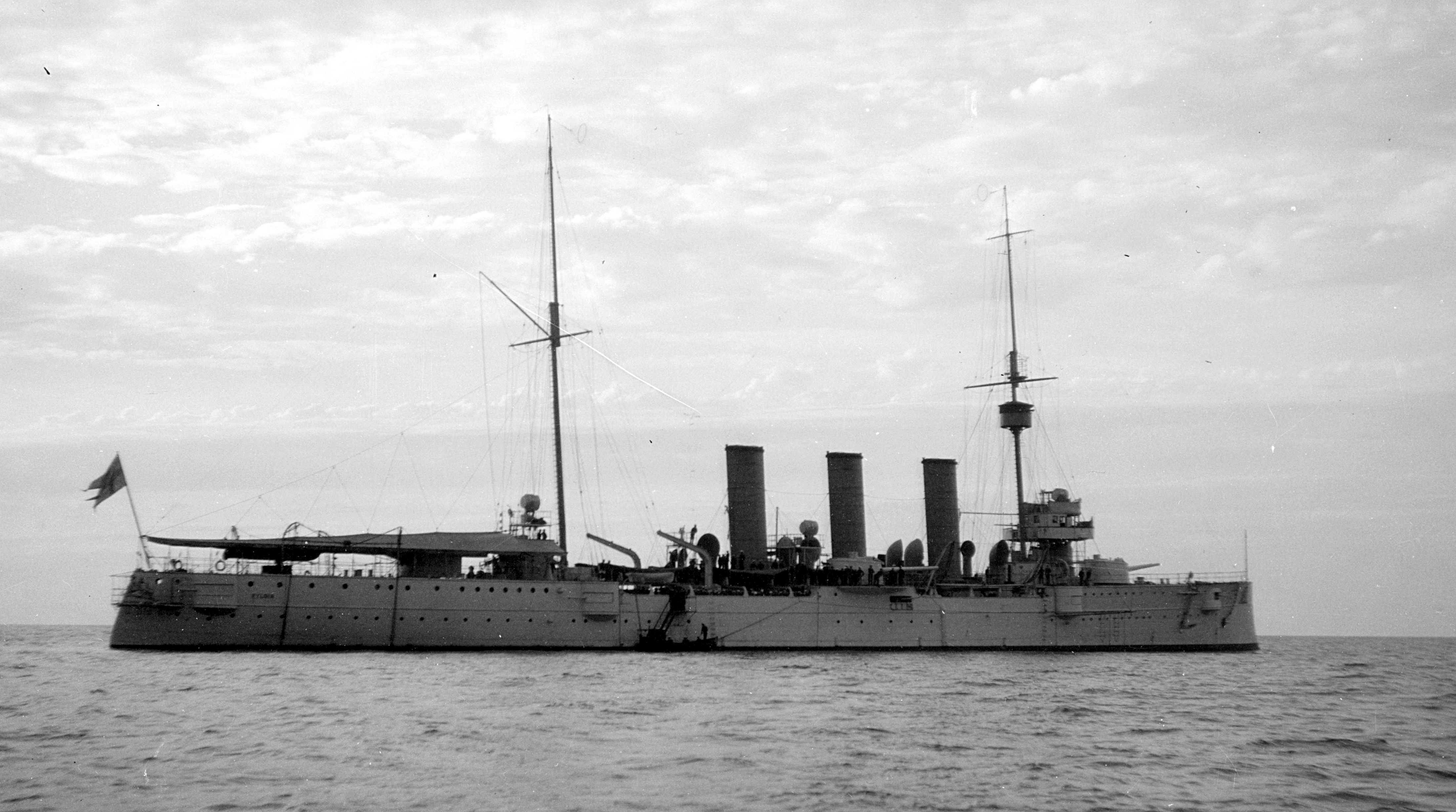
Броненосный крейсер «Фюльгия»

Несколько неожиданно броненосным крейсером обзавелась и Швеция, до того строившая из крупных кораблей лишь броненосцы береговой обороны. В 1907 году вошёл в строй крейсер «Фюльгия» (швед. Fylgia). Он оказался одним из самых маленьких броненосных крейсеров в мире. Бронирование естественно было слабым, но скорость сравнительно высокой, а артиллерия, представленная средним калибром, размещалась по совершенно устаревшей тогда ромбической схеме.

### Броненосные крейсера Японии
Первым японским броненосным крейсером новой генерации стал «Чиода» (яп. 千代田) — уникальный корабль, признанный самым маленьким броненосным крейсером в мире. Из-за водоизмещения порядка 2500 тонн многие специалисты отказывались признавать его броненосным, считая невозможным забронировать столь малогабаритный корабль. Тем не менее, «Чиода», построенный в Великобритании, имел вполне полноценный броневой пояс и солидное для своих размеров вооружение из десятка 120-мм скорострелок.
Зато следующие броненосные крейсера японцев самым серьёзным образом повлияли на дальнейшее развитие морской тактики.

Надо сказать, что кажущаяся теперь столь дальновидной программа на самом деле базировалась на простых, местами даже примитивных представлениях тогдашних японских военно-морских лидеров… По аналогии с сухопутной армией… у флота также должны быть свои «пионеры», «всадники», «пушки» и «обоз». Роль «тяжёлой кавалерии», способной ударить с фланга или преследовать разбитого врага, как раз предназначалась броненосным крейсерам.— Кофман В. Л. «Замаскированные линкоры»

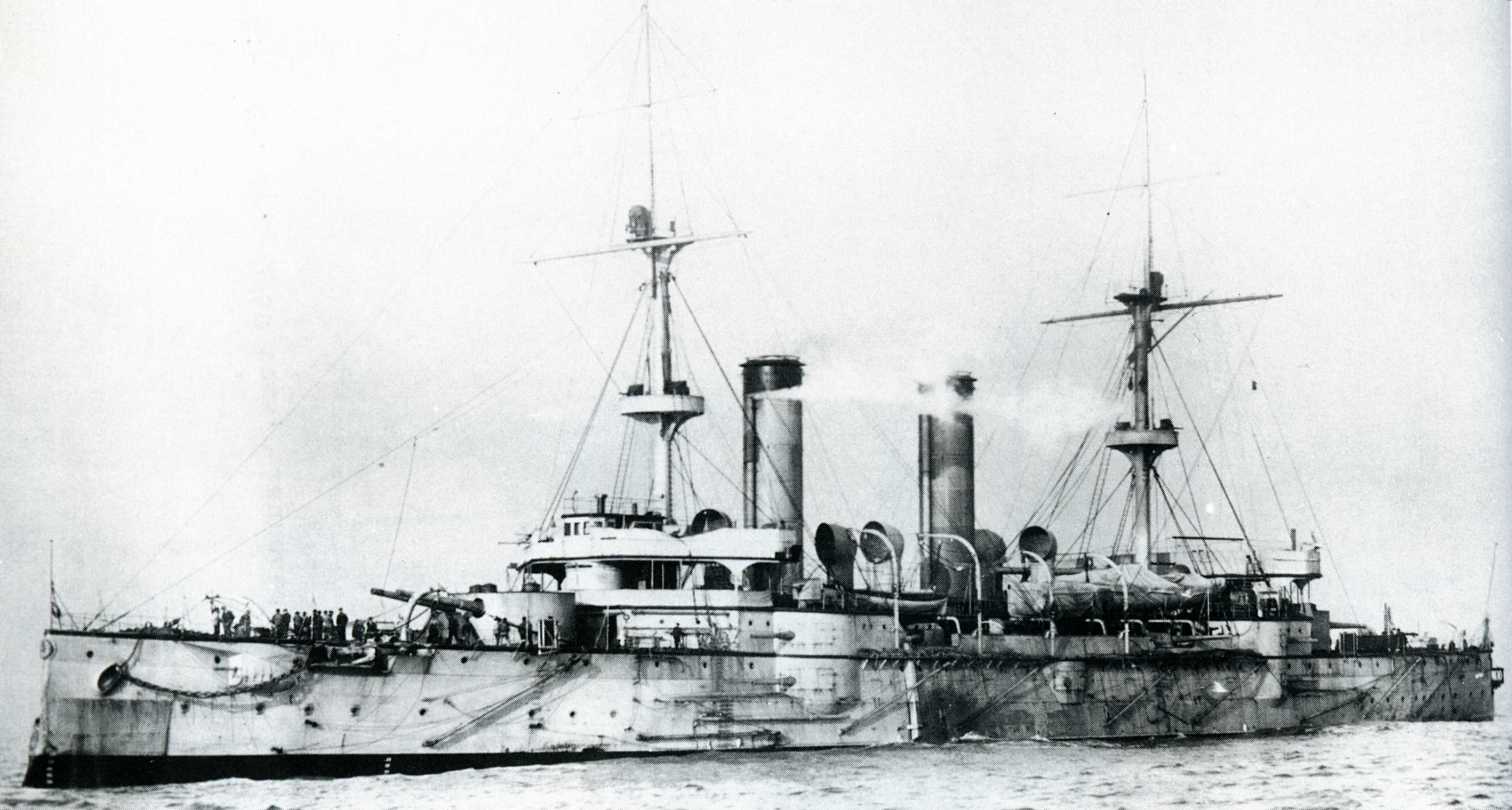
Броненосный крейсер «Асама».

Представления об облике будущих крейсеров командование японского флота сформулировало вскоре после окончания японо-китайской войны. Будущий противник, как и театр военных действий, были уже известны, поэтому японцам было несложно понять свои потребности. Чисто крейсерские качества, такие как дальность и мореходность были для них второстепенны, главным являлись боевые свойства крейсеров.

По их мнению, такой корабль должен был иметь водоизмещение 8000 т, высокую для броненосца скорость и вооружение только из скорострельных орудий, причём калибр самых крупных из них составлял бы 8 дюймов. Кроме того, требовалась адекватная вертикальная броневая защита, способная противостоять бронебойным снарядам пушек такого же калибра на реальных боевых дистанциях. Таким образом, эти корабли мало напоминали тогдашние броненосные крейсера и являлись скорее быстроходными броненосцами с облегчённым вооружением.— А. С. Александров, С. А. Балакин. «„Асама“ и другие».

Все крупные корабли японского флота строились тогда за границей и броненосные крейсера не стали исключением. Проект был разработан тогдашним главным конструктором британской фирмы «Армстронг» Филиппом Уоттсом на базе своего же проекта «О’Хиггинс», построенного для чилийского флота. Этой компании и были заказаны четыре крейсера, причём на второй паре типа «Идзумо» (яп. 出雲) устаревшие огнетрубные котлы были заменены на водотрубные. Прочие отличия носили мелкий характер. Ещё по одному крейсеру японцы заказали в Германии — «Якумо» (яп. 八雲) и Франции — «Адзума» (яп. 吾妻), чтобы ознакомиться с особенностями кораблестроительных школ этих стран. При этом заказчик настоял на жёстком следовании британскому проекту.

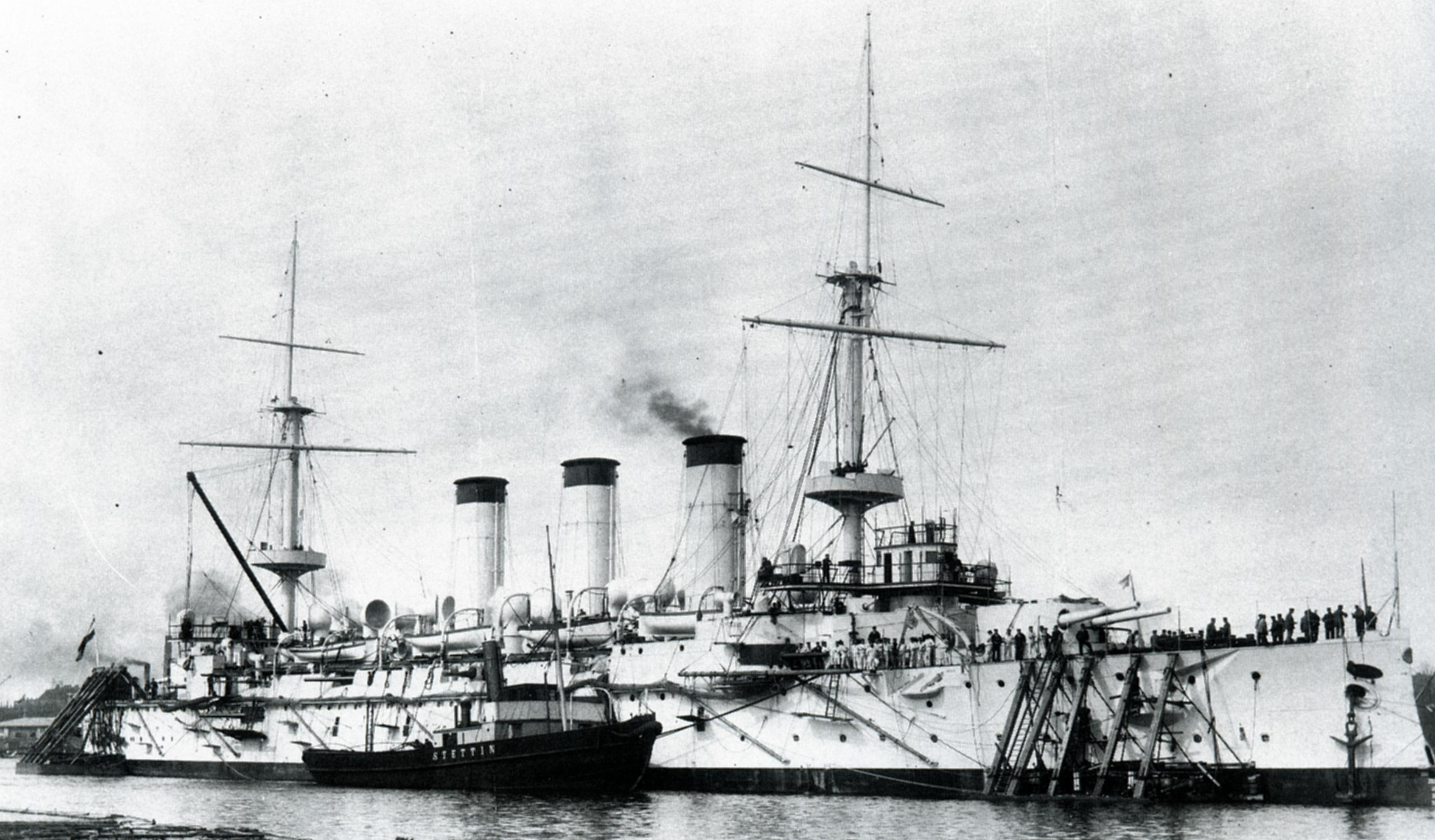
Броненосный крейсер «Якумо», построенный в Германии.

 Первая пара — крейсера типа «Асама» (яп. 浅間) получились компактными, неплохо защищёнными и мощно вооружёнными. В японском флоте они должны были играть роль быстроходного крыла главных сил. Недостатков тоже хватало. Мореходность оказалась очень плохой, а контрактную скорость 21 узел крейсера показали лишь на сдаточных испытаниях, благодаря ухищрениям изготовителя. Реальная скорость «Асам» не превышала 18-19 узлов, а у кораблей континентальной постройки и того меньше. Тем не менее, этим крейсерам было суждено сыграть очень важную роль в русско-японской войне.
Кроме того, уже перед самым началом боевых действий японцам удалось перекупить у Аргентины два броненосных крейсера итальянской постройки типа «Джузеппе Гарибальди». В состав японского флота они вошли как «Ниссин» (яп. 日進) и «Касуга» (яп. 春日).

### Броненосные крейсера латиноамериканских стран и Китая
Аргентина
К концу XIX века гонка военно-морских вооружений пришла и в Южную Америку. Её основными участниками стали Аргентина и Чили, конфликтовавшие из-за ряда районов Патагонии, богатых селитрой. В результате обе стороны начали активно готовится к войне, в том числе и на море, а боевые корабли заказывали за рубежом, ввиду неразвитости собственного судостроения.

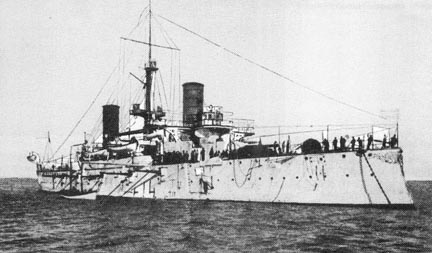
Броненосный крейсер «Генерал Бельграно» типа «Джузеппе Гарибальди»

Аргентина в этот период отдавала предпочтение итальянской продукции, привлекавшей её внимание удачным соотношением цены и качества. В итоге были куплены ещё на стадии строительства два крейсера типа «Джузеппе Гарибальди», заложенные итальянцами для собственного флота. Но этого показалось мало, и вскоре аргентинцы перекупают у итальянцев и вторую пару крейсеров этого типа. Все четыре корабля вошли в строй в 1896—1898 годах. Они немногим отличались от крейсеров построенных итальянцами для себя, но по настоянию заказчика имели архаичные огнетрубные котлы.
На этом аппетиты аргентинских адмиралов не ограничились и в 1901 году они заказали итальянцам третью пару крейсеров того же типа. Однако гонка морских вооружений, в конечном счёте, стала разорять казну обоих противников и в 1903 году они подписали мирное соглашение, предусматривавшее, в частности, отказ от строительства новых кораблей. В итоге, оставшиеся без заказчика крейсера были перепроданы Японии и вошли в состав её флота как тип «Касуга».
Чили

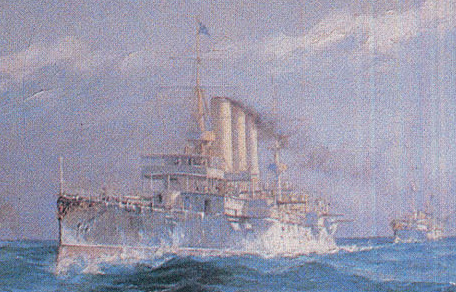
Броненосный крейсер «О’Хиггинс»

Чилийцы предпочитали продукцию британских кораблестроителей. Среди прочего там нашлось место и броненосным крейсерам. В 1896 году чилийский флот получил «Эсмеральду» (исп. Esmeralda) — первый экспортный броненосный крейсер, построенный фирмой «Армстронг» (исп. Armstrong). Сравнительно небольшой корабль развил рекордную для своего класса скорость и нёс солидное вооружение. Однако за всё надо платить, поэтому броневой пояс получился очень узким, а мореходность «Эсмеральды» оценивалась как очень плохая.
Следующий корабль этого класса был также выстроен «Армстронгом» и передан заказчику в 1898 году под названием «О’Хиггинс». За счёт небольшого увеличения водоизмещения удалось существенно улучшить почти все характеристики, особенно вооружение и бронирование. В итоге, удачный корабль послужил прототипом для знаменитых японских «Асам».
Китай

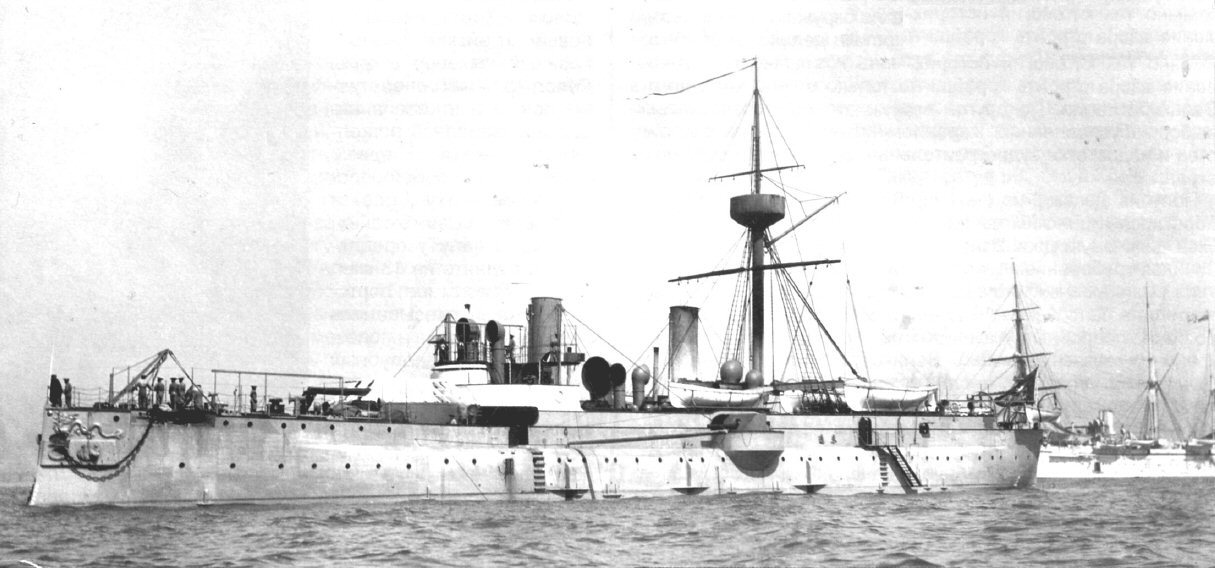
Броненосный крейсер «Кинг Ян» («Цзинъюань»)

Броненосные крейсера появились и в китайском флоте, но их реальные боевые характеристики были весьма невысоки. В 1888 году китайский флот получил два крейсера типа «Цзинъюань», построенные в Германии. Небольшие, слабо вооружённые и тихоходные они весьма мало напоминали аналогичные по назначению корабли ведущих морских держав. Ещё более скромными оказались характеристики единственного броненосного крейсера, построенного в Китае и вошедшего в строй в 1889 году. «Пинъюань» был скорее бронированной канонерской лодкой с очень низкой скоростью и основным вооружением в виде единственного крупнокалиберного орудия. Крейсером он именовался явно из соображений престижа.

## Броненосные крейсера в локальных войнах конца XIX — начала XX веков

### Броненосные крейсера в японо-китайской войне
В ходе японо-китайской войны огромное значение имело господство на море. Со стороны Китая в военных действиях участвовал Северный флот, включавший, помимо прочих, три броненосных крейсера. Японский флот располагал одним кораблём этого класса. При этом японцы имели явное превосходство в боевой выучке и уровне командования.
Решающее сражение на море произошло 17 сентября 1894 года у устья реки Ялу. Японский броненосный крейсер «Чиода» проявил себя достаточно хорошо благодаря наличию скорострельной артиллерии. Что касается китайских броненосных крейсеров, то в самом начале сражения «Цзинъюань» был обстрелян двумя японскими бронепалубными крейсерами с очень близкой дистанции, загорелся и после взрыва боеприпасов затонул. «Лайюань» в ходе боя получил очень тяжёлые повреждения, но сумел уйти в Порт-Артур.
После исправления повреждений крейсер перешёл в Вэйхайвэй, где остатки китайского флота были блокированы противником. 5 февраля 1895 года «Лайюань» был торпедирован японским миноносцем и затонул в гавани. Что касается «Пинъюаня», то он тоже оказался в Вэйхайвее, где и был захвачен японцами после капитуляции крепости 12 февраля 1895 года и введён в состав японского флота. Новые хозяева переклассифицировали «Пинъюань» в канонерскую лодку, коей он в действительности и являлся.

### Броненосные крейсера в испано-американской войне
В испано-американской войне броненосным крейсерам было суждено сыграть весьма важную роль, причём самое заметное действие со стороны кораблей этого класса состоялось ещё до её начала.

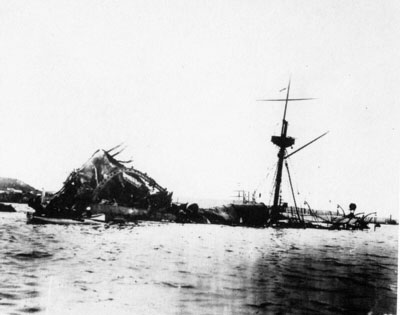
Остатки «Мэна» после взрыва, 1898 г.

15 февраля 1898 года американский броненосный крейсер «Мэн», стоявший в порту Гаваны, внезапно взорвался. Причины взрыва не выяснены до сих пор, наиболее вероятной версией ныне признаётся взрыв угольной пыли — достаточно распространённое явление в жарких широтах. Однако в 1898 году американские власти не пожелали разбираться в причинах. Силами политиков и прессы в США была развёрнута мощная пропагандистская кампания с обвинениями испанцев в уничтожении «Мэна». В итоге 23 апреля того же года была объявлена война.
Испанское командование не имело чёткого плана войны и опасалось даже нападения американского флота на побережье самой Испании. После долгих обсуждений было решено отправить эскадру броненосных крейсеров под командованием адмирала Серверы к берегам Кубы. На переход через Атлантику эскадре потребовалось 3 недели и в конечном счёте угля не хватило. Вместо хорошо укреплённой Гаваны эскадра была вынуждена зайти в плохо оборудованный порт Сантьяго, где и была блокирована американской эскадрой.
Ввиду явного превосходства сил противника Сервера считал прорыв блокады невозможным, но 2 июля получил категорический приказ прорываться в Гавану. Испанцы пошли в бой имея 3 броненосных крейсера типа «Инфанта Мария Терезия» и «Кристобаль Колон», а также два истребителя миноносцев. Испанские корабли находились в плохом техническом состоянии, имели некачественный уголь, а последние учебные стрельбы проводились более года назад. Американцы выставили против них 3 броненосца 1-го класса, 1 броненосец 2-го класса и броненосный крейсер «Бруклин». Ещё один броненосный крейсер «Нью-Йорк» не успел к месту сражения из-за проблем с силовой установкой.
Утром 3 июля испанцы пошли на прорыв. В произошедшей битве при Сантьяго несмотря на некоторое замешательство, американцы действовали энергично и быстро открыли огонь. Хотя по признанию самих американских моряков их стрельба была не слишком меткой, бой проходил на столь малых дистанциях, что попадания стали неизбежны. Фактически сражение вылилось в погоню американцев за испанцами.

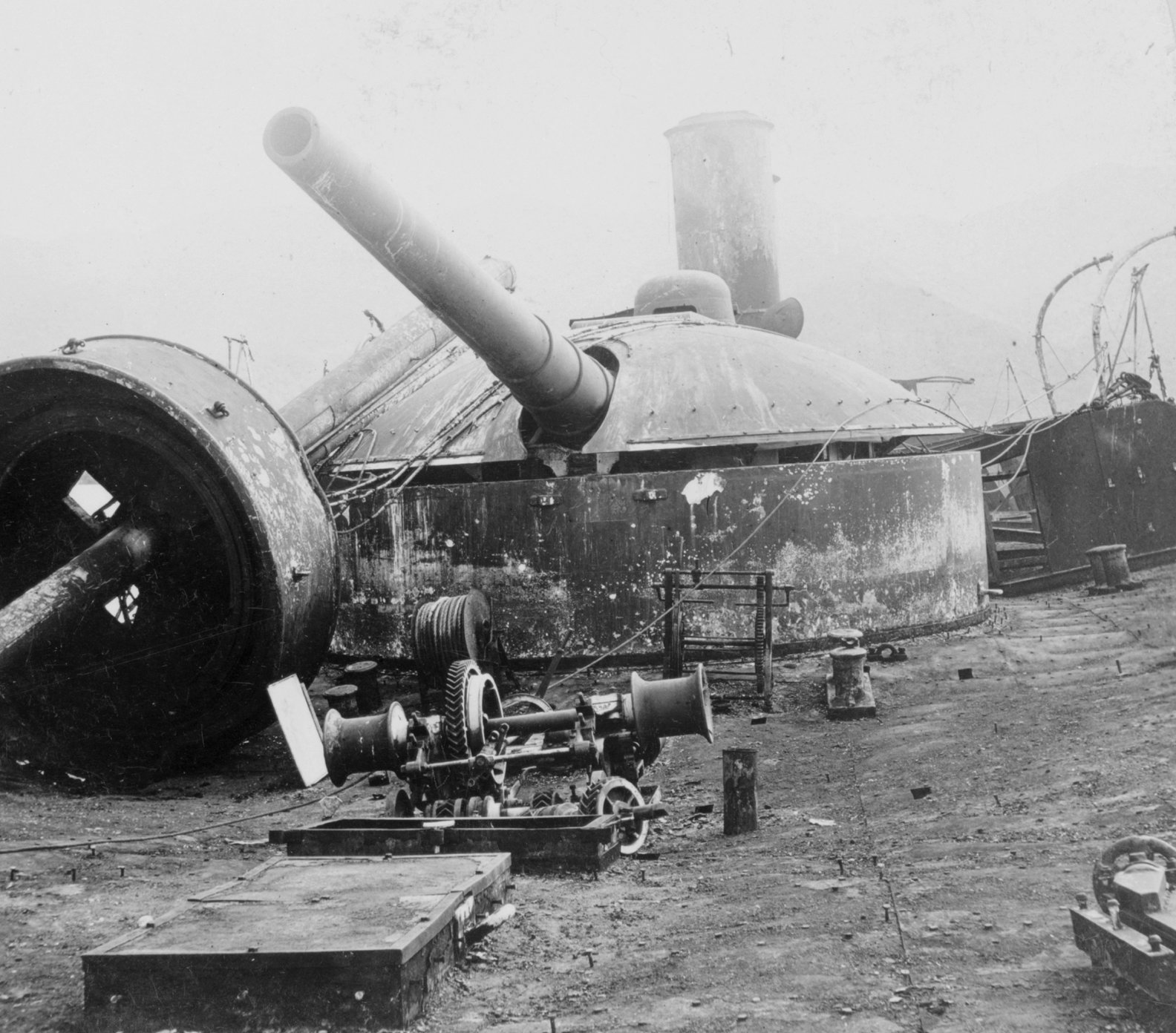
Палуба крейсера «Бискайя» после сражения

Первой была выведена из строя «Инфанта Мария Терезия», загоревшаяся и выбросившаяся на берег менее чем через час после начала боя. Немногим дольше продержался шедший концевым «Альмиранте Окендо». Объятый пожаром и после серии взрывов он выбросился на берег недалеко от флагмана. Вскоре та же судьба постигла и третий крейсер этого типа — «Бискайя». Сильно повреждённый он выбросился на берег и взорвался

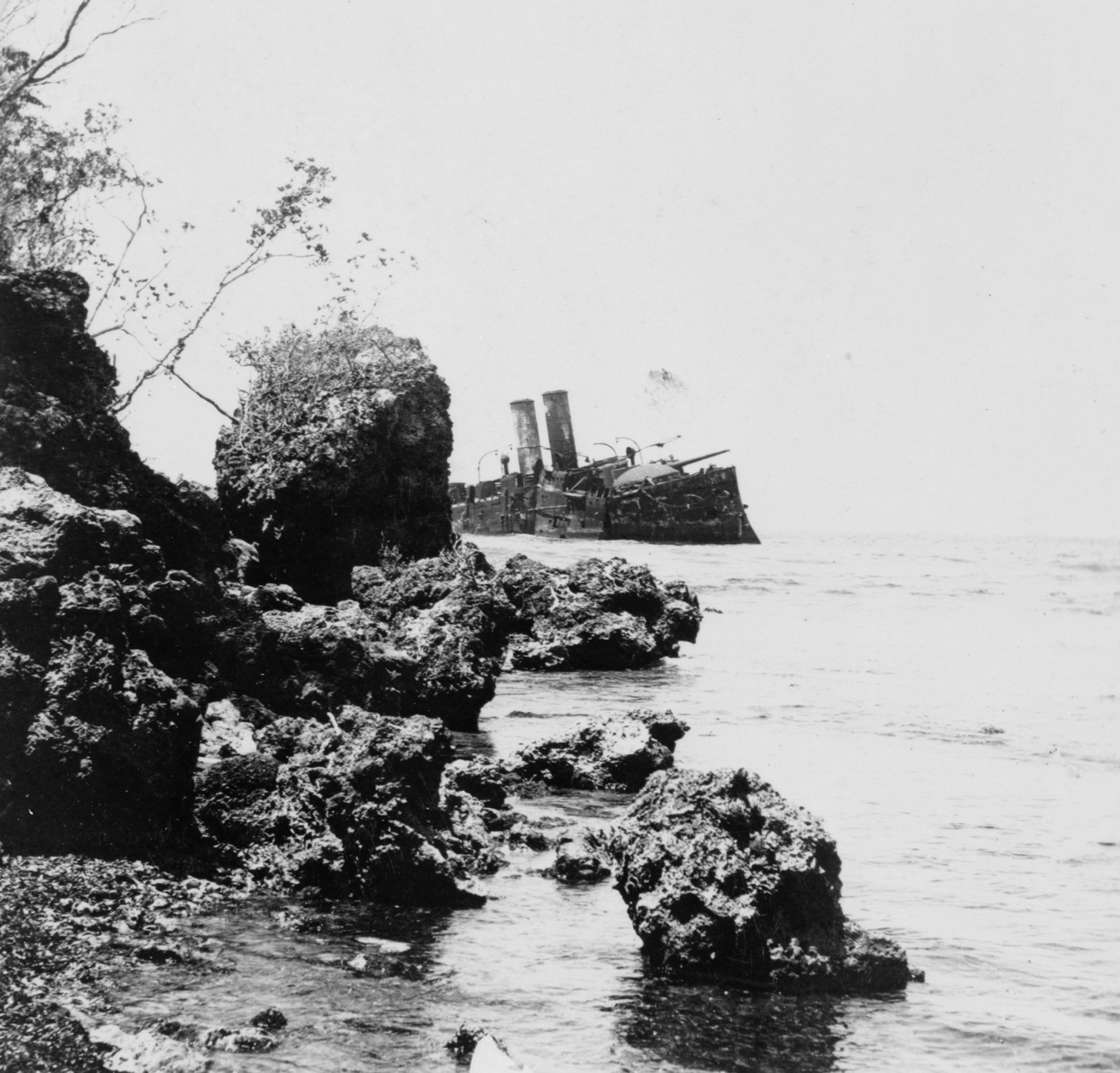
«Альмиранте Окендо», выбросившийся на берег

Единственным испанским кораблём имевшим шанс уйти от преследования был «Кристобаль Колон». Однако после трёхчасовой гонки на нём закончился качественный уголь и противник начал настигать корабль. Хотя крейсер практически не получил серьёзных повреждений, его командир предпочёл выбросить корабль на берег. «Колон» не имел артиллерии главного калибра и сопротивление представлялось бессмысленным.
В итоге американский флот праздновал полную победу малой кровью. Их потери составил 1 человек убитым и 1 раненым, причём оба на броненосном крейсере «Бруклин» в который попало больше всего испанских снарядов — 20, все малого и среднего калибра. Таким образом серьёзной проверки сомнительная защита «Бруклина» не прошла. В свою очередь американские снаряды ни разу не пробили броневого пояса испанских крейсеров, но этого и не требовалось. Огромная площадь небронированного борта в сочетании с обилием дерева на испанских кораблях приводила к пожарам и взрывам боеприпасов при попаданиях американских тяжёлых снарядов.

В то время как три крейсера серии «Окендо» с их толстыми поясами по ватерлинии и незащищёнными бортами, были быстро уничтожены, «Кристобаль Колон» продемонстрировал ценность прикрытия бронёй средней толщины; при наличии достаточного количества топлива на борту он мог оторваться и уйти от преследования.
— Паркс О. «Линкоры Британской империи. Ч.V. На рубеже столетий».

### Броненосные крейсера в русско-японской войне

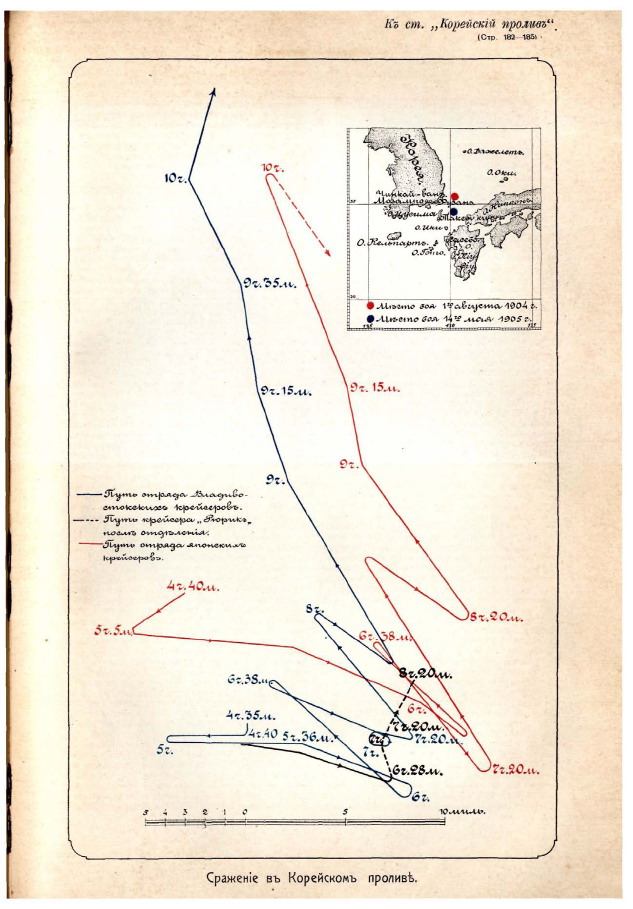
Бой в Корейском проливе 1 августа 1904 г.

К началу русско-японской войны 1904—1905 годов броненосные крейсера имелись в составе флотов обоих противников. Японский императорский флот располагал девятью единицами этого класса — шесть близких по типу крейсеров, построенных в Великобритании (четыре), Германии (один) и Франции (один), а также двумя крейсерами итальянского производства, вступившими в строй несколько позже. В конструкции всех этих кораблей боевые качества превалировали над крейсерскими. Кроме того, в составе флота находилась устаревшая, но вполне боеспособная «Чиода».
В составе 1-й Тихоокеанской эскадры российского флота, базировавшейся в Порт-Артуре, имелся лишь один броненосный крейсер — эскадренный разведчик «Баян». Броненосцы-крейсера «Пересвет» и «Победа» к тому времени воспринимались только как часть линейных сил, хотя по боевой мощи явно не дотягивали до настоящих броненосцев.
Кроме того три броненосных крейсера — «Рюрик», «Россия» и «Громобой» были выделены в особый отряд, базировавшийся на Владивосток.
Единственный полноценный броненосный крейсер порт-артурской эскадры «Баян» проявил себя достаточно хорошо. Он неоднократно выходил в море, поддерживая лёгкие силы, вступал с противником в короткие перестрелки. Но относительные успехи крейсера объяснялись главным образом хорошим командованием и везением — «Баян» вдвое уступал японским одноклассникам в огневой мощи, поэтому высокая оценка корабля современниками была несколько преувеличенной. В попытке 1-й эскадры прорваться во Владивосток 28 июля 1904 года крейсер участия не принял из-за полученного от подрыва на мине повреждения, и в дальнейшем был потоплен в гавани огнём японской осадной артиллерии. Та же судьба постигла «Пересвет» и «Победу».
Владивостокские крейсера в начале войны должны были действовать на коммуникациях противника. Всего с января по июль 1904 года отряд совершил пять походов к берегам Японии и Кореи, но значительного успеха удалось добиться только в четвёртом, когда русским удалось потопить два войсковых транспорта с весьма важными грузами, включавшими осадную артиллерию. В ходе пятого похода русские крейсера встретили эскадру адмирала Камимуры, но последний не смог их догнать.

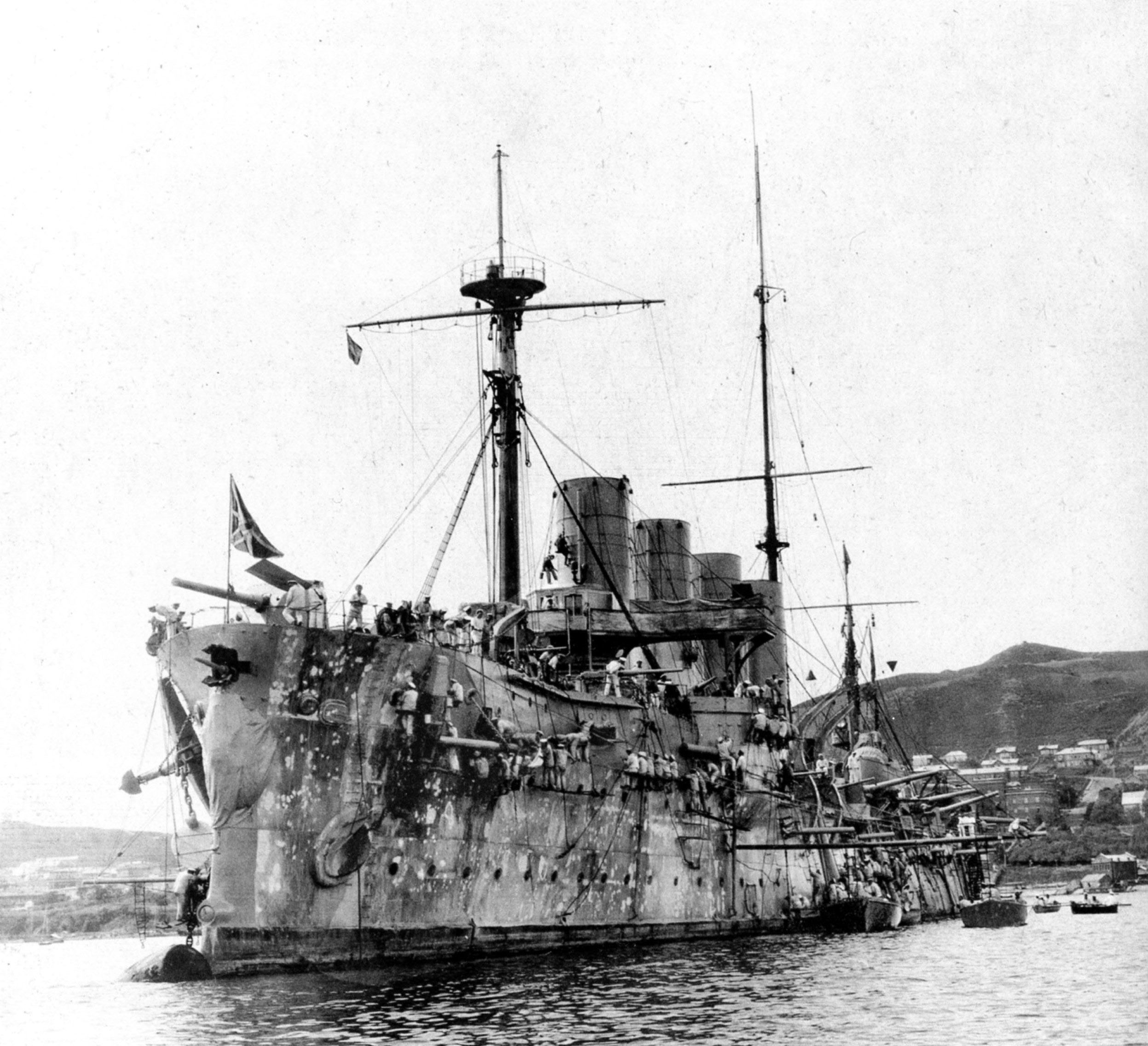
Повреждения крейсера «Россия» в бою 1 августа 1904 г.

В июне-июле 1904 года владивостокские крейсера единственный раз за всю войну вышли в океанское крейсерство, то есть сделали то, для чего они и проектировались. Сам поход, продолжавшийся 16 суток, не принёс больших результатов, но оказал негативное влияние на внешнюю торговлю Японии.
29 июня 1904 года командир отряда контр-адмирал Иессен получил приказ выйти в море навстречу прорывающейся во Владивосток 1-й Тихоокеанской эскадре. Проблемы со связью привели к тому, что к моменту получения приказа попытка этого прорыва уже закончилась неудачей, но Иессен об этом не знал. 30 июня три русских броненосных крейсера вышли в море. 1 августа 1904 года русские крейсера встретились в Корейском проливе с японской эскадрой, включавшей четыре броненосных и два бронепалубных крейсера. При этом противник оказался севернее русского отряда и теперь предстояло прорываться с боем.
Уже в самом начале сражения выявилось заметное огневое превосходство японских броненосных крейсеров — 16 орудий калибра 203-мм в бортовом залпе против 6 — 203-мм у русских. Шедший концевым «Рюрик» подвергся сосредоточенному обстрелу двух японских крейсеров, получил серьёзные повреждения и потерял способность управляться. В дальнейшем бой свёлся к маневрированию «России» и «Громобоя» вокруг повреждённого «Рюрика» в надежде, что его экипаж сумеет исправить повреждения. Далее Иессен принял решение уходить во Владивосток и увлечь за собой броненосные крейсера противника, полагая что «Рюрик» сумеет отбиться от бронепалубных крейсеров противника. Хотя первая часть плана удалась, положение неуправляемого «Рюрика» оказалось безнадёжным и команда была вынуждена затопить свой корабль.
Итоги сражения вполне подтвердили высказывавшееся ранее мнение о малой пригодности русских океанских крейсеров для серьёзного боя ввиду слабого бронирования и нерационального размещения артиллерии. К тому же русским не повезло с погодой — море было спокойным. При сильном волнении русские крейсера, благодаря лучшей мореходности, могли бы несколько уравнять шансы с низкобортными «японцами». Высказывалось также и мнение о некомпетентном руководстве со стороны Иессена:

Обращаясь к действиям Иессена в бою, надо указать на несоответствующие обстановке маневры его в первые моменты боя. Здесь требовалось категорическое решение: или драться, или уходить. Иессен же выбрал середину, не сближаясь на малые дистанции, целесообразные в этом случае, и не решаясь круто повернуть для прорыва во Владивосток.
В дальнейшем, его положение было затруднено отставшим и терпящим бедствие «Рюриком». Но и здесь следует сказать также, что ему следовало или решительно атаковать противника, стараясь нанести ему потери и отвлечь от «Рюрика», либо бросить последнего на произвол судьбы (в данной обстановке может быть это и было самым правильным решением). Маневрирование же кругом «Рюрика», повороты, преследующие цель прикрыть его, фактически вели к тому, что срывали успешность собственной стрельбы, а противнику облегчали его задачу.
— Петров М. А. «Обзор главнейших сражений парового флота».
В дальнейшем, после исправления полученных в бою 1 августа повреждений, оставшиеся два крейсера предприняли лишь один поход к берегам Японии с ничтожными результатами, а после подрыва на мине крейсера «Громобой» всякая активность Владивостокского отряда прекратилась.
В состав Второй тихоокеанской эскадры входили из числа броненосных крейсеров три устаревших корабля — «Адмирал Нахимов», «Дмитрий Донской», «Владимир Мономах», а также броненосец-крейсер «Ослябя». В ходе Цусимского сражения 14-15 мая 1905 года именно «Ослябя» стал первым потопленным русским кораблём — сказалось слабое и неполное бронирование. Оказавшись в начале боя под огнём доброй половины японского флота, «Ослябя» быстро получил фатальные повреждения и затонул.
Другие броненосные крейсера русской эскадры, за исключением «Нахимова», в ходе дневного боя 14 мая серьёзно не пострадали, но ночью подверглись нападению японских лёгких сил. Японскими торпедами были потоплены «Адмирал Нахимов» и «Владимир Мономах», а утром 15 мая превосходящие силы противника настигли «Дмитрия Донского» и после получения серьёзных повреждений экипаж затопил свой корабль.
Японские броненосные крейсера в целом неплохо проявили себя в ходе войны. Они принимали участие практически во всех операциях флота и избежали серьёзных повреждений. В качестве быстроходного крыла флота они никогда не применялись — в этом не было необходимости ввиду общего преимущества японцев в скорости. Защита крейсеров оказалась достаточно эффективной, но артиллерию признали слишком слабой. Фактически японские крейсера броненосного класса оказались скорее слабыми броненосцами, чем крейсерами. Оценив боевой опыт японцы приступили к строительству броненосных крейсеров, вооружённых 305-мм артиллерией главного калибра.

## Оценка броненосных крейсеров второго поколения
Разрабатывая проекты броненосных крейсеров нового поколения, конструкторы чаще всего стремились создать некий универсальный корабль, способный выполнять самые разнообразные функции. К их числу относились действия в составе эскадры, в том числе и участие в бою главных сил, ведение разведки, борьба с аналогичными крейсерами противника и наконец, действия на коммуникациях. Однако гармонично совместить все эти качества в одном корабле не удавалось. В итоге получались либо избыточно вооружённые и защищённые океанские рейдеры, либо «эскадренные» крейсера, вооружение и защита которых не давала им серьёзных шансов в борьбе с главной силой тогдашних флотов — броненосцами. При этом броненосные крейсера получались ещё и весьма дорогостоящими кораблями.
В результате были сделаны попытки создать узкоспециализированные корабли. К их числу можно отнести русские броненосные рейдеры, имевшие приличную дальность плавания и хорошую мореходность, но малопригодные для серьёзного боя, что и подтвердилось в боях с японцами. Последние в свою очередь заказали броненосные крейсера, являвшиеся скорее слабыми броненосцами, в связи с чем высказывалось мнение, что настоящие броненосцы были бы куда полезнее.
Несмотря на это, некритично воспринятые уроки русско-японской войны привели к созданию последнего поколения броненосных крейсеров, предназначенных, прежде всего, для линейного боя в роли авангарда главных сил.

## Последние представители класса

### Броненосные крейсера Великобритании

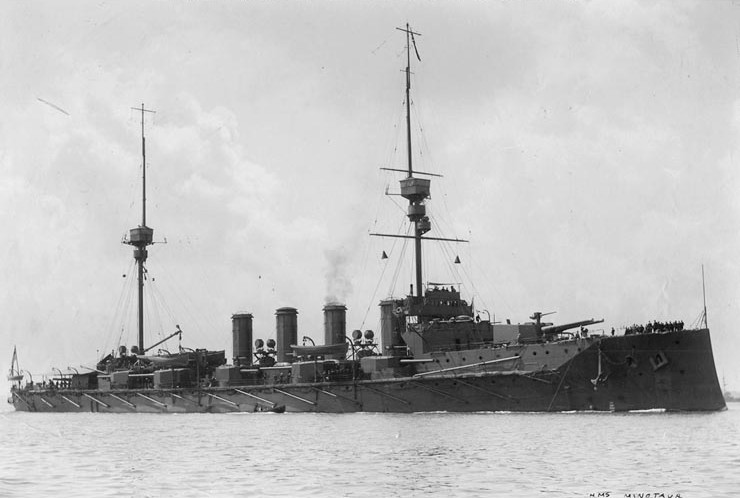
Броненосный крейсер «Минотавр».

Последние броненосные крейсера Британии создавались в рамках концепции быстроходного авангарда эскадры броненосцев, способных как обеспечить разведку, так и справиться с дозорами неприятеля.
Огневая мощь крейсеров типа «Минотавр» (англ. Minotaur) ещё более усилилась в сравнении с и так хорошо вооружёнными «уорриорами». «Минотавры» несли только крупнокалиберную артиллерию — четыре 234-мм в двухорудийных башнях в оконечностях и десять 190-мм в однобашенных установках — по пять на борт. На учениях эти крейсера выпускали до 50 тяжёлых снарядов в минуту. Однако адекватного усиления защиты не произошло, она даже несколько ухудшилась, что вызывало сомнения в боевой устойчивости крейсеров под огнём 305-мм орудий. Скоростные возможности крейсеров так же не впечатляли — с большим трудом удалось дотянуть до 23 узлов (один из крейсеров не смог и этого). По меркам 1908—1909 годов, когда корабли вошли в строй, это было явно недостаточно.

Результат оказался впечатляющим: на свет божий появились корабли, вооружённые явно избыточно, но защищённые чисто символически. Резерв водоизмещения лучше было потратить на создание более сбалансированной конструкции.
— Ненахов Ю.Ю. Энциклопедия крейсеров. 1860-1910.

### Броненосные крейсера Франции

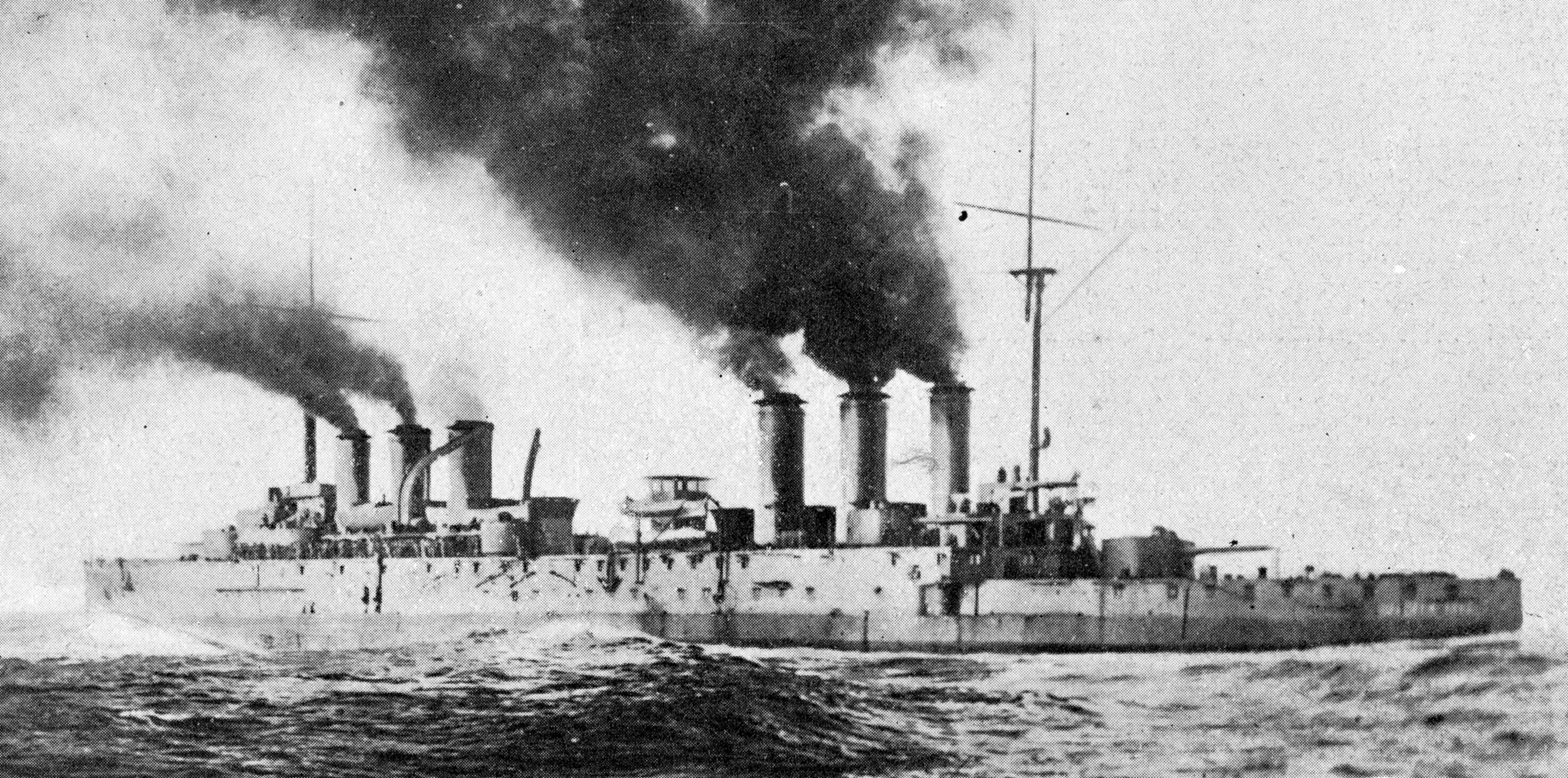
Броненосный крейсер «Вальдек Руссо».

Свою версию совершенного броненосного крейсера предложили и французы. На базе крейсера «Эрнест Ренан» они разработали тип «Вальдек-Руссо», построенный в двух экземплярах. На этих крейсерах местные кораблестроители наконец-то пришли к идее о едином калибре. На кораблях установили четырнадцать 194-мм орудий. Впрочем, разместили их не слишком удачно: в двух — и одноорудийных башнях, а также в казематах, что серьёзно затруднило управление огнём, да и сам калибр был несолиден; на фоне зарубежных одноклассников такие характеристики не впечатляли.
Бронирование хоть и было более продуманно, чем у предшественников, всё равно оставалось скромным. Скорость тоже не впечатляла — до 24 узлов дотянуть так и не удалось.
Но главным недостатком крейсеров стало время их вступления в строй — 1911 год. На фоне британских и немецких линейных крейсеров, французские «новинки» выглядели явным анахронизмом.

### Броненосные крейсера России

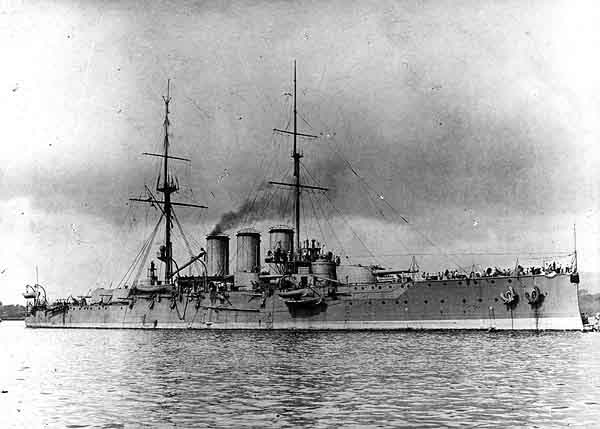
Броненосный крейсер «Рюрик»(II).

После заказа броненосных крейсеров типа «Адмирал Макаров», руководители Российского Императорского флота осознали, что эти крейсера слишком слабы для решения серьёзных задач. Было принято решение построить крупные крейсера, спроектированные с учётом опыта русско-японской войны и предназначенные для взаимодействия с линейными силами флота. Заказ на головной корабль выиграла британская компания «Виккерс-Армстронг», очень желавшая стать поставщиком российского флота. Крейсер «Рюрик», вступил в строй в 1909 году.
В итоге российский флот получил весьма крупный и хорошо вооружённый корабль — четыре — 254-мм орудия и восемь — 203-мм в качестве главного калибра, дополненные двадцатью 120-мм орудиями противоминной артиллерии. На вполне приличном уровне находилась и броневая защита, спроектированная на основе цусимского опыта и достаточная для противостояния огню одноклассников. К числу достоинств крейсера относилась также передовая система обеспечения непотопляемости. Зарубежные эксперты оценивали «Рюрик» весьма высоко называя его «лучшим крупным кораблем, заложенным для русского флота до 1905 г.» и «одним из лучших из когда-либо построенных броненосных крейсеров». Хороший в целом проект испортила невысокая скорость — всего 21 узел, в результате чего «Рюрик» не годился для взаимодействия с новыми линкорами-дредноутами, а также сложность управления огнём смешанной разнокалиберной артиллерии.
Планами морского ведомства предполагалась постройка на российских заводах ещё двух кораблей этого типа, причём оснащённых турбинами, но к моменту вступления «Рюрика» в строй он был признан уже устаревшим.

### Броненосные крейсера Германии

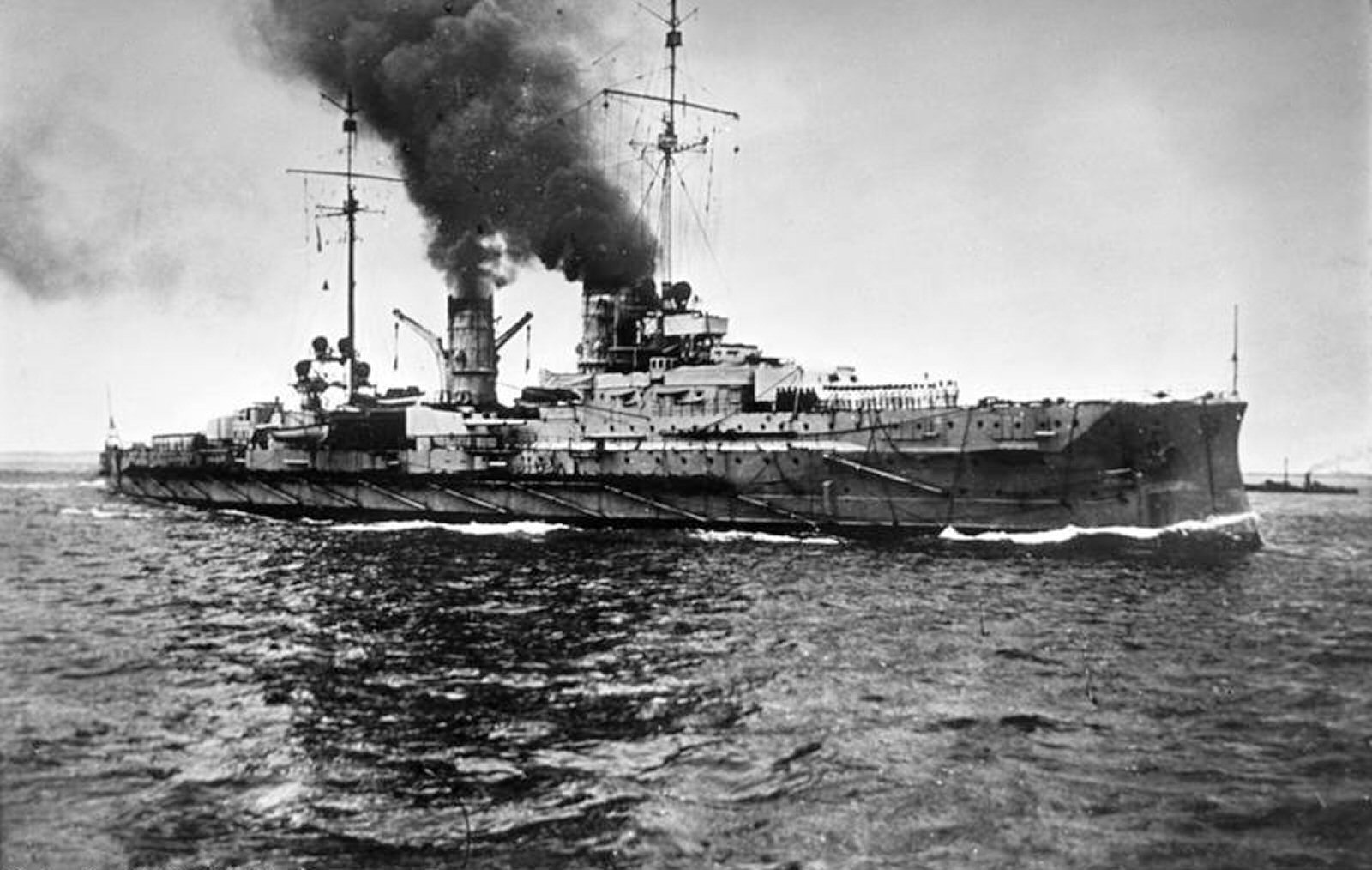
Броненосный крейсер «Блюхер».

Крейсер «Блюхер» (нем. Blücher) считался несчастливым кораблём немецкого флота. Причиной его появления стала ошибка немецких специалистов, полагавших, что новым типом британских крейсеров в дополнение к «Дредноуту» станут броненосные корабли с единым 234-мм калибром. Германским адмиралам, придерживавшихся принципа адекватности огневой мощи и защищённости, было трудно представить появления столь несбалансированного корабля как «Инвинсибл».
В результате, хороший броненосный крейсер немцев оказался явно слабоват по сравнению с британскими конкурентами. Защищён он, впрочем, был даже лучше и не уступал в скорости, несмотря на паровые машины, но нёс вооружение из двенадцати 210-мм орудий, что на фоне 305-мм калибра «Инвинсибла» выглядело очень слабо. Не зная, что делать с этим промежуточным кораблём, германские адмиралы нарекли его «тяжёлым» крейсером и спорили о его наилучшем использовании вплоть до гибели «Блюхера» в 1915 году.

### Броненосные крейсера Италии

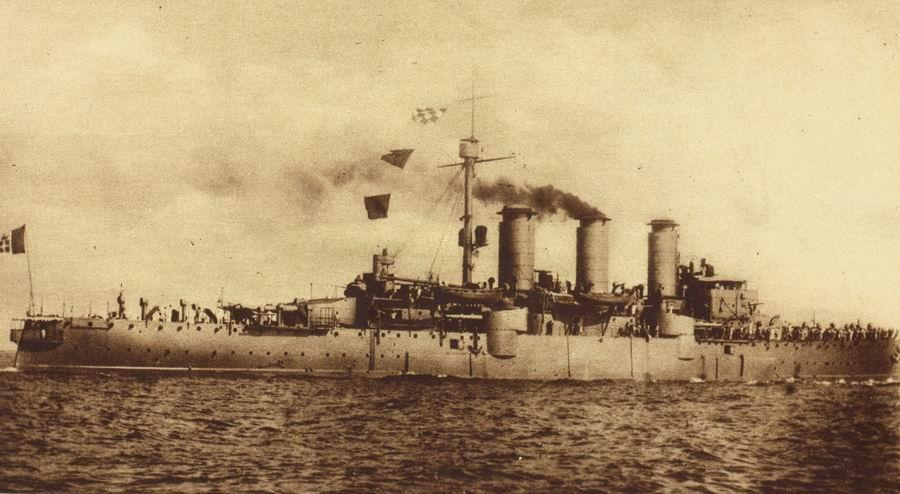
Броненосный крейсер «Амальфи».

Итальянский флот, уже давно увлекавшийся созданием особого типа «средиземноморских» боевых кораблей, не остался в стороне от участия в последнем этапе гонки на звание лучшего броненосного крейсера. Новый проект был разработан на базе эскадренных броненосцев типа «Реджина Елена» и получил название «Амальфи» (итал. Amalfi). Всего построили два корабля, вошедшие в строй в 1909 году.
По традиции итальянцы вновь, до определённой степени, пренебрегли дальностью плавания и мореходностью, хотя и в меньших масштабах, чем на «Джузеппе Гарибальди». Бронирование было, по крейсерским меркам, вполне солидным, а артиллерия превосходной — четыре 254-мм орудия в сочетании с восемью 190-мм. Скорость превысила 23 узла при нормальном водоизмещении менее 10 000 тонн, что было вполне «на уровне».
Кроме этой пары был заложен и третий корабль серии — «Дженова» (итал. Genova), но в 1909 году, ещё на стапеле он был куплен наследниками греческого миллионера Георгия Аверова для флота своей страны, где получил название в его честь. От однотипных кораблей итальянской постройки «Георгиос Авероф» (Γεώργιος Αβέρωφ) отличался артиллерией главного калибра.

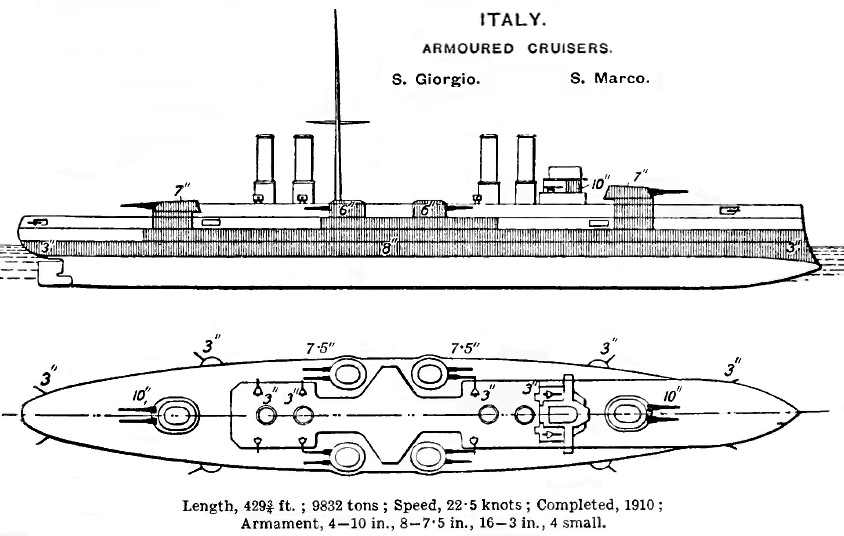
Броненосный крейсер «Сан-Джорджо». Схема.

Тем не менее, даже в условиях Средиземного моря, крейсера слишком заливались водой из-за низкого корпуса. Поэтому вторую пару крейсеров построили по несколько изменённому проекту — «Сан-Джорджио» (итал. San Giorgio). Почти не отличаясь по боевым характеристикам, они получили полубак, улучшивший мореходность и 4 дымовых трубы вместо 3. Водоизмещение подобралось к 11 000 тонн. Второй корабль серии «Сан-Марко» впервые в итальянском флоте получил турбины, но выигрыш оказался незначительным — 24 узлов так и не достигли.Королевские ВМС Италии получили эти корабли в 1910—1911 годах.

### Броненосные крейсера США

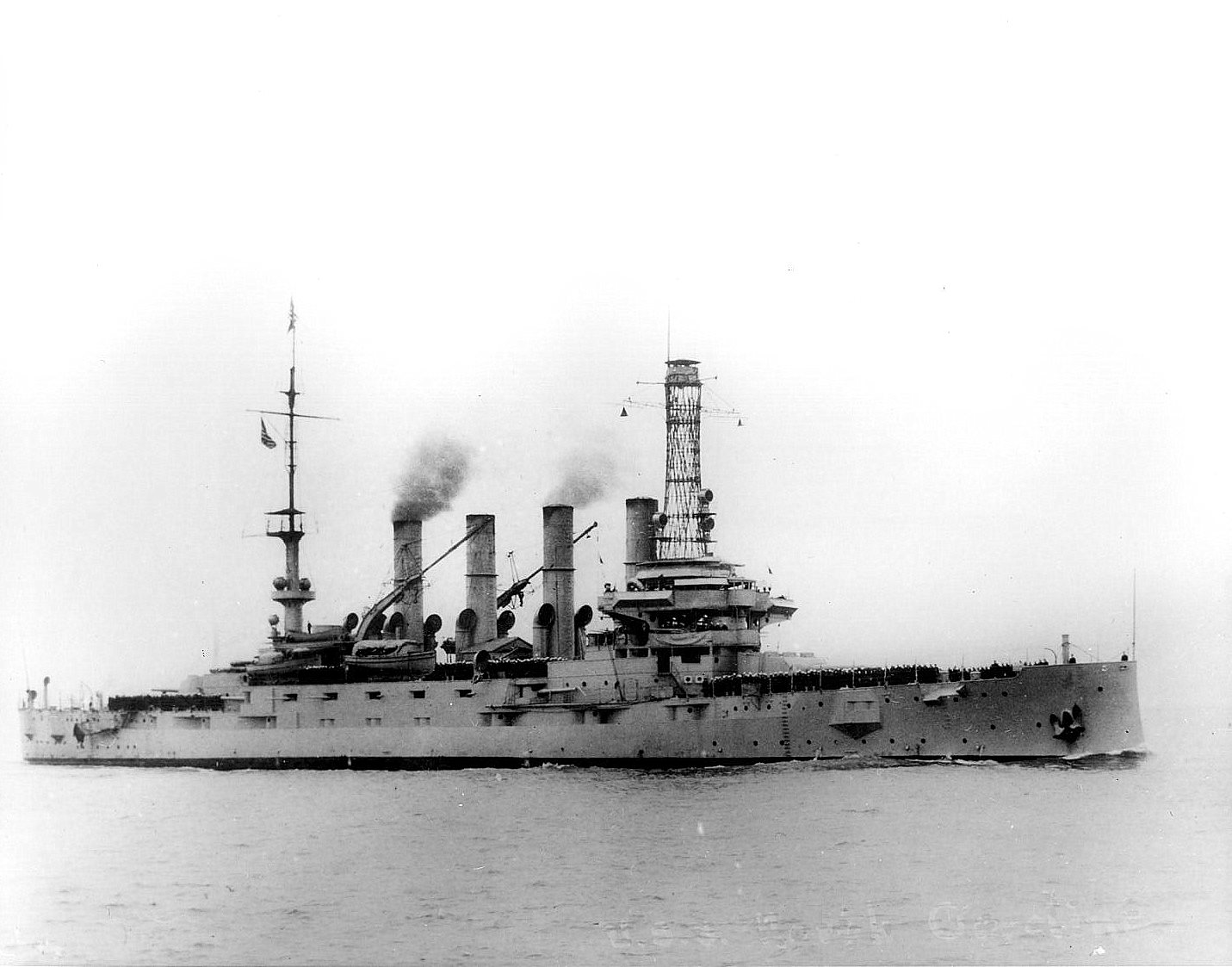
Броненосный крейсер «Норт Каролина» типа «Теннеси».

Вступившие в строй в 1905-1907 годах шесть броненосных крейсеров типа «Пенсильвания» подвергались резкой критике за слишком слабое для столь больших кораблей вооружение. Поэтому, ещё до их готовности, американские судостроители разработали новый проект. Четвёрка броненосных крейсеров типа «Теннесси» (англ. Tennessee) в целом повторяла своих предшественников в том, что касалось размеров, бронирования и скоростных характеристик. Основные изменения коснулись вооружения — теперь главный калибр состоял из четырёх мощных 254-мм пушек. Средний калибр изменений почти не претерпел — всё те же 152-мм орудия, только на пару штук больше.
Эти крейсера предназначались для действий в качестве авангарда главных сил флота, но исполнять эту роль они могли лишь для эскадры додредноутов. Впрочем, в те годы американскому флоту не хватало любых крейсеров.
В 1916—1920 годах они были переименованы, также как и тип «Пенсильвания» и теперь носили имена городов США. Имена штатов потребовались многочисленным линкорам стремительно растущего американского флота.

### Броненосные крейсера Японии
К созданию первых броненосных крейсеров отечественной постройки Япония приступила ещё во время русско-японской войны. После гибели на русских минах броненосцев «Хацусэ» и «Ясима», в японском флоте осталось лишь четыре корабля с 305-мм артиллерией, важность которой японские моряки успели оценить.
Не имея опыта разработки столь крупных боевых единиц, проектировщики просто увеличили корпус «Асамы» до размеров, позволявших разместить две двухорудийные башни 305-мм артиллерии. Прочее вооружение было представлено двенадцатью 152-мм и таким же количеством 120-мм орудий. Бронирование крейсеров типа «Цукуба» (яп. 筑波) — две единицы, повторяло импортный прототип, скорость оказалась невысокой — чуть более 21 узла. При этом корабли обладали целым рядом серьёзных конструктивных дефектов. На войну с Россией крейсера конечно не успели, вступив в строй в 1907—1908 годах.

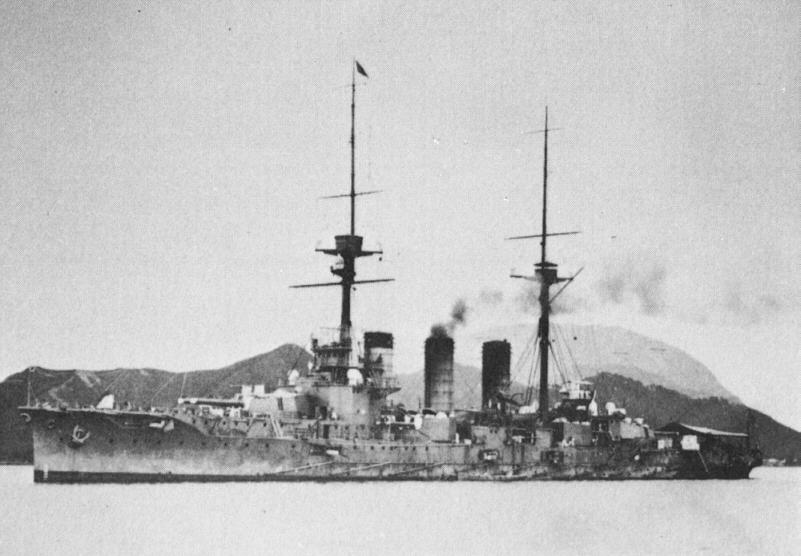
Броненосный крейсер «Ибуки».

Ещё когда «Цукуба» и второй однотипный корабль находились на стапелях, японцы заложили следующую пару крейсеров — тип «Ибуки» (яп. 伊吹). У этих кораблей изменился силуэт и состав вооружения. Сохранив четыре 305-мм орудия, они получили вместо дюжины 152-мм восемь 203-мм орудий в спаренных башнях, размещённых по бортам. Число 120-мм стволов выросло до четырнадцати. В остальном тип «Ибуки» повторял «Цукуба», в том числе и его весьма невысокую скорость. При этом головной корабль серии получил турбины, впервые в японском флоте, но его скорость оказалась даже ниже, чем у собрата с паровыми машинами.

…можно сказать о том, что как не пытались японцы построить настоящий броненосный крейсер, получался у них всё тот же броненосец второго класса. Относительно быстроходный и относительно мощный, но всё-таки второклассный и всё же именно броненосец.
— Кофман В. Л. «И тут пришёл Джек…»
Благодаря этим кораблям японцы претендовали на лавры изобретателей линейного крейсера, но фактически «Цукуба» и «Ибуки» были очень мощными крейсерами-додредноутами. Проекты испортила многочисленная и малополезная среднекалиберная артиллерия, а также слишком низкая скорость.

## Оценка последних броненосных крейсеров
Последним поколением броненосных крейсеров были весьма крупные корабли, водоизмещение которых колебалось от 10 000 до 16 000 тонн, а главная артиллерия имела калибр от 210-мм до 254-мм и даже 305-мм. Фактически, эти боевые единицы уж перестали быть крейсерами в полном понимании этого слова. Использовать столь дорогие крейсера на коммуникациях никто не собирался, да и их сильные стороны были бы там не востребованы.
Теперь главной их задачей считались действия в авангарде главных сил, причём они должны были не только обеспечить развёртывание флота, но и принять активное участие в бою. При этом совершенно игнорировался тот факт, что артиллерия крейсеров не обеспечивала надёжного поражения броненосцев, собственное бронирование не давало полноценной защиты от тяжёлых снарядов, а превосходство в скорости не было столь значительным, чтобы крейсера могли быстро выйти из-под обстрела броненосцев. Последние броненосные крейсера создавались по принципу «корабль против корабля».

Эскалация индивидуальной мощи броненосного крейсера захватила все нации. Вполне естественно, что в таких случаях бурное соперничество приводило к появлению весьма совершенных образцов. Но как это часто бывает в истории военной техники, оно несло в себе ростки конца данной линии развития. Финал этого был уже совсем близок.
— Кофман В. Л. «Невостребованное совершенство».
Финал наступил в апреле 1907 года, когда со стапелей сошёл первый в мире линейный крейсер «Инвинсибл». Последние броненосные крейсера ещё строились, но новый класс резко девальвировал их ценность, ведь линейный крейсер мог легко догнать и уничтожить даже самый совершенный броненосный. В результате, дальнейшее развитие броненосных крейсеров потеряло смысл, и было прекращено.

## Броненосные крейсера вПервой мировой войне
К началу Первой мировой войны во флотах воюющих держав насчитывалось: Великобритания — 34 броненосных крейсера, Франция — 19, Россия — 6, Япония — 13, Италия — 10, США — 12, Германия — 9, Австро-Венгрия — 3.

### Броненосные крейсера Антанты
Британский флот, располагавший большим количеством броненосных крейсеров, держал значительную часть из них в Северном море, хотя они приносили там немного пользы, подвергая себя при этом большой опасности.
В результате, уже в самом начале войны британский флот получил мощный удар из-под воды. 22 сентября 1914 года немецкая ПЛ U-9 в течение часа потопила три британских броненосных крейсера «Абукир», «Хог» и «Кресси», патрулировавших в Ла-Манше. Но угроза британским броненосным крейсерам исходила не только от подводных лодок. В случае столкновения с линейными крейсерами противника их положение становилось почти безнадёжным. В августе 1914 года, британцы, имея четыре броненосных крейсера против одного немецкого линейного крейсера «Гебен», так и не решились вступить с ним в бой.

Возможно, что 4 броненосных крейсера могли бы повредить «Гебен», но ещё вероятнее, что он сразу ушёл бы от них, пользуясь своим большим преимуществом в скорости хода, или без большого труда пустил бы ко дну всю компанию.
— Вильсон Х. Линкоры в бою 1914—1918 гг.
В начале войны британцам пришлось пережить и другую крупную неудачу. 1 ноября 1914 года британские броненосные крейсера «Гуд Хоуп» и «Монмут» у мыса Коронель вступили в бой с немецкими одноклассниками «Шарнхорст» и «Гнейзенау». В ходе последовавшего сражения немцы продемонстрировали явное преимущество в огневой мощи и боевой выучке и уничтожили своего противника в очень короткий срок, практически без потерь со своей стороны.

Сражение при Коронеле 1 ноября 1914 года. Схема.

Тем не менее, британские броненосные крейсера по-прежнему действовали в качестве кораблей первой линии вплоть до Ютландского сражения 31 мая 1916 года. В результате инерции мышления британский командующий поставил свои броненосные крейсера в авангарде главных сил, хотя в силу своей тихоходности они не могли быстро выйти из-под обстрела, а вследствие слабой защиты не могли устоять против огня тяжёлых орудий. Эта ошибка привела британцев к очередной катастрофе. В ходе сражения, проходившего в условиях плохой видимости, отряд британских броненосных крейсеров был внезапно обстрелян немецкими линкорами и линейным крейсером «Лютцов» со сравнительно небольшой дистанции. В результате «Дифенс» сразу же взорвался и затонул, а «Блэк Принс» и «Уорриор» выведены из строя и погибли позже, второй затонул при буксировке на следующий день. Этот страшный урок закончил карьеру британских крейсеров в первой линии флотских сил.
Для французских крейсеров начало Первой мировой войны, казалось бы, складывалось удачно. В зоне ответственности Франции оказалось Средиземное море, причём наиболее серьёзный противник — «Гебен» быстро удалился в Чёрное море, и теперь французам противостояли лишь австро-венгры с их скромными крейсерскими силами. Однако вскоре выявилась неприятная черта борьбы даже с таким слабым противником. Вступать в бой он не желал, а догнать быстроходные крейсера австро-венгерского флота французские тихоходы были не в состоянии. Между тем, именно им пришлось осуществлять блокаду Отрантского пролива — более современных боевых единиц у французов не нашлось. В ходе таких миссий крейсера регулярно подвергались атакам подводных лодок, хотя в течение некоторого времени без тяжёлых потерь. 26 апреля 1915 года броненосный крейсер «Леон Гамбетта» был пущен ко дну почти со всем экипажем. После этого блокаду пришлось снять, и остаток войны французские броненосники провели на базах.

«Бронированным черепашкам» под трехцветным флагом в случае войны оставалось лишь бессильно взирать на быстроходных противников и подставлять борта под торпеды подводных лодок, как это случилось с «Леоном Гамбеттой»… Так и прошла вся война, в ходе которой французские крейсера проявили себя полностью беспомощными целями.
— Кофман В.Л. В чужом пиру похмелье…
Ничуть не лучше проявили себя и итальянские броненосные крейсера, испытывавшие те же самые проблемы, что их французские одноклассники. Помериться силами с надводным противником им так и не довелось, всё участие в войне для них свелось к неудачным попыткам догнать противника и обстрелам побережья. При этом они серьёзно пострадали от вражеских субмарин, утопивших «Джузеппе Гарибальди» и «Амальфи».
К началу войны российский Балтийский флот насчитывал шесть броненосных крейсеров — сильно устаревшие «Россию» и «Громобой», три также устаревших крейсера типа «Адмирал Макаров» и «Рюрик», считавшийся единственным сравнительно мощным кораблём этого класса в Российском императорском флоте.
Несмотря на опасения русского командования, германский флот редко проявлял активность на Балтийском театре военных действий и обычно держал здесь весьма ограниченные силы, благодаря чему русские крейсера совершили ряд выходов в море для разведки и установки мин. В ходе одной из этих миссий немецкая подводная лодка потопила броненосный крейсер «Паллада». Командование Балтийского флота действовало чрезвычайно осторожно, особенно это касалось броненосных крейсеров типа «Адмирал Макаров», командиры которых считали свои корабли слишком слабо вооружёнными и опасались ввязываться в бой.
Единственное за всю войну столкновение русских броненосных крейсеров с сопоставимым надводным противником закончилось с неопределённым результатом. 2 июля 1915 года пять русских крейсеров, в том числе три броненосных, приняли участие в хаотичном морском бою у острова Готланд. Обе стороны разошлись практически без потерь, если не считать немецкий минный заградитель «Альбатрос», выбросившийся на шведский берег.
США слишком поздно вступили в войну, чтобы принять участие в решающих морских сражениях. Тем не менее, одну крупную боевую единицу американский флот потерял: ею стал броненосный крейсер «Сан-Диего», подорвавшийся на мине 19 июля 1918 года.
Участие японских броненосных крейсеров в Первой мировой войне было чисто символическим.

### Броненосные крейсера центральных держав

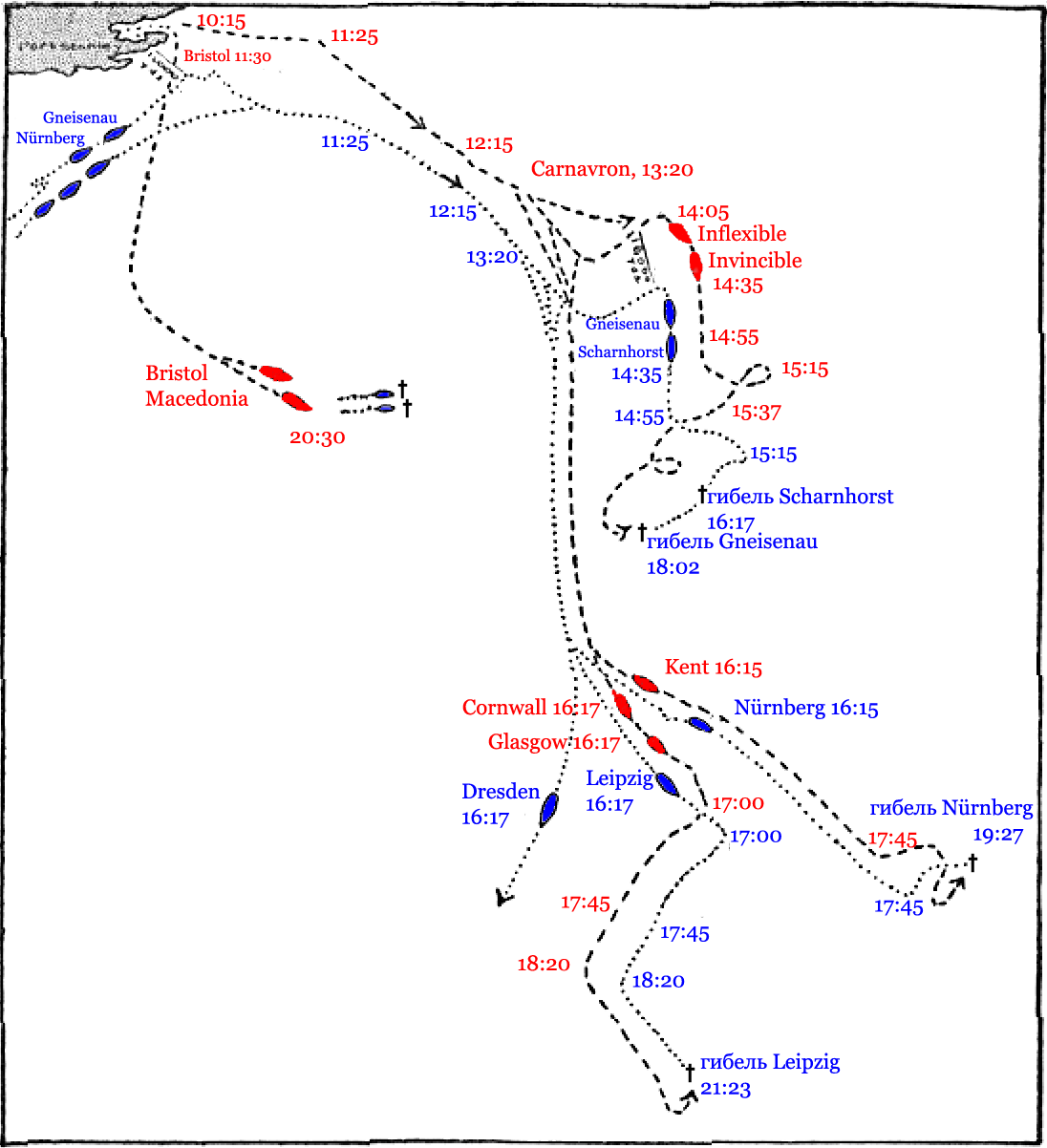
Сражение у Фолклендских островов. Схема.

Основная проблема броненосных крейсеров Германии заключалась, по-видимому, в неспособности командования флота грамотно распорядиться уже устаревшими, но достаточно мощными кораблями. Имея восемь броненосных крейсеров в строю («Фюрст Бисмарк» уже вывели из первой линии), оно никак не могло найти им достойного применения.
Несмотря на это, начало войны ознаменовалось громкой победой именно броненосных крейсеров. В бою при Коронеле 1 ноября 1914 года «Шарнхорст» и «Гнейзенау» эффектно расправились с парой британских одноклассников. Однако по реальной огневой мощи противник заметно уступал немцам, имел экипажи из резервистов, а британский адмирал совершил множество тактических ошибок.
Реванш Королевского флота состоялся в бою у Фолклендских островов 8 декабря 1914 года. На этот раз немецким броненосным крейсерам пришлось принять безнадёжный бой с линейными крейсерами англичан. В сложившейся ситуации германские корабли не могли ни уйти от противника, ни отбиться от него и после упорного боя были потоплены. Этот бой ясно показал колоссальную разницу между броненосными и линейными крейсерами. Современники назвали его сражением между «карликами» и «гигантами».

Эпопея эскадры Шпее показывает, насколько много шума могли наделать и остальные германские крейсера при более удачной диспозиции (или при более смелом применении). Конечно, они могли бы оказаться смертниками, поскольку Антанта всегда могла выставить больше кораблей, но можно себе представить, какого напряжения это стоило бы союзникам. Ведь даже «стандартные» броненосные немецкие корабли превосходили по боевой мощи основу британских заморских крейсерских сил — «охотников» типа «Каунти». Германия имела свой океанский шанс, но воспользоваться им так и не смогла.
— Кофман В.Л. Нелюбимые корабли кайзера.

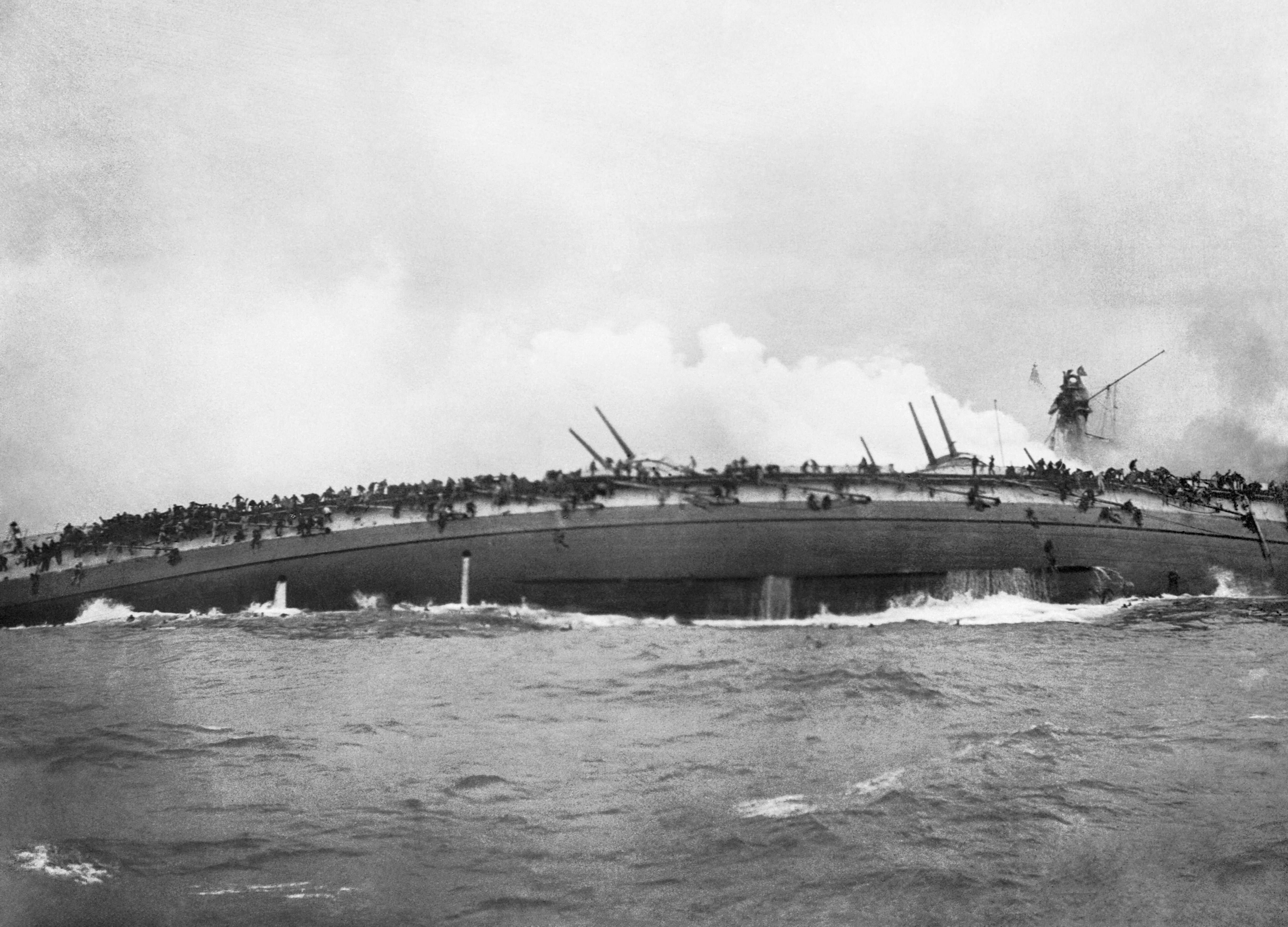
Гибель «Блюхера» в бою у Доггер-банки.

«Блюхер» стал жертвой своих скоростных качеств. На первом этапе войны флот открытого моря испытывал нехватку линейных крейсеров и сравнительно быстроходный «Блюхер» включили в разведывательный отряд адмирала Хиппера. Последующие события показали, что скорость броненосного крейсера всё-таки является недостаточной. В бою у Доггер-банки 24 января 1915 года «Блюхер», шедший концевым, отстал от своих линейных крейсеров и подвергся настоящему расстрелу со стороны британских линейных крейсеров. «Блюхер» продемонстрировал традиционную для германских кораблей живучесть, затонув лишь после 70—100 попаданий тяжёлых снарядов и 7 торпед, но его гибель оказалась совершенно бесполезной. Существует мнение, что этот корабль был бы гораздо полезнее на Балтике, где он мог бы создать серьёзные проблемы российскому флоту.
К моменту гибели «Блюхера» кайзеровский флот лишился ещё двух броненосных крейсеров. От подрыва на минах затонули «Фридрих Карл». Оставшиеся два броненосных крейсера («Принц Генрих» сделали учебным) действовали на Балтике, но очень осторожно.. Тем не менее, осторожность не спасла «Принц Адальберт» — он был потоплен в 1915 году британской ПЛ, действовавшей на Балтике. Спустя год последний германский броненосный крейсер «Роон» вывели из боевого состава флота и превратили в плавучую казарму.
Австро-Венгрия, фактически, использовала в боевых действиях два броненосных крейсера, выполнявших функции прикрытия лёгких сил, но до решительного сражения дело у них ни разу не дошло.

## Броненосные крейсера после Первой мировой войны
Сразу после войны ведущие морские державы приступили к массовому списанию явно устаревших боевых единиц, и в числе первых кандидатов на разборку оказались броненосные крейсера. Великобритания исключила из состава флота уцелевшие броненосные крейсера к 1921 году, некоторые французские корабли этого класса задержались в первой линии до 1927 года, далее часть из них превратили в учебно-артиллерийские. Американские броненосные крейсера служили до 1927 года, но при этом рассматривались, как вспомогательные суда и были серьёзно переоборудованы. Советская Россия сдала свои броненосные крейсера на слом к 1922 году.
Итальянский флот, избавившись от совсем старых крейсеров, сохранил как учебные новейшие из них. Так, «Сан-Джорджио» превратили в корабль береговой обороны с резким усилением зенитной артиллерии, и в этом качестве он принял активное участие в борьбе за Тобрук, где и был сначала тяжело повреждён британской авиацией, а затем затоплен собственной командой в январе 1941 года.

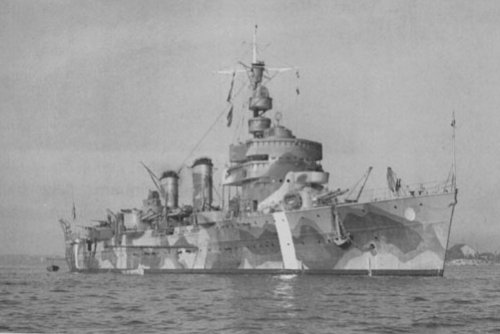
Шведский крейсер «Фюльгия» после модернизации.

Бережливость по отношению к броненосным крейсерам проявили и японцы. Хотя сравнительно новые корабли типов «Цукуба» и «Ибуки» были сданы на слом по решению Вашингтонской конференции 1922 года, большая часть ветеранов русско-японской войны сохранилась до конца Второй мировой войны в качестве минных заградителей, учебных судов и даже крейсеров, хотя в последнем качестве они в боях не участвовали. Почти все они были потоплены американской авиацией в 1945 году.
Совсем другая судьба ожидала броненосные крейсера второстепенных морских держав. Там их берегли и считали значительной военной силой. Шведы даже пошли на полномасштабную модернизацию своего единственного броненосного крейсера в 1940—1941 годах. Аргентинские броненосные крейсера большей частью дослужили до Второй мировой войны, правда, в качестве кораблей береговой обороны, а мировой рекорд класса поставил «Пуэйрредон», списанный лишь в 1954 году, после 55 лет службы.
С исторической точки зрения больше всех повезло греческому «Аверофу». В 1941 году он счастливо ускользнул от пикировщиков люфтваффе, далее сопровождал конвои в Индийском океане, а в 1946 году был списан, но не сдан на слом, а превращён в корабль-музей. Таким образом, «Авероф» является единственным броненосным крейсером, сохранившимся до наших дней.

## Общая оценка класса броненосных крейсеров
Первые броненосные крейсера изначально считались несовершенными кораблями. Низкое качество брони и малая мощность машин не позволяли гармонично совместить в одном корпусе высокую скорость, мощное вооружение и адекватную броневую защиту. В дальнейшем прогресс в области металлургии и машиностроения позволил создать сравнительно быстроходные корабли, которые одновременно были неплохо вооружены и защищены. Пока на броненосные крейсера возлагали чисто крейсерские задачи — борьбу на коммуникациях и ведение разведки, они в целом соответствовали требованиям своего времени. Однако за этим последовало непрерывное улучшение бронирования, увеличение скорости и особенно усиление вооружения, что приводило к росту водоизмещения и, следовательно, стоимости. В результате на столь дорогие корабли стали возлагаться задачи, более подходящие для броненосцев.

Для конвойной службы броненосные крейсера подходили, но в качестве быстроходного крыла линейного флота они подвергались большому риску. На этом поприще их сменили линейные крейсера, а отважная атака броненосных крейсеров Арбетнота 31 мая 1916 г., оказавшаяся фатальной, со всей очевидностью доказала абсолютную слабость броненосных крейсеров для боя в линии баталии.
— Паркс О. «Линкоры Британской империи. Ч.V. На рубеже столетий».
Итогом стало появление кораблей слишком слабых для боя в составе эскадры и избыточно сильных для борьбы с лёгкими силами. Расточительством выглядело и привлечение их к конвойной службе, ведь противник в большинстве случаев не высылал на коммуникации ничего сопоставимого. Когда же в состав ведущих флотов стали вступать линейные крейсера, роль броненосных крейсеров в системе морских вооружений оказалась совсем неясной.
Теоретически, любой тип вооружения можно использовать при должном подходе, но флотоводцы Первой мировой войны должным образом применить крейсера не смогли. По инерции причисляя броненосные крейсера к главным силам, они держали их в европейских водах, где те гибли без пользы.

## Комментарии
1. ↑  Транскрипция по IPA: [/Imˈpɪəriəs]
2. ↑  В оригинальной терминологии «опоясанный» — belted, то есть, с поясом брони по ватерлинии, в противоположность «защищённым» — protected — бронепалубным крейсерам